# Verfolgung und Umerziehung der Uiguren in China seit 2014
Bei der Verfolgung und Umerziehung der Uiguren in China seit 2014 handelt es sich um das Vorgehen des chinesischen Staates gegen die ethnische und religiöse Minderheit der Uiguren und gegen andere turkstämmige und vorwiegend muslimische Minderheiten Xinjiangs unter Xi Jinping, das insbesondere seit Amtsantritt von Chen Quanguo als KPCh-Parteisekretär von Xinjiang verschärft wurde.
Die Region Xinjiang wurde im 21. Jahrhundert in eine streng überwachte, assimilatorische Siedlerkolonie umgewandelt, deren Regierung von einer von Han-Chinesen dominierten Bürokratie übernommen wurde. Seit 2017 geht die chinesische Regierung unter Berufung auf die Notwendigkeit größerer innerer Sicherheit mit einer weiter eskalierten und von da an kollektiv angewendeten repressiven Strategie gegen Uiguren in Xinjiang vor, zu der unter anderem Masseninternierungen, umfassende Umerziehungsmaßnahmen und erhöhter Druck auf die uigurische Diaspora gehören.
Vonseiten verschiedener westlicher Wissenschaftler wird als Ziel der chinesischen Politik in Xinjiang die „Sinisierung“ (中国化) indigener Kulturen und die vollständige „Transformation“ (转化) der Gedanken und Verhaltensweisen der uigurischen Gemeinschaft beschrieben, sowie eine „bewusste Politik des Auslöschens des uigurischen kulturellen Gedächtnisses“ (Rachel Harris, SOAS University of London), die „Auslöschung eines einheimischen Wissenssystems und der die Grundwerte des uigurischen Lebens ausmachenden Grundelemente: Sprache, Religion und Kultur“ (Darren Byler, University of Colorado Boulder) und der Versuch, die Erfahrungen und Identitäten der Uiguren von ihrer Landschaft zu trennen (Rian Thum, University of Nottingham). Der in den USA ansässige Thinktank Newlines Institute for Strategy and Policy veröffentlichte in Zusammenarbeit mit dem in Kanada ansässigen Raoul Wallenberg Centre for Human Rights 2021 einen Bericht von über 30 internationalen Fachleuten, der der chinesischen Führung vorwarf, die staatliche Verantwortung für einen anhaltenden Genozid gegen die Uiguren zu tragen und gegen die Genozidkonvention von 1948 zu verstoßen. Ein von Human Rights Watch und der Universität Stanford 2021 erstellter Bericht wirft der chinesischen Regierung vor, nahezu alle in Art. 7 des Römischen Statuts des Internationalen Strafgerichtshofs (IStGH) aufgeführten Verbrechen gegen die Menschlichkeit an den Uiguren und anderen turkstämmigen Muslimen in Xinjiang begangen zu haben und für eine „weit verbreitete und systematische Politik der Masseninternierungen, Folter und kulturellen Verfolgung verantwortlich“ zu sein.
Von politischer Seite ordneten verschiedene westliche Staaten im Jahr 2021 das Vorgehen des chinesischen Staates gegenüber den Uiguren Xinjiangs offiziell als „Genozid“ ein, so durch die US-amerikanische Regierung unter Donald Trump und unter Joe Biden, sowie durch das kanadische, das niederländische, das britische, das litauische und das tschechische Parlament. 2022 folgte dem auch das französische Parlament. Nach Auffassung der deutschen Bundesregierung zielen die Maßnahmen der chinesischen Politik auf die „Sinisierung“ der religiösen und kulturellen Identitäten der Minderheiten in Xinjiang und Tibet ab. Im März 2021 verhängten die USA, Großbritannien, Kanada und die Europäische Union miteinander koordiniert Sanktionen über ehemalige und amtierende chinesische Funktionäre aufgrund mutmaßlicher Menschenrechtsverstöße in Xinjiang.
Die Vereinten Nationen riefen über den UN-Ausschuss für die Beseitigung der Rassendiskriminierung im August 2018 China dazu auf, die Masseninhaftierungen in den damals von China geleugneten Einrichtungen zu beenden und versuchten die Gewährleistung des uneingeschränkten Zugangs zur Region Xinjiang für UN-Vertreter mit der VR China auszuhandeln, um den Vorwürfen von an Uiguren und anderen muslimischen Minoritäten in Xinjiang begangenen Menschenrechtsverletzungen vor Ort durch eine Untersuchung nachzugehen. Die VR China lehnte die Durchführung einer Untersuchung durch UN-Vertreter in Xinjiang mehr als drei Jahre lang offiziell ab, bis im März 2022 eine Übereinkunft zu einem Besuch von UN-Vertretern in China und Xinjiang getroffen wurde, der im Mai 2022 stattfand.
Die UNO-Menschenrechtskommissarin, die eine gründliche und unabhängige Bewertung der Berichte über willkürliche Internierungen, Misshandlungen, sexuelle Gewalt und Zwangsarbeit in Xinjiang gefordert hatte, gab zum Ende ihrer Amtszeit, Ende August 2022, die Veröffentlichung eines Berichts ihres Büros zur Menschenrechtslage in Xinjiang frei, der mögliche Verbrechen der chinesischen Führung gegen die Uiguren und andere ethnische Minderheiten einräumte und schwere Vorwürfe von „erheblichen Menschenrechtsverletzungen“ in Xinjiang erhob, die dem Bericht zufolge Verbrechen gegen die Menschlichkeit darstellen könnten.

## Vorgeschichte
Zwar weist Xinjiang eine ebenso lange Tradition der Opposition indigener Bevölkerungsgruppen gegen die chinesische Herrschaft wie auch umgekehrt der staatlich-chinesischen Bemühungen zur Unterdrückung dieser Opposition durch Einschränkung ihrer Mobilität, Redefreiheit und kulturellen Ausdrucksformen auf. Doch unter der Führung Xi Jinpings und insbesondere seit 2016 ergriffen die chinesischen Behörden schließlich beispiellose Maßnahmen, um die Uiguren und andere ethnische Minderheiten Xinjiangs in die ethnische Kultur der Han-Chinesen zu assimilieren. Zudem wurde unter Xi die von seinen Vorgängern eingeführte Beschränkung der Amtszeit des Staatsführers wieder aufgehoben und es wurde das Instrument der Umerziehungslager, die zuletzt in den 1950er und 1960er Jahren ein bevorzugtes Mittel der gesellschaftlichen Kontrolle durch den chinesischen Staat gedient hatten, wieder in großem Maße eingesetzt. Ende 2012, im Vorfeld von Xis Aufstieg in die Parteispitze und vier Monate vor seiner Ernennung zum Staatspräsidenten begann eine Verschiebung der politischen Linie, die unter Xi außerordentlich vorangetrieben wurde. Die chinesische Staatspropaganda machte nun zunehmend ethnischen Nationalismus und Stolz auf die Errungenschaften der Han-Chinesen zum Motiv. Von den härtesten Maßnahmen des Staates waren seitdem ethnische Nicht-Han-Gruppen wie die Uiguren betroffen oder auch vom Staat als Verräter ihrer ethnischen Han-Zugehörigkeit dargestellte Oppositionelle wie im Fall der Hong Kong National Party.

## Chronologie der repressiven Politik seit 2014
In den zehn Jahren der ersten beiden Amtszeiten unter Xi Jinping ging die VR China in Xinjiang Menschenrechtsaktivisten zufolge mit Masseninternierungen, Zwangsarbeit, Zwangssterilisationen und kultureller Vernichtung gegen vorwiegend muslimische Minderheiten vor. Die UN beschuldigen die VR China dabei nicht nur schwerer Menschenrechtsverletzungen in Xinjiang, sondern sehen auch Hinweise auf den völkerstrafrechtlichen Straftatbestand „Verbrechen gegen die Menschlichkeit“ als gegeben an und schätzen Vorwürfe von Mustern von Folter oder Misshandlung, einschließlich erzwungener medizinischer Behandlung und schlechter Haftbedingungen, sowie Vorwürfe sexueller Gewalt als glaubwürdig ein. Das staatliche Vorgehen richtet sich sowohl gegen religiöse und kulturelle Praktiken sowie gegen die Sprache der Uiguren. Die chinesische Regierung rechtfertigt das harte Vorgehen dagegen damit, gegen „Terrorismus“ vorgehen zu wollen. Recherchen zufolge umfasste die behördliche Masseninternierung über eine Million Uiguren. Datenleaks zufolge geht aus einer 2017 gehaltenen Rede des ehemaligen Parteichefs Xinjiangs unter Xi, Chen Quanguo, hervor, dass jeder Gefangene beim Versuch zu entkommen „zu erschießen“ sei. Die Strategie der chinesischen Führung in Xinjiang umfasst Wissenschaftlern und Menschenrechtsanwälten zufolge auch harte Zwangsmaßnahmen zur Geburtenkontrolle, wobei seit 2017 mit Sterilisierungen und der Empfängnisverhütung versucht werde, die Geburtenrate ethnischer Minderheiten drastisch zu verringern. Als verantwortlich für die mutmaßlichen Menschenrechtsverletzungen in Xinjiang gilt Xi. Menschenrechtler rechnen auch für eine dritte Amtszeit Xis mit keiner Lockerung der chinesischen Politik gegenüber Minderheiten wie den Uiguren Xinjiangs. Die leitende China-Forscherin der Menschenrechtsorganisation Human Rights Watch, Yaqiu Wang, stellte auch für die mögliche Fortdauer der Regierungszeit Xis mit einer dritten Amtszeit eine ungünstige Prognose für die Menschenrechtslage aus und schrieb: „Die anstehende beispiellose dritte Amtszeit von Präsident Xi verheißt nichts Gutes für die Menschenrechte in China und auf der ganzen Welt.“

### 2013 bis 2015 (unter Staatspräsident Xi Jinping)
Xinjiang erlebte eine Zunahme an Zwischenfällen mit Gewalttaten, zu denen auch Messerattacken und Selbstmordattentate zählten. Der chinesische Staat ging daraufhin mit drakonischen Mitteln gegen von ihm als Dissidenten oder Separatisten verdächtigte, ethnische Uiguren vor und es kam zu Erschießungen, Verhaftungen und langen Gefängnisstrafen. Die Sicherheits- und Überwachungsanlagen in Xinjiang wurden insbesondere seit den gewalttätigen Auseinandersetzungen zwischen Uiguren und Han-Chinesen von 2009 in Ürümqi nochmals ausgebaut, wofür allein in Ürümqi zwischen 2009 und 2016 die finanziellen Ausgaben um rund 360 Prozent erhöht wurden.

#### 2013/2014
Nach dem Anschlag am Tian’anmen-Platz (28. Oktober 2013), dem Massaker im Bahnhof Kunming (1. März 2014) und dem Anschlag in Ürümqi im April 2014 rief Staatspräsident Xi Jinping 2014 dazu auf, die Terroristen mit äußerster Anstrengung dingfest zu machen. Laut der indirekt von der US-Regierung mitfinanzierten Nichtregierungsorganisation Uyghur Human Rights Projects soll die Zahl der verhängten Todesurteile von rund 51 im Jahr 2013 auf rund 560 im Jahr 2014 gestiegen sein. Nach Lesart der chinesischen Regierung handelte es sich bei den Verantwortlichen stets um radikalisierte Islamisten, Terroristen bzw. Separatisten, doch unterließ die Regierung dabei in der Regel eine klare Unterscheidung dieser drei Gruppen oder Motivlagen, während sie aus externer Perspektive praktisch unmöglich blieb, so dass nicht feststellbar war, ob Islamismus eine treibende Kraft für uigurischen Widerstand darstellte. Die Führer der KPCh trieben ihre Kampagne des „harten Schlages“ (yanda) gegen die „drei Übel“ (Separatismus, Extremismus und Terrorismus) voran und starteten den sogenannten Volkskrieg gegen den Terror, der sich 2014 zunehmend auf die Ausmerzung des konservativen Islam ausrichten sollte.
Berichte der chinesischen Regierung und Staatsmedien zeigen, dass China Ende 2013 mit Umerziehungsbemühungen begann, insbesondere an der uigurischen Bevölkerung. Diese Umerziehung wurde fortschreitend stärker institutionalisiert. Aus rückschauender Perspektive kann der Beginn des Projektes zur Masseninternierung im Jahr 2014 gesehen werden, als die Regionalregierung von Xinjiang verlangte, dass uigurische Migranten von Ürümqi in ihre Heimatorte zurückkehren, um einen neuen Personalausweis zu erhalten.
Seit 2014 wurde die Polizeipräsenz in Xinjiang stark erhöht und die Region wurde im Rahmen des öffentlich erklärten „Volkskrieges gegen den Terror“ der VR China und der damit einhergehenden Maßnahmen zur Bekämpfung des „religiösen Extremismus“ stark überwacht. Gegen die muslimische Turkvolk-Bevölkerung führte der chinesische Staat seit 2014 in Xinjiang die von der Menschenrechtsorganisation Human Rights Watch (HRW) als außerordentlich repressiv beschriebene „Kampagne des harten Schlags gegen den gewalttätigen Terrorismus“ (严厉打击暴力恐怖活动专项行动) durch, die 2015 operativ wirksam wurde. Diese Kampagne wurde in den folgenden Jahren unvermindert fortgesetzt.

#### 2015
Im Dezember 2015 wurde in China ein Anti-Terrorgesetz verabschiedet, das der chinesischen Politik eine deutlich verschärfte Rechtsgrundlage verlieh. Das Gesetz enthielt eine sehr breit ausgelegte Definition von Terrorismus, die den Behörden viel Spielraum für willkürliche und pauschale Repressionen gegenüber Uiguren verschaffte. Die Behörden der Region Xinjiang verkündeten daraufhin regionale Durchführungsverordnungen, die wesentlich strikter als die nationalen Rechtsvorschriften waren, und nahmen zudem eine erhebliche Überarbeitung der Vorschriften für religiöse Angelegenheiten in Xinjiang vor.

### 2016 bis 2021 (unter Xinjiangs Parteisekretär Chen Quanguo)

#### 2016
Im Jahr 2016 kam es zu einer raschen Ausdehnung der Maßnahmen zur Überwachung und sozialen Kontrolle. Ende August 2016 wurde Chen Quanguo von Xi als neuer KPCh-Sekretär von Xinjiang in die Region berufen. Chen hatte zuvor in seiner Position als Parteisekretär Tibets ein neues Modell von Intensivüberwachung und „Netzüberwachung“ (网格化管理) mit „Convenience-Polizeistationen“ (便民警务站) entwickelt und die unruhige Autonome Region Tibet durch Kombination intensiver Versicherheitlichung und allgegenwärtiger sozialer Kontrollmechanismen pazifiziert. Unter der Führung Chens nahm die Regierung der Region Xinjiang eine massive Menschen- und Technik-bezogene Versicherheitlichungs-Kampagne in Angriff, die die Region später zu einer der weltweit am stärksten befestigten und kontrollierten Regionen machte. Die Versicherheitlichungs-Kampagne der Region konnte die Anzahl der offiziell gemeldeten gewalttätigen Vorfälle im Jahr 2017 fast auf Null senken.
Nach dem Amtsantritt Chen Quanguos als neuer Parteisekretär Xinjiangs setzte eine Welle der Repression ein, und der chinesische Staat baute die Überwachung in der Region systematisch aus. Die Behörden führten ein soziales Rastermanagement ein. Die technologisch aufwändige Vorgehensweise für Stadtverwaltung und „nachrichtendienstliche Polizeiarbeit“ war seit Mitte bis Ende der 2000er Jahre in östlichen Städten Chinas eingesetzt worden. Chen wandte zudem die in Tibet entwickelten Überwachungsmethoden auf Xinjiang und seine muslimische Bevölkerung an. Er baute das Netz lokaler Polizeistationen – ähnlich wie zuvor in Tibet – aus und schuf – wie zuvor in Tibet – schätzungsweise 7.500 sogenannte Convenience-Polizeistationen (便民警务站), bei denen es sich um gesicherte Posten an Straßenecken für gemeindenahe Polizeiarbeit handelte und die ausschließlich aus Tibet und Xinjiang bekannt sind. Durch die Einrichtung Tausender von „Convenience-Polizeistationen“ sollten Polizisten tiefer in die lokalen Gemeinschaften eingebettet werden. Im Zusammenhang mit diesen neuen Polizeistationen wurden in Xinjiang allein im ersten Jahr nach Chens Amtsantritt, zwischen August 2016 und Juli 2017, über 90.000 Stellen im Polizei- und Sicherheitsapparat ausgeschrieben. Dabei handelte es sich zu 95 % um Stellen als Hilfspolizisten (协警 oder 辅警). Der Einsatz dieser Hilfspolizisten, die verhältnismäßig gering ausgebildet und entlohnt wurden und deren Verträge außerhalb des formellen Systems des öffentlichen Dienstes standen, ermöglichte die effizientere Nutzung der besser ausgestatteten, aber nur begrenzt zur Verfügung stehenden Arbeitskräfte der regulären Polizei (人民警察) und der Spezialeinheiten der Polizei (特警). Die Einführung dieser Instrumente bildete die Grundlage für den Überwachungsstaat, der in westlichen Medien erhebliches Aufsehen erregte. Der Ethnologe Adrian Zenz wertete die seit Ende 2016 einsetzende Pazifizierungskampagne Chinas in Xinjiang als wohl intensivste Kampagne Chinas zur erzwungenen sozialen Umgestaltung seit Ende der Kulturrevolution, wobei die staatliche Charakterisierung als „Krieg gegen den Terror“ seiner Ansicht nach zunehmend als Euphemismus für die erzwungene ethnische Assimilation angesehen werden könne. Bis Ende 2016 konzentrierte sich die Politik der KPCh auf den Aufbau von Zwangsmaßnahmen durch technik- und menschengestützte Überwachung. Inhaftierung und Umerziehung wurden zu diesem Zeitpunkt dagegen noch zielgerichtet und selektiv angewendet.

#### Ab 2017
In den Jahren 2017 bis 2018 ging die KPCh jedoch schrittweise zu einer neuen Strategie der Inneren Sicherheit in Xinjiang über, die sich zum einen von früheren Ansätzen unterschied und zum anderen auch von anderen Gebieten Chinas, sowohl von Han-Mehrheitsgebieten als auch von anderen Minderheitsregionen wie der Autonomen Region Tibet. Für Uiguren, Kasachen und andere überwiegend muslimischen Ethnien in Xinjiang verschärfte sich die Situation seit 2017 nochmals durch willkürliche Masseninternierung in Zentren für „Transformation durch Bildung“ oder „Berufsausbildung“, wo die Internierten laut Amnesty International unter dem Vorwand der Terrorismusbekämpfung verschiedenen Formen von Folter und Misshandlung ausgesetzt worden sein sollen. Es kam dort demnach sowohl zu politischer Indoktrination als auch zu erzwungener kultureller Assimilation.
Ein Charakteristikum dieser neuen Strategie seit 2017 bestand in der Verlagerung von individualisierter zu kollektiver Repression. Anders als in anderen Provinzen der VR China konzentrierte sich die Ausrichtung des Überwachungssystems in Xinjiang nicht ausschließlich auf eine bestimmte Gruppe von ortsfremden, potenziellen Dissidenten oder möglichen Kriminellen, sondern zielte auf alle Mitglieder bestimmter ethnischer und religiöser Gruppen. Namentlich fokussierten sich die Behörden in Xinjiang auf die Überwachung von Muslimen ethnischer Minderheiten, darunter viele Uiguren, als hauptsächliche Zielobjekte der Überwachung.
Ein zweites Charakteristikum des Vorgehens der KPCh bezüglich der Inneren Sicherheit in Xinjiang in den Jahren 2017–2018 lag in der Betonung der ideologischen und politischen Umerziehung. Die chinesische Regierung ging nun seit Ende 2016 gegen die 13 Millionen ethnischen Uiguren und andere zu den Turkvölkern gehörenden Muslime in Xinjiang mit willkürlicher Masseninhaftierung vor, zwang ihnen politische Indoktrination auf, schränkte ihre Mobilität ein und unterdrückte sie in ihrer Religionsausübung. Seit Anfang 2017 griff die lokale Regierung massiv in die Lebensgestaltung der Uiguren ein. Die Behörden verboten zunächst das Tragen „abnormaler“ Bärte und religiöse Heiratszeremonien.
In einem zweiten Schritt wurden muslimische religiöse Namen bei Neugeborenen untersagt, später wurden auch Jugendliche dazu verpflichtet, nach Ansicht des chinesischen Staates „übermäßig“ religiöse Namen – darunter Fatima, Aishe, Husayn oder Muhammad – abzulegen und stattdessen neue anzunehmen. So wurden beispielsweise für die Stadt Hotan, wo die uigurische Bevölkerung seit 2017 einer Masseninternierungskampagne unterworfen wurde, von einigen Polizeibehörden Internierungsquoten von bis zu 40 % der Bevölkerung gemeldet. Die Uiguren wurden den möglicherweise striktesten Einschränkungen religiöser Bräuche in der VR China unterzogen, darunter das Verbot des Namens „Muḥammad“, die Schließung von Schreinen und der erzwungene Handel mit Alkohol. Im Sommer 2017 folgten behördliche Bestimmungen, die Uigurisch als Unterrichtssprache verboten.
Ein drittes Charakteristikum der neuen Strategie der KPCh für die Innere Sicherheit in Xinjiang bestand in einer Kampagne mit dem Ziel, einerseits die Mobilität der uigurischen Einwohner Chinas sowohl im In- als auch im Ausland einzuschränken und andererseits Druck auf die uigurische Diaspora und ihre transnationalen sozialen und mobilisierenden Netzwerke auszuüben. 2016 wurden die Einwohner von den Behörden aufgefordert, ihre Pässe bei der Polizei abzugeben und einen Antrag auf Rückgabe zu stellen. Pilger mussten ihre Pilgerfahrt aufgrund der religiösen Verordnungen über die staatlich organisierte Chinesische Islamische Vereinigung (中国伊斯兰教协会) durchführen. Ab 2018 begannen Mekka-Reisende Chipkarten mit ihren persönlichen Daten und einer GPS-Ortung mit sich zu tragen. Verbindungen zum Ausland zogen zunehmend eine eingehende Überprüfung nach sich. Personen, die zu einem von 26 von China als „sensibel“ eingestuften Ländern (überwiegend muslimische Länder, darunter auch Kasachstan, Türkei und Russland) „Verbindungen unterhalten“ (wie etwa Besuche abstatten, Familienangehörige besitzen oder häufig mit Personen im Ausland kommunizieren), wurden für eine behördliche Inspektion vorgemerkt.
Im Frühjahr 2017, nachdem die erste „De-Extremifizierungs“-Verordnung erlassen worden war, begann die Autonome Region Xinjiang unter ihrem neuen Parteichef Chen eine beispiellose Internierungskampagne. Erst zu diesem Zeitpunkt und unter der Schirmherrschaft Chens erreichten die Internierungen ein nie zuvor dagewesenes Ausmaß. Von Beginn der Masseninhaftierungsprogramme in Xinjiang im Jahr 2017 dauerte es rund zwei Jahre, bis westliche Leitmedien begannen, umfassend darüber zu berichten.
Laut dem Jahresbericht von Amnesty International für das Jahr 2021 führte die VR China trotz gegenteiliger Behauptungen der chinesischen Regierung auch im Jahr 2021 ihre mit Gewalt und Einschüchterung einhergehende Kampagne der willkürlichen Masseninhaftierung und politischen Indoktrination fort, „um die religiösen Überzeugungen und ethnisch-kulturellen Praktiken der muslimischen Turkvölker zu unterbinden“. Im Rahmen dieser kulturellen Assimilierung habe China auch tausende uigurische Kinder von ihren Eltern getrennt.

### Ab 2022 (unter Xinjiangs Parteisekretär Ma Xingrui)

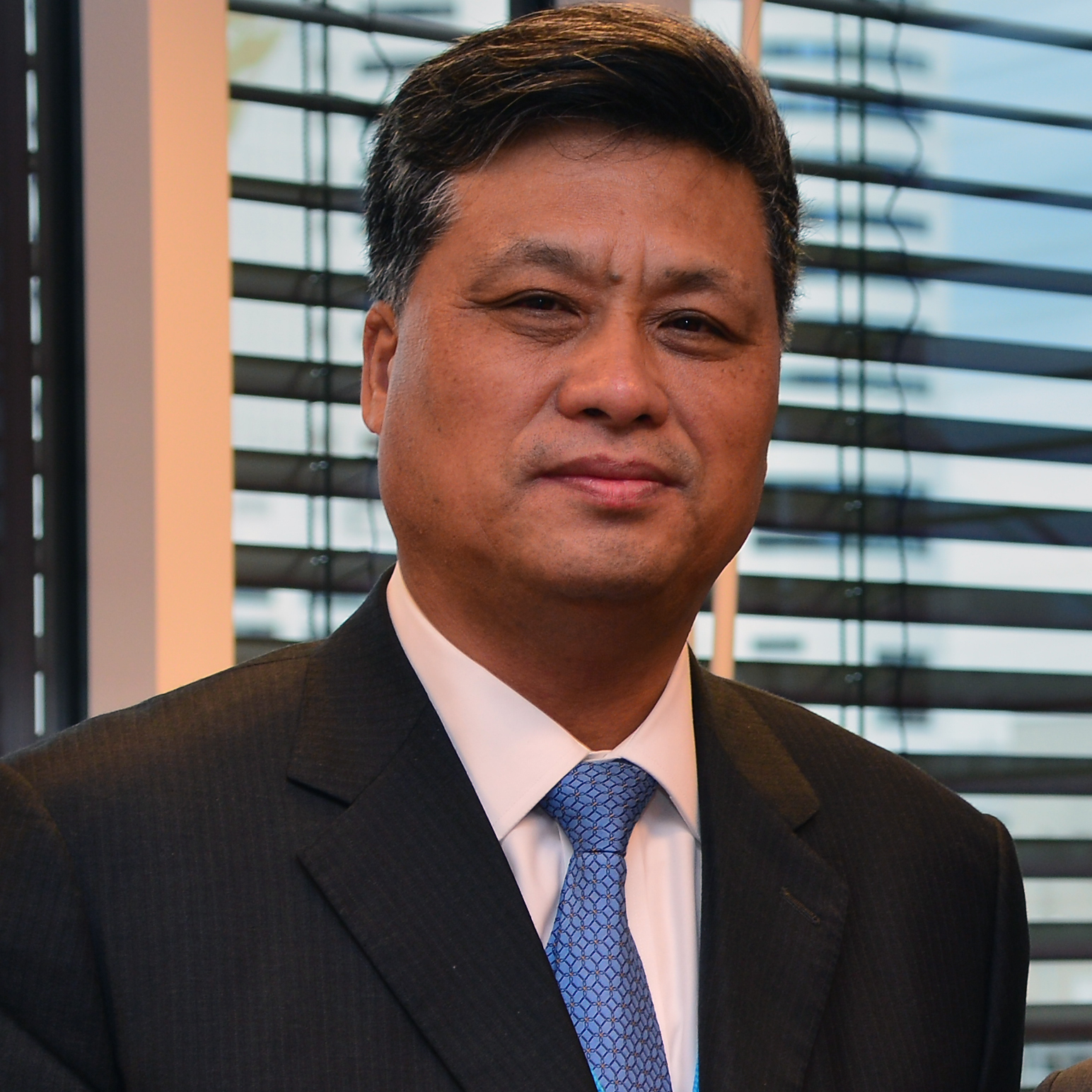
Ma Xingrui

Am 25. Dezember 2021 wurde Chen Quanguo, der zu diesem Zeitpunkt seit fünf Jahren das Programm der Massenrepression gegen Uiguren geleitet hatte, in seiner Funktion als Parteisekretär Xinjiangs von Ma Xingrui abgelöst. Der Historiker und Xinjiang-Experte James Millward vermutete, dass die Ernennung Mas zum KP-Chef Xinjiangs unter anderem zu dem Zweck erfolgt sei, den Eindruck von „Normalität“ in der chinesischen Xinjiang-Politik vorzutäuschen und die Aufmerksamkeit auf die „wirtschaftliche Entwicklung“ der Region zu lenken. Nach dem 20. Parteitag der KPCh Im Oktober 2022 berichteten Medien dann, der weithin als verantwortliche Figur hinter den Misshandlungen an der uigurischen Minorität angesehene Chen fehle Berichten zufolge auf der Liste der neugewählten 205 Mitglieder des Zentralkomitees der KPCh, Chen sei also offenbar aus Chinas obersten Führungsgremium verdrängt worden, was als überraschend gewertet wurde, da er noch nicht das verfügte Ruhestandsalter von 68 Jahren erreicht hatte.
Ma kündigste in einer seiner ersten in der Rolle als Parteisekretär Xinjiangs gehaltenen Reden an, dass Belange der Terrorismusbekämpfung und der ethnischen Stabilität in Xinjiang unter seiner Führung im Sinne der „Rechtsstaatlichkeit“ (法治化 fǎzhì huà) „normalisiert“ (常态化 chángtài huà) werden würden. Als Teil der von Mǎ angesprochenen „Standardisierung der Terrorismusbekämpfung“ deutete der Xinjiang-Experte Darren Byler den Politikwechsel, in dessen Rahmen Bürger in Xinjiang seit Januar 2022 wieder ohne gesonderte Registrierung Tankstellen frei betreten konnten. Seit Beginn des sogenannten Volkskriegs gegen den Terror im Mai 2014 war der Verkauf von Treibstoff an Bürger – unabhängig von der ethnischen Zugehörigkeit – reguliert worden und hatte gesetzlich genehmigt werden müssen. Mit Beginn der Masseninternierungswelle hatten Tankstellenkunden am 1. Juli 2016 zum Treibstoffkauf ihre Ausweise und Gesichter einscannen müssen.
Am 17. März 2022 wurde nach Angabe der KPCh-eigenen Zeitung Xinjiang Daily in Ürümqi die Order zur Umsetzung eines Infrastrukturplans ausgegeben, nach dem in Xinjiang für die Aufnahme oder Wiederaufnahme von insgesamt über 4000 Projekten Investitionen im Umfang von 1,75 Billionen Yuan (275 Milliarden US-Dollar) vorgesehen sind, davon allein 900 Millionen Yuan im Jahr 2022. Der Beginn des großen Infrastrukturprogramms konnte Medienangaben zufolge als Zeichen dafür gewertet werden, dass die Gesellschaft in Xinjiang nach Einschätzung der chinesischen Führung inzwischen unter fester staatlicher Kontrolle war und sich die Xinjiang-Politik Chinas nach der Phase des Stabiliiserierung der Sicherheitslage nun der wirtschaftlichen Entwicklung zuwende. Laut dem Wissenschaftler Xie Maosong (National Strategy Institute, Tsinghua-Universität, Peking), betrachtete die chinesische Führung die unter Chen Quanguo durchgesetzte Sicherheitsgrundlage als Voraussetzung für den Start einer „Mega-Entwicklung“ unter Ma Xingrui.
Rund zwei Jahre nach Ablösung Chen Quanguos durch den Technokraten Ma Xingrui als Parteisekretär in Xinjiang hatte die Führung der Region Xinjiang verstärkt Gewicht auf die ökonomische Entwicklung der Region gelegt und dazu unter anderem den Tourismussektor gefördert. Der Fokus der Politik in der Region auf die Assimilation der ethnischen Minderheiten in der Mehrheitsgesellschaft der Han-Chinesen und die Freiheitsbegrenzungen religiöser und vieler kultureller Praktiken oder Ausdrucksformen blieben jedoch bestehen.
Internationalen Medienrecherchen aus dem Frühjahr 2024 zufolge waren zu diesem Zeitpunkt einige Internierungslager geschlossen worden, während andere in Gefängnisse umgewandelt worden seien. Menschenrechtsgruppen und Aktivisten berichteten weiterhin von zahlreichen Fällen, in denen Uiguren noch nicht entlassen oder von ihren Familien weiterhin vermisst würden.

## Wesen und Ausmaß der Repression
Eine von Human Rights Watch mit Unterstützung durch die Juristische Fakultät (Human Rights & Conflict Resolution Clinic der Stanford Law School) der Universität Stanford erstellter und am 19. April 2021 veröffentlichter 53-seitiger Bericht, der unter anderen durch Auswertung von bereits publizierten oder neu verfügbaren Informationen von Forschungsergebnissen, Medienberichten, chinesischen Regierungsdokumenten und Menschenrechtsgruppen erstellt worden war, kam zum Ergebnis, dass die chinesische Regierung Verbrechen gegen die Menschlichkeit an den Uiguren und anderen turkstämmigen Muslimen in Xinjiang betreibe und für eine „weit verbreitete und systematische Politik der Masseninternierungen, Folter und kulturellen Verfolgung verantwortlich“ sei. Zum systematischen Angriff auf die ethnische Gruppe der Uiguren gehörten laut dem Bericht auch gewaltsames Verschwindenlassen von Personen, Massenüberwachung, „kulturelle und religiöse Auslöschung“, Trennung von Familien, Zwangsrückführungen nach China, Zwangsarbeit, sexuelle Gewalt und Verletzungen der Rechte zur Fortpflanzung. Der Bericht warf der chinesischen Regierung vor, in Xinjiang fast alle in Artikel 7 des Römischen Statuts des Internationalen Strafgerichtshofs (IStGH) aufgelisteten Verbrechen gegen die Menschlichkeit begangen zu haben.
Amnesty International beschrieb in einem rund 160-seitigen Bericht von Juni 2021, der sich auf Aussagen von über 50 ehemalig Inhaftierten beruft, systematische Versuche der chinesischen Behörden, unter dem Vorwand der Terrorismusbekämpfung religiöse und kulturelle Bräuche sowie lokalen Sprachen der muslimischen ethnischen Minderheiten in Xinjiang wie Uiguren, Kasachen, Kirgisen, Usbeken und Hui-Chinesen auszulöschen. Der Bericht kam aufgrund der gesammelten Beweise zu dem Schluss, die chinesische Regierung habe in Xinjiang an vornehmlich muslimischen ethnischen Minderheitengruppen wie Uiguren, Kasachen, Hui-Chinesen, Kirgisen und Usbeken „Verbrechen gegen die Menschlichkeit“ begangen, darunter solche von Inhaftierung, Folter und Verfolgung. Darüber hinaus sei belegt, dass die chinesische Regierung weitere schwere Menschenrechtsverletzungen an diesen Gruppen begangen habe, darunter gegen das Recht auf Freiheit und Sicherheit der Person, gegen das Recht auf Privatsphäre, gegen das Recht auf Freizügigkeit, gegen das Recht auf Meinungsfreiheit und freie Meinungsäußerung, gegen das Recht auf Gedanken-, Gewissens- und Religionsfreiheit, gegen das Recht am kulturellen Leben teilzunehmen, sowie gegen das Recht auf Gleichheit und gegen das Diskriminierungsverbot. Von den Inhaftierungen und Folterungen seien in den vorangegangenen Jahren hunderttausende Bürger muslimischen Glaubens betroffen. Millionen Menschen würden aufgrund ihrer Religionszugehörigkeit systematisch überwacht. Die Verfolgung der muslimischen Minderheiten finde vollständig außerhalb des chinesischen Rechtssystems statt, da weder transparente Kriterien, noch Rechtsbeistand existierten. Die Generalsekretärin von Amnesty International, Agnès Callamard, warf den chinesischen Behörden vor, in Xinjiang eine „dystopische Schreckensherrschaft“ errichtet zu haben.

### Rechtsgrundlagen
Der Ende August 2022 veröffentlichte OHCHR-Bericht zur Lage in Xinjiang weist darauf hin, dass das Vorgehen Chinas in Xinjiang von offiziell chinesischer Seite mit sich vorrangig gegen gewalttätigen Terrorismus und Separatismus wendenden Zielen gerechtfertigt wird, dass aber die sogenannten Anti-Terror-Gesetze Chinas wie das Gesetz zur Terrorismusbekämpfung der VRCh („CTL“) und die Durchführungsbestimmungen für das Anti-Terror-Gesetz der VR China Xinjiangs („XIM“) nur unklar formulierte Definitionen der Konzepte Terrorismus und Extremismus enthalten und so eine weitgefasste Auslegung ermöglichen. Als Terrorismus kann demnach von der VRCh alles gewertet werden, das „gesellschaftliche Panik erzeugt“, als religiösen Extremismus wertet die VR China neben Handlungen und Äußerungen auch „Extreme des Denkens“. Als Zeichen zur Feststellung von „Extremismus“ gelten der VR China dabei laut dem UN-Bericht auch verschiedene Verhaltensweisen, die mit der Meinungsäußerung verbunden sind, wie beispielsweise „Widerstand gegen geltende Richtlinien und Vorschriften“, „sich der Regierungspropaganda zu widersetzen“ und „sich zu weigern, normale Filme und Fernsehsender zu sehen“. Der UN-Bericht kommt zum Schluss, dass das chinesische „Anti-Terrorismus-Gesetzsystem“ auf vagen und weit gefassten Konzepten beruht, die unterschiedlichen Behörden oder Beamten einen erheblichen Ermessensspielraum zur Auslegung und Anwendung belassen. Die Methoden zur Einstufung problematischen Verhaltens im Bereich Terrorismus oder gewalttätigem Extremismus seien anfällig für Subjektivität und scheinen laut UN-Bericht nicht auf empirisch gewonnenen Beweisen zu beruhen. Der UN-Bericht äußert „erhebliche Bedenken hinsichtlich der Einhaltung internationaler Menschenrechtsnormen durch das System“ auf, das er als „anfällig für willkürliche und diskriminierende Anwendung“ betrachtet. Durch die Verbindung von „Extremismus“ mit bestimmten religiösen und kulturellen Praktiken berge dieses chinesische Gesetzessystem auch das Risiko einer unnötigen, unverhältnismäßigen und diskriminierenden Anwendung auf die betroffenen ethnischen und religiösen Gemeinschaften.

### Internierung, Umerziehung und Misshandlung von Internierten (inklusive Folter und Vorwürfen sexueller und geschlechtsspezifischer Gewalt)

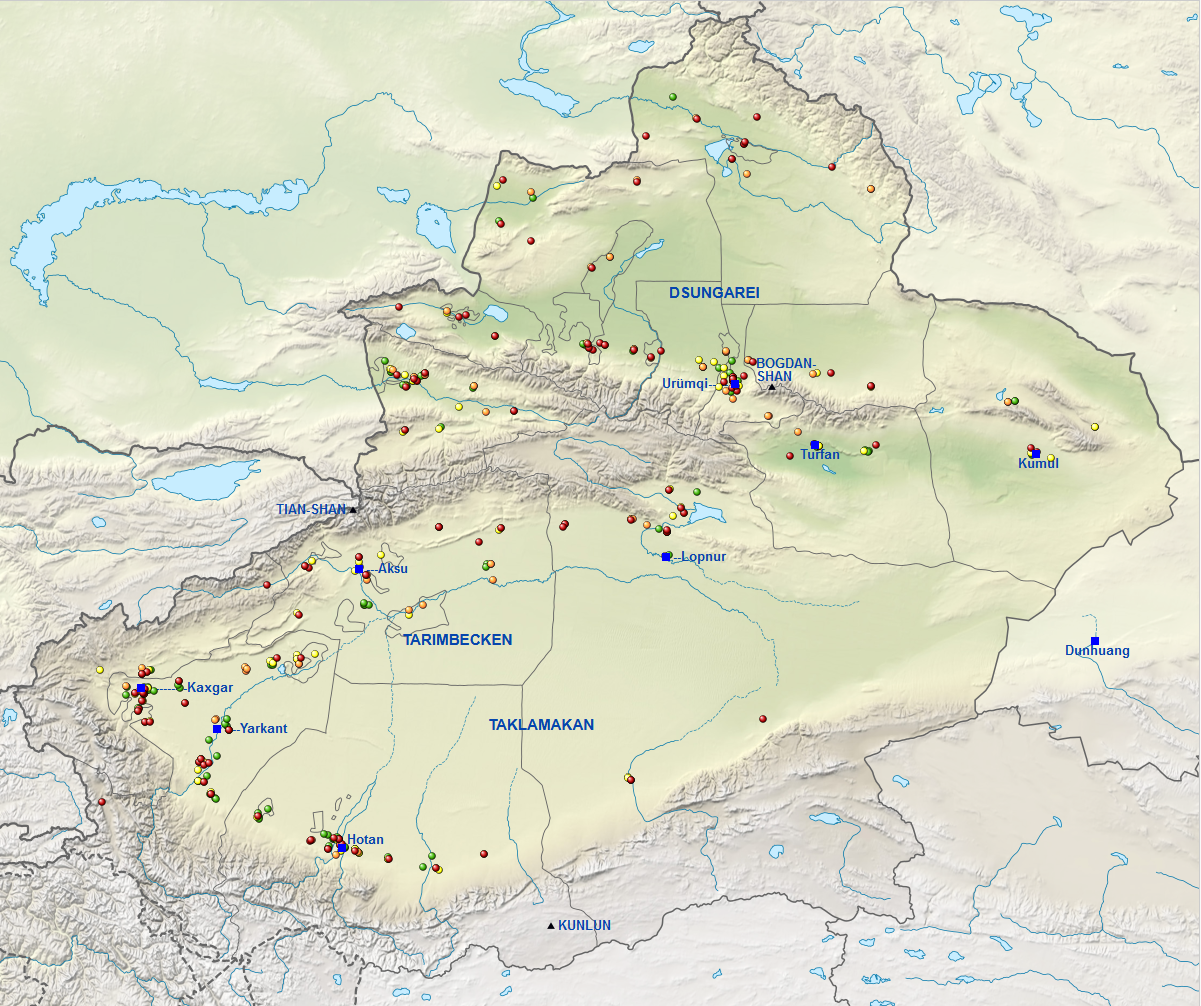
381 der mutmaßlichen Umerziehungs- und Hafteinrichtungen in Xinjiang, die seit 2017 erbaut oder erheblich erweitert wurden
(Quelle: ASPI-Studie Xinjiang Data Project vom 24. September 2020)
Legende:
- : Umerziehungseinrichtung geringer Sicherheitsstufe
- : Umerziehungseinrichtung höherer Sicherheitsstufe
- : Hafteinrichtung
- : Gefängnis mit höchsten Sicherheitsvorkehrungen
- : Umerziehungs- oder Hafteinrichtung ohne Einordnung der Sicherheitsstufe
- : Gebirge
- : Stadt
Insgesamt identifizierte das Xinjiang Data Project aufgrund von Satellitenbildern 385, ganz Xinjiang überziehende Lager, die seit 2017 neu gebaut oder ausgebaut wurden. Auch die Deutsche Welle hat mit Stand vom 17. Februar 2020 eine Karte mit den geographischen Positionen von über 40 verifizierten Internierungslagern in Xinjiang publiziert (DW Investigativ Projekt Uiguren: Umerziehungslager in China).

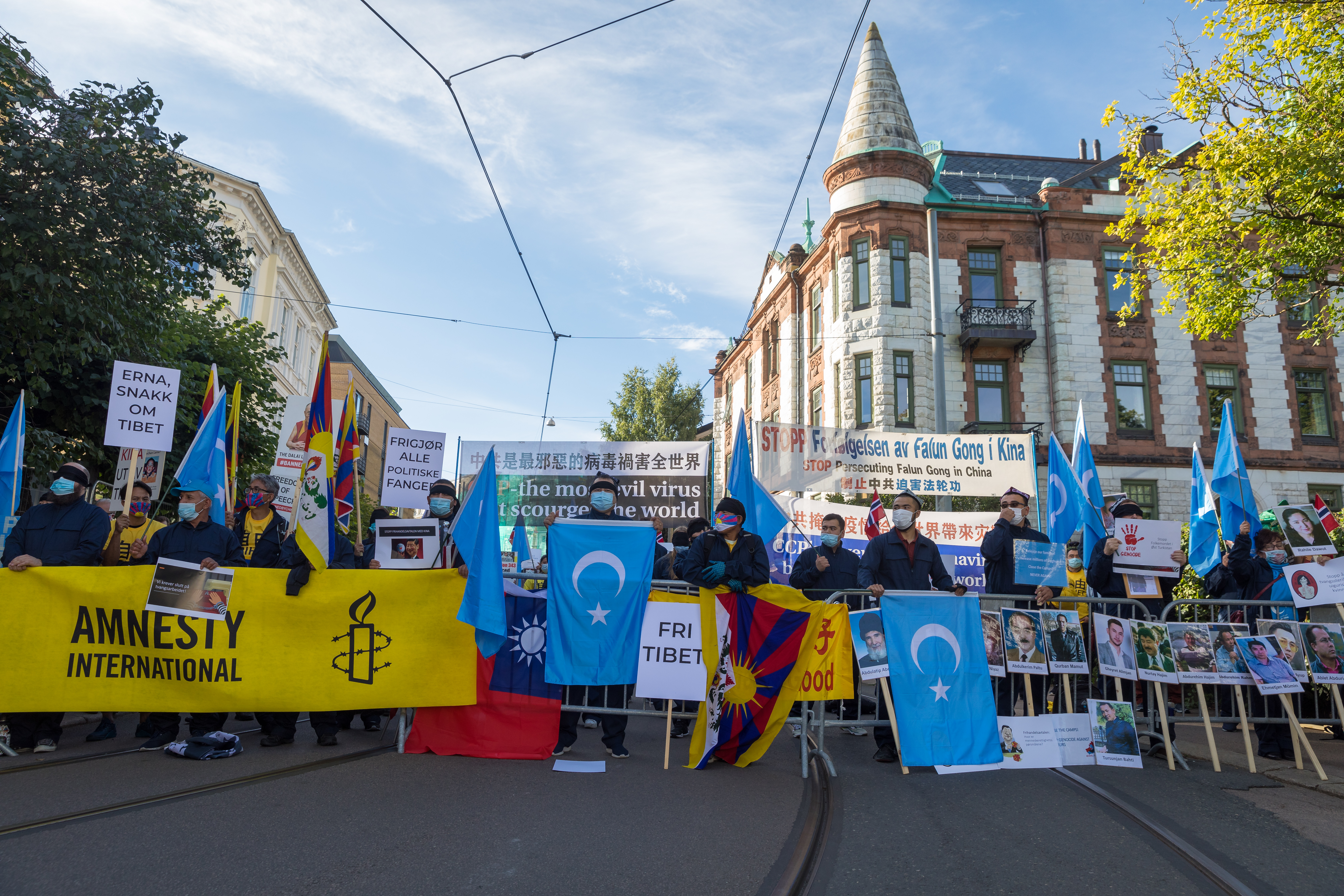
Prouigurische Demonstranten vor der Residenz des norwegischen Premierministers während des Besuchs des chinesischen Außenministers Wang Yi am 27. August 2020 in Oslo halten unter anderem ein Plakat mit dem Porträt von Rahilä Dawut in die Höhe (ganz rechts).

Die rapide Entwicklung der Xinjiang-Region als „Sicherheitsstaat“ konnte von Wissenschaftlern wie Adrian Zenz und anderen anhand von Satellitenaufnahmen und offiziellen chinesischen Websites nachverfolgt werden. Auf diese Weise konnte auch die Existenz der offiziell von China geheim gehaltenen Umerziehungslager nachgewiesen werden. Für den Zeitraum von 2017 bis 2019 existieren mehrere Datenleaks, aus denen sich die Menge der in den die Leaks betreffenden Umerziehungslagern internierten Menschen abschätzen und auf ganz Xinjiang extrapolieren lässt. Ein weiteres Mittel zur Abschätzung der Gesamtzahl der Internierten besteht durch das Bekanntwerden öffentlicher Ausschreibungen für den Bau der Umerziehungslager. Für den Zeitraum nach 2019 existieren dagegen keine Datenleaks mehr, da die chinesischen Behörden offenbar ihre Sicherheitsmaßnahmen verstärkt haben, um ein Durchstechen von Informationen zu verhindern. Somit lässt sich die Anzahl der seitdem in Xinjiang internierten Menschen schwer abschätzen.
Seit 2017 wurden nach Schätzungen der Experten Adrian Zenz und Rian Thum bis zu 1,5 Millionen vorwiegend Turkvolk-Minderheiten (vor allem Uiguren und Kasachen) in verschiedene Arten von politischen Umerziehungs-, Haft- und Ausbildungslagern verbracht, womit 5 bis 10 Prozent der uigurischen Gesamtbevölkerung Chinas inhaftiert worden wären. Die Festsetzung von schätzungsweise mehr als einer Million turkstämmigen Muslime (überwiegend Uiguren) in Internierungslagern erfolgte ohne Gerichtsverfahren. Offiziellen Statistiken zufolge verzehnfachte sich die Zahl der Verurteilungen zu fünf Jahren Haft oder länger 2017 sprunghaft auf fast 87.000, wobei ein Fünftel der Haftbefehle Chinas im Jahr 2017 in Xinjiang ausgestellt wurden, obwohl weniger als 2 % der Bevölkerung der VR China auf Xinjiang entfielen.
Trotz zunehmender Medienberichterstattung seit Ende 2017 bestritt die chinesische Regierung zunächst die Existenz der Lager in Xinjiang. So leugnete China die Existenz jeglicher Umerziehungslager noch im August 2018, als die Internierung großer Teile von Chinas muslimischer Bevölkerung erstmals auf internationaler Ebene auf dem UN-Ausschuss für die Beseitigung der Rassendiskriminierung in Genf diskutiert wurde und die UN China aufforderten, die Inhaftierung zu beenden. Stattdessen beschuldigte das chinesische Außenministerium „antichinesische Kräfte“ der „grundlosen Verleumdung“. Später bezeichnete die chinesische Regierung die Lager dann als „Umerziehungslager für Extremisten“ und schließlich als „berufliche Ausbildungszentren“.
Im Oktober 2018 erlaubte die Provinzregierung Xinjiangs den Volksregierungen auf Kreis- oder höherer Ebene durch gesetzliche Legalisierung, „Berufsbildungszentren und andere Bildungs- und Transformationsinstitutionen einzurichten, um von Extremismus beeinflusste Personen auszubilden oder umzubilden“ und bestätigte somit die Existenz der Lager. Als Kennzeichen religiösen Extremismus wurde beispielsweise das Tragen eines langen Barts, Halāl-Ernährung oder Besitz eines Gebetsteppichs oder eines Korans gewertet. Zur Kontrolle der Uiguren wurde in Xinjiang ein System von Zwangspaten eingeführt, bei dem meist Staatsbeamte in die Familien hineingehen. Zur Unterstützung des Militärs und der Polizei bei ihrer Kampagne kam es zur Mobilisierung von über einer Million (Stand: 2017) chinesischer Zivilisten (meist Angehörige der Han-Ethnie), die sich in die Häuser der Uiguren und anderer muslimischer Minderheiten in der Region begaben und Programme zur Indoktrination und Überwachung durchführten. Sie präsentierten sich als eine Art „Paten“ (in der Landessprache eigentlich: „größere Brüder und Schwestern“) der Hausbewohner und konnten als solche die Entscheidung treffen, sie in die Lager zu schicken.
Ebenfalls ab dem Jahr 2017 begannen internationale Medienberichte die außergerichtlichen Masseninternierungen von Uiguren und ethnischen Kasachen in den Lagern Xinjiangs offenzulegen, wo diese dem Programm „Transformation durch Bildung“ (教育转化) – ein Euphemismus für politische Umerziehung – unterworfen wurden, das vorgeblich auf „De-Extremifizierung“ (去极端化) abzielte, tatsächlich aber versuchte, sie vom islamischen Glauben umzuerziehen hin zur Liebe für die Partei und Staatspräsident Xi Jinping.
2018 berichteten Medien, dass sich in dem Netz von Umerziehungslagern westlichen Schätzungen zufolge zwischen 120.000 und 3 Millionen Uiguren zwangsweise aufhalten sollen. Nach Schätzungen aus dem Jahr 2019 wurden bis zu eine Million Menschen in diesen Lagern für „politische Bildung“ festgehalten. Verschiedene Websites von Regierung oder Bildungseinrichtungen in Xinjiang gaben unmissverständlich an, dass es sich bei den „Vocational Education and Training Centers“ um spezielle Einrichtungen zur Gehirnwäsche handele, die dazu dienen sollten, die „Gehirne von Menschen zu reinigen, die von extremen religiösen Ideologien der ‘drei Mächte’ verhext sind.“
Im Dezember 2019 verlautbarte die Regionalregierung Xinjiangs, die „Trainees“ hätten ihre Abschlüsse in den „Berufsbildungszentren“ gemacht und das Programm sei beendet worden. Das Programm habe erfolgreich die Beeinflussung der Menschen durch extremistische Ideen verhindern können. Westlichen Quellen zufolge existierten die Lager jedoch weiterhin und viele Insassen wurden in andere Lager oder Gefängnisse verlegt. Auswertungen von nach der angeblichen Schließung der Lager entstandenen Satellitenaufnahmen wiesen darauf hin, dass China diese Lager weiterhin ausbaute.
Am 23. April 2021 erhielt die Nachrichtenagentur AP als erste westliche Medienorganisation im Rahmen einer außerordentlichen Tour nach Xinjiang, die durch den chinesischen Staat geführt wurde, Zugang zum Internierungszentrum „Ürümqi Nummer 3“ in Dabancheng, dem mit einer Fläche von 0,9 Quadratkilometern größten Internierungszentrum Chinas und möglicherweise der Welt, dessen Kapazität von AP anhand von Satellitenbildern und der Besichtigung durch AP auf rund 10.000 Insassen geschätzt wurde. AP wertete die Ausmaße des Internierungszentrums „Ürümqi Nummer 3“, in dem Satellitenaufnahmen zufolge im Jahr 2019 Gebäude in einer Länge von über einem Kilometer zusätzlich neu errichtet worden seien, als Hinweis darauf, dass China weiterhin eine hohe Anzahl von Uiguren und anderen turksprachigen Muslimen festhalte und dies auch für die weitere Zukunft plane. Chinesische Offizielle gaben anlässlich der Führung durch das Internierungszentrum „Ürümqi Nummer 3“ im April 2021 an, das Internierungszentrum habe in keiner Verbindung zu den nach offiziellen chinesischen Angaben inzwischen angeblich geschlossenen „Ausbildungszentren“ gestanden. Ein Vertreter des chinesischen Außenministeriums gab an, im Gegensatz zu den Angaben eines früheren BBC-Berichts handle es sich nicht um ein Umerziehungslager, sondern um eine Hafteinrichtung. Dagegen sah es AP auch nach dem Besuch seiner Journalisten im Internierungszentrum „Ürümqi Nummer 3“ als belegt an, dass dieses zuvor ein Umerziehungslager gewesen sei. Im Gegensatz zur offiziellen chinesischen Verlautbarung aus dem Jahr 2019, nach der alle Bewohner oder Insassen der „Berufsbildungszentren“ ihre „Ausbildung absolviert“ hätten, deuteten laut AP zudem sowohl der Besuch von AP-Journalisten im Internierungszentrum „Ürümqi Nummer 3“, als auch Auswertungen von Satellitenaufnahmen und Gespräche mit Fachleuten und früheren Häftlingen darauf hin, dass neben vielen tatsächlichen Schließungen von „Berufsbildungszentren“ andere wie das Internierungszentrum „Ürümqi Nummer 3“ stattdessen in Haftanstalten oder Untersuchungshaftanstalten umgewandelt wurden. Laut AP wurde versuchte China mit dieser Umwandlung aus eher provisorischen und außergerichtlichen „Ausbildungszentren“ ein dauerhafteres und gesetzlich legitimiertes Gefängnisnetzwerk von Haftanstalten und Untersuchungshaftanstalten zu formen, in das Uiguren, die nicht freigelassen wurden, verlegt wurden.
In Bezug auf die sogenannten „Zentren für berufliche Bildung und Ausbildung“ (englische Übersetzung der offiziellen chinesischen Bezeichnung ist „Vocational Education and Training Centres“ oder „VETC“s) kommt der Ende August 2022 veröffentlichte OHCHR-Bericht zur Menschenrechtslage in Xinjiang zu dem Schluss, dass es zumindest in den Jahren 2017 bis 2019 zu willkürliche Inhaftierungen in großem Umfang vorgekommen ist, von denen ein erheblicher Teil der Uiguren und anderer überwiegend muslimischer Minderheitsethnien Xinjiangs betroffen war. Die Angabe der chinesischen Regierung, dass diese Einrichtungen geschlossen wurden und alle „Auszubildenden ihren Abschluss gemacht haben“, konnte das OHCHR nicht bestätigen, da ihm seit Ende 2019 keine relevanten offiziellen oder sonstigen Informationen mehr vorlagen und kein Zugang zur Überprüfung vor Ort ermöglicht wurde. Das OHCHR meldete in seinem Bericht aber erhebliche Bedenken an, da der rechtliche und politische Rahmen für das System dieser Einrichtungen fortbestehe und weiter- oder wiederverwendet werden könne. Als charakteristisch für die vom OHCHR gesammelten Beschreibungen der Inhaftierungen in den VETCs im Zeitraum zwischen 2017 und 2019 bezeichnet der UN-Bericht als wiederkehrende Elemente Folter oder andere Formen grausamer, unmenschlicher oder erniedrigender Behandlung oder Bestrafung sowie andere Verletzungen des Rechts der inhaftierten Personen. Zudem schätzte der UN-Bericht vorgebrachte Vorwürfe, dass es zu Fällen sexueller und geschlechtsspezifischer Gewalt (SGBV) in den VETCs gekommen sei, die Folterhandlungen oder anderen Formen von Misshandlung entsprechen würden, als „glaubwürdig“ ein. Als problematisch und die Lage der betroffenen Opfer noch verschlimmernd wertet der UN-Bericht die Reaktion der chinesischen Führung auf die Vorwürfe. Wörtlich heißt es dazu im UN-Bericht, „das pauschale Leugnen aller Anschuldigungen durch die Regierung sowie […] Angriffe auf diejenigen, die über ihre Erfahrungen berichtet haben“, hätten „die Demütigung und das Leid der Überlebenden noch verstärkt“.
Der UN-Bericht zieht als Bilanz, dass die willkürlichen und diskriminierenden Inhaftierungen Verbrechen gegen die Menschlichkeit darstellen könnten. Wörtlich heißt es hierzu im UN-Bericht unter anderem:

“The extent of arbitrary and discriminatory detention of members of Uyghur and other predominantly Muslim groups […] may constitute international crimes, in particular crimes against humanity.”

„Das Ausmaß der willkürlichen und diskriminierenden Inhaftierung von Angehörigen der Uiguren und anderen überwiegend muslimischen Gruppen […] könnte internationale Verbrechen, insbesondere Verbrechen gegen die Menschlichkeit, darstellen.“

### Vorwürfe von Zwangsarbeit
Die Frage, ob in China ethnische Uiguren Zwangsarbeit unterworfen werden, ist aktueller Forschungsgegenstand (Stand: 2021), angestoßen von einer ersten Studie durch Adrian Zenz im Juli 2019, die schwere Anschuldigungen gegen die Regierung der VR China erhob. Seit der zweiten Hälfte des Jahres 2018 soll laut Adrian Zenz eine Anzahl Inhaftierter in verschiedene Formen der Zwangsarbeit entlassen worden sein. Forschungsergebnisse (Stand: 2020) ließen vermuten, dass spätestens seit 2018 versucht wurde, die „Umerziehungs“-Lager mit neuen Zentren für Zwangsarbeit zu verbinden, in Begleitung von einem weiteren staatlichen Programm, das nach kürzeren „Umerziehungs“-Maßnahmen auf eine Umformung uigurischer Landwirte und kasachischer Hirten in Fabrikarbeiter abzielt. Den Studien von Zenz zufolge scheint seit 2019 innerhalb zahlreicher Lager damit begonnen worden zu sein, Fabrikräume zu errichten und diese insbesondere Unternehmen aus der Textilindustrie bereitzustellen, wobei diese Unternehmen laut Zenz Lagerinsassen als Arbeiter einsetzten. Laut einem im März 2021 veröffentlichten Bericht der Denkfabrik Newlines Institute for Strategy and Policy schuf die chinesische Regierung ein „institutionalisiertes System langfristiger uigurischer Zwangsarbeit innerhalb und außerhalb der Internierungslager“.
Während die chinesischen Kooperativen wenige Jahre zuvor noch vorwiegend freiwillige han-chinesische Saisonarbeiter aus westlichen und zentralen Provinzen Chinas zur Baumwollernte in Xinjiang eingesetzt hatten, soll – laut einem CGP-Bericht des China-Forschers Adrian Zenz von Dezember 2020 – zu dieser Zeit vermutlich ein Großteil der chinesischen Baumwolle vorwiegend von Uiguren und teilweise unter Zwang gepflückt werden. Über ein Drittel der Baumwolle aus Xinjiang wurde von dem staatlichen Produzenten Xinjiang Production and Construction Corps (XPCC) angebaut, der in der Vergangenheit auch Häftlinge bei der Ernte eingesetzt hatte. 2018 haben alleine die Präfekturen Aksu und Hotan chinesischen Regierungsdokumenten und Staatsmedien zufolge zusammen 210.000 Arbeiter zum Baumwollpflücken in die Regionen des XPCC entsandt. Anfang Dezember 2020 verhängten die US-Behörden für Baumwolle und daraus hergestellte Produkte des XPCC ein Importverbot wegen des Verdachts von Zwangsarbeit, obwohl laut der CGP-Studie rund 80 % der vom XPCC angebauten Baumwolle maschinell gepflückt werden.
Am 29. März 2021 äußerten 16 UN-Menschenrechtsexperten aus acht unabhängigen UN-Menschenrechtsmandaten ernsthafte Bedenken in Bezug auf mutmaßliche Internierung und Zwangsarbeit muslimischer Uiguren in China. Sie forderten von China für die Vor-Ort-Durchführung von Fact Finding Missions ungehinderten Zugang und riefen globale und inländische Unternehmen auf, ihre Lieferketten sorgfältig zu hinterfragen. Berichten zufolge würden Uiguren zwangsweise in gering qualifizierten, arbeitsintensiven Branchen wie Landwirtschaft, Textilindustrie und dem Automobil- und Technologiesektor beschäftigt und unangemessen untergebracht.
Auch der am 31. August 2022 veröffentlichte OHCHR-Bericht zur Menschenrechtslage der Uiguren in Xinjiang erhebt nicht nur Zweifel am Narrativ, dass sich die sogenannten Absolventen der als Ausbildungsprogramms dargestellten Umerziehung freiwillig in Internierungseinrichtungen aufhalten, sondern er thematisiert sehr konkret die Vorwürfe von Zwangsarbeit, neben solchen der Zwangssterilisationen und Folter, und greift dabei den Begriff „Zwangsarbeit“ auch ausdrücklich auf.

#### Von Zwangsarbeit profitierende Unternehmen
Forschende der Sheffield Hallam University, des Uigurischen Zentrums für Menschenrechte und des Uyghur Rights Monitors haben in den Jahren 2023 und 2024 recherchiert, dass Mode vieler Marken aus uigurischer Zwangsarbeit in die Märkte der Europäischen Union gelangt. Die Zeit identifiziert dabei insbesondere die bekannten Modeketten Primark, H&M, Puma, Zara, Calvin Klein und S.Oliver als Profiteure der Zwangsarbeit.
Auch andere Unternehmen profitieren nachweislich von der Zwangsarbeit der Uiguren. Volkswagen hat indirekt von Zwangsarbeit beim Bau einer Teststrecke in Turpan und direkt bei der zwanghaften Bereitstellung der chinesischen Regierung von Uiguren als Automatisierungstechniker und Kfz-Mechaniker profitiert. VW hat außerdem noch, ebenso wie die Mitbewerber General Motors, Tesla, BYD und Toyota, sich mit von uigurischer Zwangsarbeit behaftetem Aluminium für die Automobilherstellung versorgt. Seit der vorgenozidalen Situation 2010 bis ins Jahr 2022 hat sich die Aluminiumproduktion in Xinjiang versechsfacht.
Zwei von BASF in Xinjiang betriebene Joint Ventures haben aktiv an der Unterdrückung von Uiguren in der Region teilgenommen, wie Recherchen von ZDF und Spiegel trotz Lippenbekenntnis seitens BASFs ergaben.

### Einschränkung des religiösen Lebens

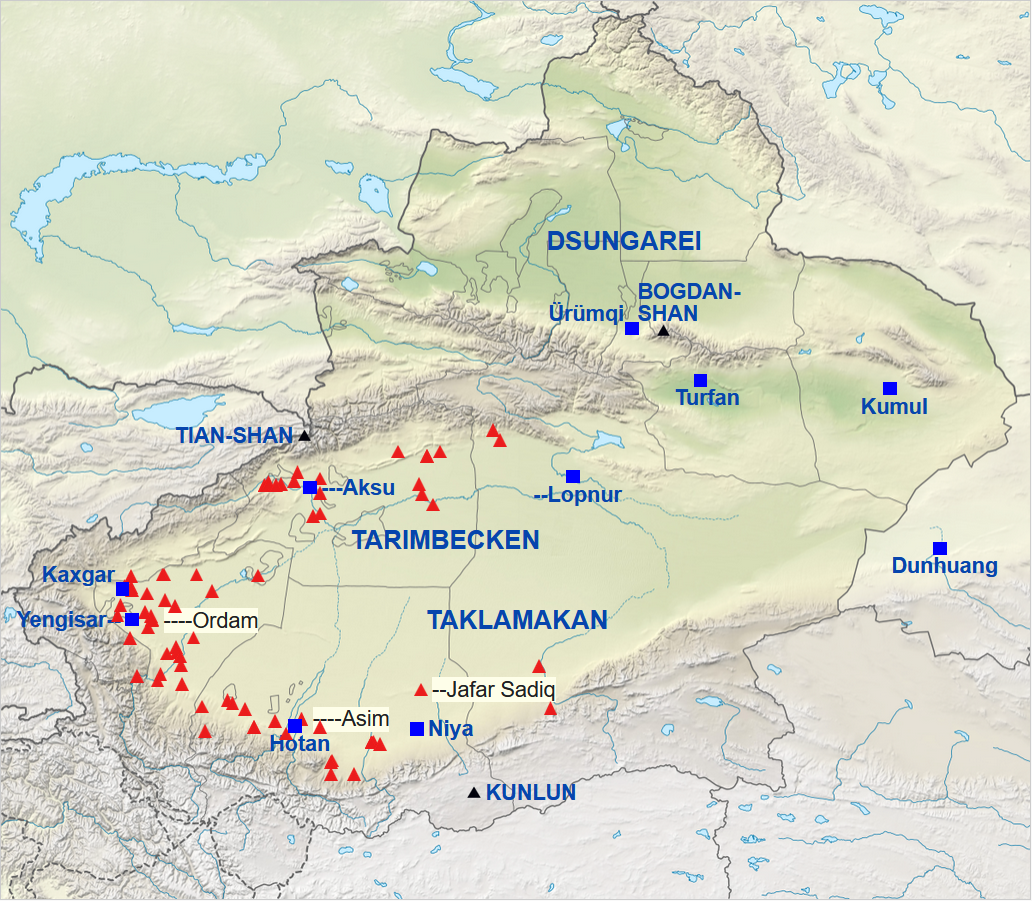
Beispiele für mazar-Schreine in Xinjiang, die seit 2017 zerstört wurden
(Quelle: ASPI-Studie vom 24. September 2020)
Legende: : Zerstörter Schrein / : Gebirge / : Stadt
Die beiden am stärksten verehrten Schreine des Ordam Padishah (bei Yengisar) und des Imam Je'firi Sadiq (bei Niya) sind beschriftet. Auch der Schrein des Imam Asim (bei Hotan) hat in der Vergangenheit große Ansammlungen von Pilgern (seyla) beherbergt und ist in der Abbildung beschriftet.

Im September 2018 ging Human Rights Watch (HRW) mit dem bis dahin umfangreichsten Bericht zur Situation in Xinjiang an die Öffentlichkeit, der auf Interviews mit Geflüchteten beruhte. In Xinjiang war die Religionsausübung massiv eingeschränkt worden, viele Moscheen wurden abgerissen, islamisch-religiöse Texte, islamischer Religionsunterricht und als religiös wahrgenommene Symbole wie das Tragen langer Bärte wurde verboten. Handlungen, die vom chinesischen Staat als „extremistisch“ religiös eingestuft wurden, dienten als Auswahlkriterien für Internierungen. Zu diesen Handlungen zählten laut den seit 2017 erfolgten Ermittlungen von Xinjiang-Forschung, Investigativjournalisten und Menschenrechtsrecherchen neben dem Wachsenlassen eines Bartes (besonders eines langen Bartes) auch regelmäßiges Beten, das Einladen „zu vieler“ Gäste zur Hochzeit, die Benennung von Kindern mit Namen islamischen Ursprungs, zu religiöses Erscheinungsbild (z. B. durch Tragen von Schleier, Kopftuch oder langer Kleidung im muslimischen Stil), das Vortragen eines islamischen Verses bei einer Beerdigung, das Waschen des Körpers nach islamischem Brauch, das Vertreten stark religiöser Ansichten, es Anderen zu gestatten Religion zu predigen, das Unterrichten der eigenen Kinder am Koran, die Anfrage an einen Imam den eigenen Kindern Namen zu geben, regelmäßiger Besuch einer Moschee, das Studium oder die Lehre „unerlaubter“ Formen des Islam, das Beten in einer Moschee (außer an einem Freitag, dem traditionellen Gebetstag in der zentralasiatischen Region), die Teilnahme am Freitagsgebet außerhalb des eigenen Dorfes oder die Pilgerfahrt nach Mekka. Dabei schienen die Beschränkungen religiöser Aktivitäten von Lokalregierungen in Xinjiang stärker auf die Allgemeinbevölkerung abzuzielen als in Tibet, wo vor allem Mönche und Nonnen betroffen waren.
Der Ende August 2022 veröffentlichte OHCHR-Bericht zur Menschenrechtssituation in Xinjiang betont, dass die Analyse öffentlich zugänglicher Satellitenaufnahmen ergibt, dass viele religiöse Stätten anscheinend entfernt oder in ihren charakteristischen Erkennungsmerkmalen verändert wurden, beispielsweise durch Entfernung von Minaretten. Zur Veranschaulichung nennt der UN-Bericht die Umgestaltung des nördlich von nördlich Hotan gelegenen Imam Asim Mazar, einem früheren Wallfahrtsort für Uiguren und andere muslimische Gemeinschaften, der zwischen Dezember 2017 und Juni 2020 abgerissen und dessen Grabmarkierung entfernt wurde. Mit Maßnahmen wie dem Abriss von Moscheen oder der Entfernung der Halāl-Kennzeichnungen an Restaurants zerstörte der Staat das physische islamische Erbe Xinjiangs.
Der OHCHR-Bericht zur Lage in Xinjiang kommt zum Ergebnis, dass die chinesische Kampagne „des harten Schlages“ zu einer weiteren Verschärfung der Regulierung der Religion in Xinjiang geführt hat, wobei sich zwar die dafür geschaffenen oder geänderten gesetzlichen Instrumente offiziell gegen „religiösen Extremismus“ und „illegale religiöse Aktivitäten“ richten, das Konzept des „Extremismus“ dabei aber weit gefasst definiert wird. Die in den entsprechenden rechtlichen Instrumenten enthaltenen Listen „primärer Ausdrucksformen von Extremismus“, die in der Praxis von Listen mit „Anzeichen“ von „religiösem Extremismus“ begleitet wurden und sowohl Behörden als auch Öffentlichkeit helfen sollten, „extremistisches“ Verhalten in der Gesellschaft zu erkennen, umfassen ein außergewöhnlich breites Spektrum von Handlungen, das sehr weit über „gewalttätige terroristische Aktivitäten“ hinausreicht und stattdessen die Wahrnehmung geschützter Grundfreiheiten einschließt, ebenso wie das kulturelle und religiöse Leben der betreffenden Gemeinschaften. Beispiel sind das Tragen von Hidschāb und „abnormalen“ Bärten, das Schließen von Restaurants während des Fastenmonats Ramadan, die Teilnahme an landesübergreifenden religiösen Aktivitäten „ohne triftigen Grund“, die Verwendung von VPN-Verbindungen, sozialen Medien und Internet zum Lehren oder Predigen religiöser Schriften oder die Vergabe muslimischer Namen für das eigene Kind. Der OHCHR-Bericht thematisiert auch die fortschreitende Zerstörung religiöser Stätten und führt dazu an, dass sich die Zerstörung von Moscheen und deren markante äußere Veränderungen durch Satellitenbilder belegt worden seien.

### Überwachung und soziale Kontrolle
Am 1. Mai 2019 veröffentlichte HRW Untersuchungen, nach denen in Xinjiang ein Überwachungsstaat existiere. Die chinesische Zentralregierung unterwerfe die 13 Millionen in der Region lebenden Muslime im Zuge der „Kampagne des harten Schlags gegen den gewalttätigen Terrorismus“ verschärften Repressionen und mache Xinjiang zu einem der wichtigsten Zentren Chinas für den Einsatz innovativer Technologien zur sozialen Kontrolle.
Die chinesischen Behörden benutzen demnach eine Mobiltelefon-App für illegale Massenüberwachung und willkürliche Verhaftung von Muslimen, mit der sich Beamte in die Integrierte Plattform für gemeinsame Operationen (Integrated Joint Operations Platform, IJOP) einloggen und von ihren Smartphones jederzeit auf sie zugreifen konnten. Grundlage für die Auswertung von HRW war eine Kopie der App gewesen, die der Menschenrechtsorganisation zugespielt worden und von ihr analysiert worden war. Das System sollte auf diese „Irregularitäten“ identifizieren und Beamte mit der Nachforschung beauftragen. Dabei sammelt diese Anwendungssoftware der Polizei in Xinjiang laut HRW illegal jedoch Personendaten „über das eindeutig gesetzeskonforme Verhalten von Menschen“, um sie gegen sie zu verwenden und Menschen zu markieren, die als potenziell gefährlich eingestuft würden. Als „verdächtig“ werden auf diese Weise übliche Alltagshandlungen eingestuft wie das Betreten des eigenen Hauses durch den Hintereingang, erhöhter Stromverbrauch, geringer nachbarschaftlicher Verkehr, längerfristiges Ausschalten von Mobiltelefonen oder längere Auslandsaufenthalte. Die chinesische Regierung überwacht laut HRW somit „jedes Detail der Leben von Menschen in Xinjiang, wählt diejenigen aus, denen sie misstraut, und beobachtet sie noch schärfer.“ Die App unterstützt laut HRW die Identifikation «nicht vertrauenswürdiger» Individuen, die in Umerziehungslager überführt werden sollten.
Dieses Big-Data-Programm IJIOP sammelt demnach Daten über möglichst viele Uiguren und andere aus Sicht des staatlichen Systems potenziell kriminelle ethnische Minderheiten Xinjiangs. Das IJOP führt dabei nicht nur Identitätsnachweise, Blutgruppe und biometrische Daten zusammen. Es verbindet sie darüber hinaus auch mit Informationen, die aus der Videoüberwachung mit Gesichtserkennung, aus Bodyscannern, aus Beobachtungen von Polizisten und aus persönlichen Daten von Mobiltelefonen gewonnen werden.
Im Januar 2020 warf HRW der chinesischen Regierung in ihrem Jahresbericht vor, „einen weitreichenden Überwachungsstaat“ mit „dem Ziel der totalen sozialen Kontrolle“ geschaffen zu haben und sich mit Chinas wachsendem ökonomischen und diplomatischen Einfluss gegen das globale System zur Verteidigung der Menschenrechte zu wehren, das die chinesische Regierung für ihre Repressionen zur Verantwortung ziehen könnte. Die Kommunistische Partei Chinas habe einen „orwellschen High-Tech-Überwachungsstaat“ und ein „ausgeklügeltes Internet-Zensursystem“ aufgebaut, um öffentliche Kritik zu überwachen und zu unterdrücken.
Der Ende August 2022 veröffentlichte OHCHR-Bericht zur Menschenrechtssituation in Xinjiang kommt zu dem Schluss, dass bereits die den öffentlichen Bediensteten Xinjiangs generell eingeräumten weitreichenden Befugnisse bei gleichzeitigem Mangel an unabhängiger Aufsicht und Schutz vor Missbrauch Anlass zu „erheblicher Besorgnis“ geben, dass diese Menschenrechtsbedenken jedoch durch die „weitreichenden und hochgradig invasiven Überwachungsmethoden“, die zur Überwachung der uigurischen Bevölkerung eingesetzt werden, noch verschärft würden. Der UN-Bericht wertete zudem den verstärkten Fokus des chinesischen Staates auf die Ethnie der Uiguren und andere überwiegend muslimische Minoritäten unter dem Verdacht des „Extremismus“ als „wahrscheinlich auch diskriminierend in Absicht und/oder Wirkung“.

### Trennung der Kinder von ihren Eltern und gewaltsames Verschwindenlassen
Amnesty International schätzte in einem im März 2021 veröffentlichte Bericht, dass infolge des 2014 verschärften Vorgehens der chinesischen Regierung gegen Uiguren, Kasachen und andere vornehmlich muslimische Menschen Xinjiangs in mehreren Tausend uigurischen Familien Eltern und Kinder jahrelang voneinander getrennt wurden. Laut Amnesty International konnten viele Eltern, die zu Beginn der 2017 verschärften Repression des chinesischen Staates in der Hoffnung auf eine baldige Beendigung der Repression und Rückkehr aus der Region Xinjiang ins Ausland geflohen waren, danach aufgrund des seit 2017 betriebenen und Masseninternierungsprogramms in Kombination mit der systematischen Repression nicht mehr mit ihren Kindern zusammenkommen, da sie aus Furcht, Opfer des Masseninternierungs- und Umerziehungsprogramms zu werden, keine Rückkehr wagten und ihren Kindern eine Wiederzusammenführung mit ihren im Ausland lebenden Eltern nahezu unmöglich gemacht wurde. Seit Anfang 2017 hatte die chinesische Regierung im Rahmen ihrer neuen Politik den Aufbau eines ausgedehnten Netzwerks staatlicher Internate betrieben, bei denen es sich de facto um Waisenhäuser mit der Funktion handelte, uigurische Kinder und Säuglinge ganztägig zu verwahren.
Dem Autor des Amnesty-International-Berichts zufolge war die Trennung von Eltern und Kindern nicht immer zufällig geschehen, sondern konnte in einigen Fällen als absichtliche Taktik der chinesischen Behörden eingesetzt werden. Sie konnte von der chinesischen Regierung als Druckmittel gegen im Ausland lebende uigurische Eltern zu dienen, damit diese sich nicht aktiv engagieren und für ihre Familien und Verwandten in Xinjiang einsetzen. Laut einem im März 2021 publizierten Bericht der Denkfabrik Newlines Institute for Strategy and Policy kam es seit 2017 auch zur Verschleppung uigurischer Kinder in staatlich betriebene Einrichtungen. Dieser Bericht wertete die Entfernung von Kindern aus ihren uigurischen Familien durch den chinesischen Staat als Verstoß gegen die UN-Genozidkonvention. Dem Bericht zufolge stieg die Anzahl der Kinder, die in Xinjiang von ihren Familien getrennt und in staatliche Internate eingewiesen worden waren, nach Angaben der chinesischen Regierung zwischen 2017 und 2019 um 76,9 % von etwa 500.000 auf 880.000. Laut Rian Thum, Historiker mit Schwerpunkt auf uigurische Geschichte und Koautor des Newlines Institute for Strategy and Policy-Berichts, war die Unterbringung von Kindern in staatlichen Waisenhäusern Teil einer Strategie der chinesischen Regierung für ihr Vorhaben, die uigurische Bevölkerung zu assimilieren. Thum zufolge handelte es sich dabei um eine konsequent in der Breite betriebene Politik, die in der gesamten uigurischen Region zu beobachten sei. Der Umstand, dass Kinder von Festgenommenen oder Inhaftierten oft in staatliche Internate geschickt wurden, auch wenn Angehörige sich bereiterklären sie aufzunehmen, wird von Experten als Teil des staatlichen Bestrebens angesehen, Kinder aus Minderheiten im Sprechen und Denken an die dominierende Han-Ethnie anzugleichen. Laut James Millward, Historiker mit Schwerpunkt chinesische und zentralasiatische Geschichte, war der Ansatz zur Assimilierung der Nicht-Han-Bevölkerung mit der Bestrafung Erwachsener durch Internierung verbunden, wodurch viele kleine Kinder in Kindergärten, Internate oder Waisenhäusern gelangten, mit dem Ziel die gesamte Bevölkerung zu Chinesen umzuformen, die als Grundlage ihrer Identität alle einen einzigen, gemeinsamen kulturellen Hintergrund ansahen. Auf diese Weise sollten Experten zufolge die Familientrennungen zu einer allmählichen Auslöschung der uigurischen Sprache und Kultur in China beitragen.
Der Ende August 2022 veröffentlichte OHCHR-Bericht zur Lage in Xinjiang weist darauf hin, dass die chinesischen Behörden am 9. April 2021 auf einer Pressekonferenz in Peking eingeräumt haben, dass sie die Existenz von 10.708 Personen der 12.050 Personen bestätigt hätten, die zum entsprechenden Zeitpunkt in der Xinjiang Victims Database als verschwunden aufgeführt wurden. Bei 1.342 der in der Datenbank aufgeführten Fälle soll es sich laut der chinesischen Behörden um „erfundene“ Personen gehandelt haben, während 6.962 der verbleibenden 10.708 Personen angeblich „ein normales Leben“ führen würden und 3.244 angeblich aufgrund terroristischer Handlungen und anderer Straftaten verurteilt und verurteilt worden seien. 238 Personen starben laut den chinesischen Behörden angeblich an „Krankheiten und anderen Ursachen“ und 264 lebten demnach im Ausland. Eine Bekanntgabe der Namen und Gerichtsentscheidungen zur Verurteilung der Häftlinge durch die Behörden ist nicht erfolgt, so dass ihre Familienangehörigen keine Informationen über ihr Verbleiben erhalten.

### Systematische Geburtenkontrolle seit 2015

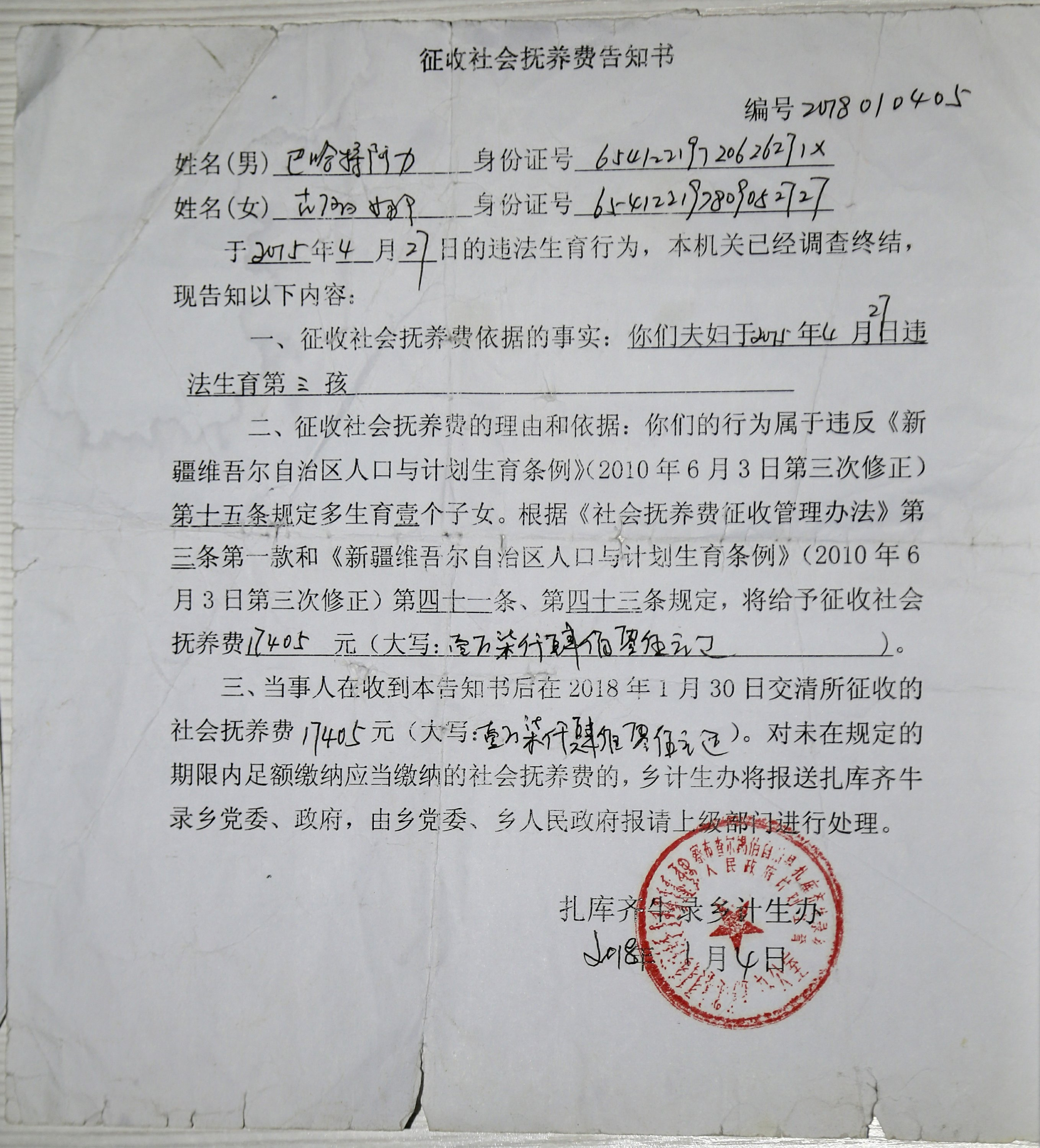
Dokument vom Januar 2018, in dem der in China geborenen und nach Kasachstan geflüchteten ethnischen Kasachin Gulnar Omirzakh erklärt wird, dass sie für die Geburt ihres dritten Kindes in ihrem neuen Zuhause in Shonzhy (Kasachstan) eine Geldstrafe von 17.405 RMB (ca. 2500 EUR) zahlen muss

Als erste systematische Studie, die die Geburtenkontrolle während der Amtszeit von Chen Quanguo untersuchte, erschien Ende Juni 2020 ein von der US-amerikanischen Jamestown Foundation herausgegebener Bericht des deutschen Ethnologen Adrian Zenz – Stipendiat der Victims of Communism Memorial Foundation und Berater der antikommunistischen Inter-Parliamentary Alliance on China – über die Geburtenentwicklung und Geburtenkontrolle in Xinjiang zwischen 2015 und 2018. Nach Auswertung von chinesischen Statistiken und Regierungsdokumenten war die veröffentlichte natürliche Bevölkerungswachstumsrate, die sich aus den Geburten abzüglich der Todesfälle errechnet und Migrationen nicht einbezieht, in den beiden größten mehrheitlich uigurisch besiedelten Präfekturen Xinjiangs – Kaschgar und Hotan – zwischen 2015 und 2018 um 84 % (von 1,6 auf 0,26 %) gesunken. Für das Jahr 2019 wurde ein Abfall der Geburtenrate um weitere 24 % ermittelt, der in Gebieten ethnischer Minderheiten mit 30 bis 56 % noch stärker ausfiel, während die Geburtenrate chinaweit zwischen 2018 und 2019 lediglich um 4,2 % gefallen war.
Ebenfalls Ende Juni 2020 erschien ein Investigativbericht von Associated Press (AP), der Regierungsstatistiken, staatliche Dokumente und Interviews mit ehemaligen Häftlingen und anderen Personen im Zusammenhang mit Internierungslagern auswertete. Diesem zufolge war die Geburtenrate in den mehrheitlich uigurischen Gebieten Hotan und Kaschgar im Zeitraum von 2015 bis 2018 um mehr als 60 % gesunken. Den von AP ausgewerteten Erfahrungsberichten ehemaliger Insassinnen zufolge wurden Frauen in den Internierungslagern in Xinjiang zu Schwangerschaftstests verpflichtet und ihnen Spiralen zur Empfängnisverhütung eingesetzt. Andere Frauen seien dort zum Schwangerschaftsabbruch gezwungen worden. Außerdem seien anderweitige Körperverletzungen an Frauen begangen worden, bis ihre Menstruationen aussetzten. Ein Vater von sieben Kindern sei zu einer siebenjährigen Gefängnisstrafe verurteilt worden.
Wurden den ausgewerteten Dokumenten zufolge von allen im Jahr 2014 eingesetzten Spiralen (Verhütungseingriffe) in der Volksrepublik China etwa 2,5 % in Xinjiang vorgenommen, stieg dieser Anteil im Jahr 2018 auf ca. 80 %; etwa 1,8 % der chinesischen Bevölkerung lebt in Xinjiang (Stand 2020).
Außerdem wurden laut den Dokumenten und Statistiken 1,1 % aller verheirateten Frauen im gebärfähigen Alter im Jahr 2018 in Xinjiang sterilisiert. Im Jahr 2019 war für 34,3 % jener gebärfähigen, verheirateten Frauen, die in der Stadt Hotan lebten, und für 14,1 % jener Frauengruppe, die in der Region Guma lebten, eine Sterilisation vorgesehen. Daraus ergab sich laut Auswertung, dass 7000–7500 Frauen pro hunderttausend Einwohner in Hotan und 3000 Frauen pro hunderttausend Einwohner in Guma für Sterilisationen im Jahr 2019 vorgesehen waren.
Das chinesische Außenministerium wies dagegen Medienberichten zufolge auf Anfrage die Berichte am 29. Juni 2020 sämtlich als „erfunden“ und haltlos zurück. Die chinesische Regierung behandle alle Ethnien gleich und schütze die gesetzlich verbürgten Rechte der Minderheiten. Es verwies auf die prosperierende Ökonomie Xinjiangs. Die Gesellschaft oder Lage in Xinjiang sei „harmonisch und stabil, […] und die Religionen leben harmonisch nebeneinander“. Die Verurteilung der chinesischen Politik sei grundlos durch einige Medien erfolgt, die „Fake News“ über Xinjiang verbreitet hätten. Es beschuldigte westliche Medien, „falsche Informationen aufzukochen“. Zenz erhob dagegen die Forderung, eine Neubewertung der Situation in Xinjiang vorzunehmen.
Der britische Außenminister Dominic Raab kritisierte wenige Wochen später China wegen seines Umgangs mit den Uiguren scharf, beschuldigte China „schwerwiegender, schockierender Menschenrechtsverletzungen“ und forderte, die Welt müsse „die Berichte über Zwangssterilisationen und Massenfestnahmen in der überwiegend muslimisch geprägten Region Xinjiang zur Kenntnis nehmen“. Chinas Botschafter in Großbritannien wies daraufhin die Vorwürfe von massiver Zwangssterilisation als von einer „kleinen Gruppe antichinesischer Elemente“ verbreitete Berichte zurück und erklärte, die Uiguren in China führten ein „friedliches und harmonisches Zusammenleben mit anderen ethnischen Gruppen“.
Im September 2020 erfolgten Eingeständnisse durch chinesische Behörden sowohl in Bezug auf den von internationalen Wissenschaftlern dokumentierten drastischen Geburtenrückgang zwischen 2017 und 2018 (von 15,88 auf 10,69 pro 1.000 Personen), als auch in Bezug auf die zeitgleich erfolgte rapide Zunahme an Sterilisationen. Dabei bestritten die chinesischen Behörden jedoch, dass die Entwicklung unter Zwang erfolgt sei, sondern stellten sie als „erfolgreich durchgesetzte Familienplanungspolitik“ und als „Befreiung und Emanzipation“ von Frauen dar. Am 7. Januar 2021 zitierte die der KPCh nahestehende Zeitung China Daily einen am gleichen Tag vom Xinjiang Development Research Center veröffentlichten Report über den demographischen Wandel in Xinjiang, laut dem der Rückgang der Geburtenrate und des natürlichen Bevölkerungswachstums in Xinjiang im Jahr 2018 nicht – wie von westlichen Wissenschaftlern und Politikern behauptet – auf „Zwangssterilisation“ der uigurischen Bevölkerung zurückzuführen sei, sondern auf die „Ausrottung des religiösen Extremismus“. Dem Bericht zufolge habe der „Extremismus“ die Menschen zuvor dazu gebracht, sich der staatlichen chinesischen Familienpolitik zu widersetzen. Im Süden Xinjiangs, einschließlich der Bezirke Kaschgar und Hotan, habe laut dem Bericht eine Durchdringung des „religiösen Extremismus“ bestanden, die die Umsetzung der chinesischen Familienplanungspolitik zeitweilig sehr erschwert habe. „Extremisten“ hätten demnach gegen die Familienpolitik gerichteten Einfluss auf Einheimische genommen, was zur Verbreitung von Frühverheiratung und Bigamie sowie zu häufigen ungeplanten Geburten und zu einem raschen Bevölkerungswachstum in diesen Gebieten geführt habe. Die „Ausrottung des Extremismus“ habe dagegen den uigurischen Frauen mehr Autonomie bei der Entscheidung gegeben, ob sie Kinder haben sollen. Die Gedanken der Uigurinnen seien im Zuge der „Ausrottung des Extremismus“ emanzipiert und die Gleichstellung der Geschlechter sowie die Fortpflanzungsgesundheit gefördert worden, so dass die Uigurinnen nicht mehr länger „Maschinen zur Herstellung von Babys“ seien, sondern fortan danach strebten, gesund, selbstbewusst und unabhängig zu werden. Die Richtlinien zur Familienplanung in der Region seien in Übereinstimmung mit dem Gesetz vollständig umgesetzt worden. Die demographischen Änderungen seien jedoch eher auf persönliche Entscheidungen als auf die Regierungspolitik zurückzuführen. Ein ebenfalls am 7. Januar gesendeter Tweet der chinesischen Botschaft in Washington mit Link auf den China-Daily-Artikel und inhaltlichen Aussagen der „Studie“ wurde von Twitter wegen Verletzung der Twitter-internen Regeln gegen „Entmenschlichung“ entfernt und die im China-Daily-Artikel implizierte Aussage, dass die uigurischen Frauen nun verstärkt „selbstbewusst und unabhängig“ seien, von mehreren hochgestellten politischen Persönlichkeiten in den USA und Großbritannien verurteilt. Später sperrte Twitter das Nutzerkonto der chinesischen Botschaft in den USA wegen des Tweets.
Laut einem am 12. Mai 2021 erschienenen Bericht der australischen Denkfabrik ASPI, der auf früheren Arbeiten basierte, zeigten die offiziellen chinesischen Daten, dass die Geburtenraten bei Uiguren und anderen Minderheiten in Xinjiang infolge der im April 2017 begonnenen Kampagnen des „harten Schlags“ zur Geburtenkontrolle in Xinjiang seit 2017 „beispiellos und steil gesunken“ seien. Insgesamt habe sich die Geburtenrate Xinjiangs innerhalb von zwei Jahren (zwischen 2017 und 2019) nahezu halbiert (Abfall um 48,74 Prozent). Der stärkste Rückgang der Geburtenrate sei in Landkreisen erfolgt, die vorwiegend von Uiguren und anderen indigenen Bevölkerungen bewohnt sind. Innerhalb eines Jahres (zwischen 2017 und 2018) sei die Geburtenrate in Landkreisen mit mehrheitlich indigener Bevölkerung durchschnittlich um 43,7 Prozent gesunken und in Landkreisen mit mindestens 90 Prozent indigener Bevölkerung durchschnittlich um 56,5 Prozent, womit ein bei weitem stärkerer Rückgang als in anderen Regionen in Xinjiang und China im gleichen Zeitraum vorliege. Der Rückgang der Geburtenrate sei extremer als in jeder anderen Region der Welt während der gesamten 71 Jahre der UN-Fertilitätsdatenerfassung, einschließlich der Zeit der Genozide in Ruanda und Kambodscha. Der Geburtenrateneinbruch bei den Uiguren Xinjiangs sei durch politisch repressive Methoden Chinas bewirkt worden, darunter Bußgelder, Internierungen und Androhung derselben.
Der Ende August 2022 publizierte OHCHR-Bericht zur humanitären Lage in Xinjiang beschreibt den aus den offiziellen chinesischen Angaben hervorgehenden Abfall der Geburtenrate in Xinjiang als scharf und kommt zum Ergebnis, dass es glaubwürdige Hinweise „auf Verletzungen reproduktiver Rechte durch die Zwangsdurchsetzung der Familienplanungspolitik seit 2017“ gibt. Ethnisch uigurischen sowie ethnisch kasachischen Frauen wurden dem OHCHR-Bericht zufolge gegen ihren Willen Verhütungs-Spiralen eingesetzt worden oder sie seien zwangssterilisiert worden. Der OHCHR-Bericht sieht in diesen Maßnahmen eine Ursache für den signifikanten Geburtenratenrückgang Xinjiangs. Der OHCHR-Bericht weist zudem darauf hin, dass der Mangel an verfügbaren Regierungsdaten (auch nach 2019) Schlussfolgerungen über das volle Ausmaß der derzeitigen Durchsetzung dieser Richtlinien und über die damit verbundenen Verletzungen reproduktiver Rechte erschwere. Der OHCHR-Bericht stellt zudem fest, dass zu den Handlungsweisen, die der chinesische Staat den Uiguren in Xinjiang als Anzeichen von „Extremismus“ auslegt, auch Formen des Widerspruchs und Verstöße gegen Gesetze und Richtlinien im Zusammenhang mit der Familienplanung gehören.

## Dokumente und Studien zur Repression
Der faktenbasierte Nachweis eines umfassenden Überwachungs- und Internierungssystems in Xinjiang erfolgte sowohl durch entkommene Inhaftierte, als auch durch Investigativjournalisten und Wissenschaftler. Aufgrund der Gefahrensituation, mit der Vor-Ort-Recherchen in Xinjiang verbunden waren, mussten wichtige Erkenntnisse zur Sicherheitspolitik der VR China Dokumentenleaks der chinesischen Regierung entnommen werden.
Im November 2019 belegte ein Internationales Konsortium für investigative Journalisten (ICIJ) durch die Publikation von zahlreichen, als China Cables bekanntgewordenen Dokumenten der Behörden in Xinjiang eine systematische Festnahme und „Umerziehung“ insbesondere von Uiguren, aber auch von Kasachen und Kirgisen. Im Jahr 2020 wurde die breite und willkürliche Auslegung der Internierungskriterien durch ins Ausland geleakte Listen von Gefangenen (im Februar mit der sogenannten Karakax-Liste und im Dezember mit der sogenannten Aksu-Liste) dokumentiert, womit belegt wurde, dass bereits Telefonate mit dem Ausland, das Anklicken bestimmter Webseiten, die Ausübung eigentlich legaler religiöser Praktiken oder die Tatsache, jünger als 30 Jahre zu sein, ausreichten, um automatisiert als „generell nicht vertrauenswürdig“ eingestuft zu werden.
Während die China Cables und die Karakax-Liste zwar bedeutende Belege für die Umsetzung der Sicherheitspolitik in Xinjiang lieferten, aber die staatlichen Entscheidungsprozesse nur begrenzt darstellten, dokumentierten die vom sogenannten Uyghur Tribunal angeschafften und von Adrian Zenz ausgewerteten Xinjiang Papers auch die dieser Sicherheitspolitik zugrundeliegende, zentralisierte Befehlskette.

### Xinjiang Papers
Am 16. November 2019 veröffentlichte die New York Times den vollständigen Text von einem Dokument, das zu einer 403 Seiten umfassenden Reihe geleakter interner Dokumente (sogenannte „Xinjiang Papers“) der chinesischen Regierung gehörte. Sie beinhalteten vorwiegend Higher-level-Information wie Reden und erhärteten den Vorwurf der systematischen Unterdrückung der Uiguren. Die Dokumente enthielten Zitate nicht öffentlicher Reden des Staatsführers Xi aus dem Jahr 2014, in denen Xi forderte, es dürfe im Kampf gegen Extremismus „absolut keine Gnade“ gezeigt werden. Die „Xinjiang Papers“ ließen Rückschlüsse auf das theoretische Fundament hinter dem Lagerwesen zu und verwiesen auch darauf, dass Xi es initiiert hatte.
Die teilweise streng geheimen Dokumente lieferten den Nachweis, dass die chinesische Regierung die Öffentlichkeit über das Wesen der Umerziehungslager zu täuschen versucht hatte. Sie enthüllten unter anderem eine Rede des chinesischen Staatspräsidenten Xi Jinping, in der dieser die mehrheitlich muslimischen Minderheiten als von einem gefährlichen „gedanklichen Virus“ befallen darstellte, welches lediglich durch eine „Phase der schmerzhaften, interventiven Behandlung“ ausgemerzt werden könne.
Bei der „Dritten Anhörung“ vor dem so genannten „Uyghur Tribunal“ am 27. November 2021 stellte Adrian Zenz als Sachverständiger neue Ergebnisse zu den Xinjiang Papers in einer Studie vor, für die James Millward (Georgetown University, Washington, D.C.) und David Tobin (University of Sheffield) ein Peer-Review durchführten. Dazu untersuchte Zenz mehr als 300 Seiten umfassende Dokumente aus den Jahren 2014 bis 2018, die 2019 als Teil der Xinjiang Papers der New York Times zugespielt, aber nie in dieser Form publiziert und im September 2021 dem sogenannten „Uyghur Tribunal“ in digitaler Form durchgestochen worden waren. Die Dokumente belegten laut ihrer Auswertung durch Zenz, dass das verschärfte Vorgehen gegen Uiguren einschließlich angeblich begangener Menschenrechtsverbrechen mit der Einrichtung von Lagern, Zwangsarbeit und einem Programm zur Unterdrückung der Geburtenrate mit Zwangssterilisierungen direkt und wissentlich von Staatspräsident Xi Jinping und Ministerpräsident Li Keqiang geplant und angeordnet worden war.
Der Historiker und Xinjiang-Experte Rian Thum kam angesichts der Xinjiang Papers zu dem Urteil, es habe niemals zuvor „ein solches Ausmaß an Dokumentation für eine Gräueltat in Echtzeit“ zur Verfügung gestanden. Es bestehe kein Mangel an Beweisen und die meisten Erkenntnisse seien „aus den eigenen Dokumenten der chinesischen Regierung“ gewonnen worden.

### China Cables
Kurz nach Veröffentlichung der „Xinjiang Papers“ publizierte das Internationale Netzwerk investigativer Journalisten (ICIJ), ein Konsortium aus 17 internationalen Medien, am 24. November 2019 die sogenannten „China Cables“, bei denen es sich um Dokumente aus den Jahren 2017 und 2018 handelte, die dem ICIJ von einem Whistleblower zugespielt worden waren. Als eine der Quellen der China Cables bekannte sich im Dezember 2019 die uigurisch-stämmige Niederländerin Asiye Abdulaheb, die im Juni 2019 auf Twitter einen Screenshot von 24 Seiten aus als streng geheim klassifizierten Dokumenten aus den Jahren 2017 und 2018 veröffentlicht hatte, die von Xinjiangs früheren stellvertretenden Parteisekretär Zhu Hailun unterschrieben waren. Diese wurden dann vom Ethnologen Adrian Zenz an das ICIJ weitergeleitet. Vor Publikation der China Cables durch das ICIJ wurden die Dokumente international von über 75 Journalisten durch Hinzuziehen von Experten sowie durch Abgleich von Inhalten und Unterschriften ausgewertet und als authentische Dokumente eingestuft. In Deutschland waren an der Auswertung NDR, WDR und Süddeutsche Zeitung beteiligt. Mit der Publikation durch das ICIJ wurden sie offen einsehbar. Fünf der sechs im Mittelpunkt der ICIJ-Untersuchung stehenden Dokumente tragen die Unterschrift von Zhu Hailun.
Die „China Cables“ erlaubten Einblicke in die praktischen Grundlagen des Lagersystems und enthüllten die systematische Verfolgung der Uiguren und Anleitungen zur massenhaften Internierung der muslimischen Minderheit in der Region. Sie widerlegten zugleich die Darstellung der chinesischen Regierung, die die bewachten Umerziehungslager als „Weiterbildungseinrichtungen“ beschrieben hatte, in denen der Aufenthalt freiwillig sei. Als wichtigstes Dokument der China Cables kann eine Verordnung für den Betrieb der Umerziehungslager in Xinjiang (offiziell: „Vocational Education and Training Centers“) angesehen werden.
Westliche Medien sprachen mit Berufung auf Adrian Zenz inzwischen von „kulturellem Genozid“ an der ethno-religiösen Minderheit der Uiguren in China. Im November 2019 charakterisierte Zenz das Geschehen in Xinjiang als „die vermutlich größte Internierung einer ethno-religiösen Minderheit seit dem Holocaust“.

### Karakax-Liste

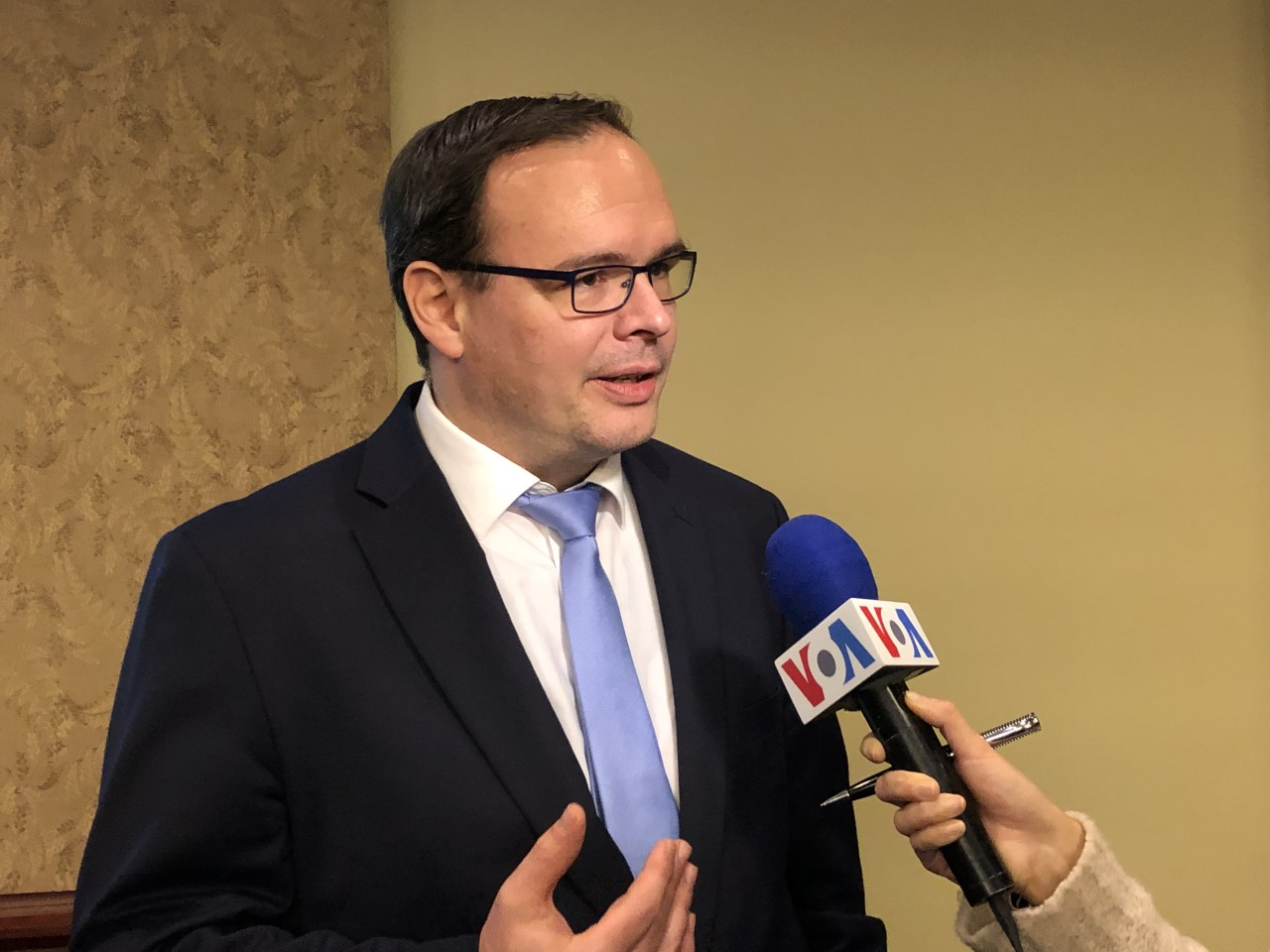
Adrian Zenz im Gespräch mit VOA

Am 17. Februar 2020 wurden Publikationen zur sogenannten „Karakax List“ herausgegeben, sowohl von Adrian Zenz, als auch von Medien wie der Deutschen Welle. Die sogenannte „Karakax-Liste“ war wenige Tage nach Publikation der „China Cables“ von der gleichen Quelle innerhalb Xinjiangs geleakt worden, die zuvor auch schon die China Cables durchgestochen hatte. Die mit dem Titel „出境未归人员亲属送培学员“ versehene PDF-Datei soll Adrian Zenz nach dessen Angabe von der schon von den China Cables-Leaks bekannten niederländischen Uigurin Asiye Abdulaheb zugespielt worden und über einen weiteren Exiluiguren auch an eine Reihe westlicher Medien gelangt sein.
Eine Gruppe von Forschern unter Leitung von Adrian Zenz, der auch schon bei den „China Cables“ eine wichtige Rolle gespielt hatte und zu diesem Zeitpunkt Senior Fellow für China-Studien bei dem in Washington ansässigen konservativen Thinktank Victims of Communism Memorial Foundation war, schätzte dieses dritte große Leak sensibler chinesischer Regierungsdokumente als authentisch ein.
Laut Zenz ergänzte die „Karakax-Liste“ die beiden vorigen Leaks („Xinjiang Papers“ und „China Cables“) sehr gut und lieferte die bei weitem detaillierteste Darstellung der inneren Dynamik der Entscheidungsfindung zur „beispiellosen Kampagne der Masseninternierung“ in Xinjiang. Nach Angabe von Zenz enthüllte sie die „Hexenjagd-ähnliche Denkweise“, die im gesellschaftlichen Leben in der Region vorherrsche. Die Dokumente legten die willkürlichen Gründe für die Inhaftierung von Uiguren in Umerziehungslagern offen. Den Listen zufolge konnte schon das Tragen eines Kopftuchs oder Bartes, die Beantragung eines Passes, eine Pilgerfahrt oder Verwandte im Ausland für eine Inhaftierung ausreichen. Laut Zenz zeigten die Aufzeichnungen, dass die chinesische Regierung uigurische Bürger wegen Handlungen festnahm, die in vielen Fällen nicht „im Entferntesten einem Verbrechen ähnelten“.
Die Deutsche Welle (DW) hat gemeinsam mit ihren deutschen Partnersendern NDR und WDR sowie der Süddeutschen Zeitung (SZ) die Karakax-Liste geprüft, übersetzt und analysiert. Laut DW beweist die Karakax-Liste, dass der chinesische Staat die Uiguren allein wegen ihrer Religion und Kultur systematisch verfolgt und die Bekämpfung von Extremismus als Begründung lediglich vorschiebt. NDR, WDR, DW und SZ legten die Karakax-Liste mehreren Wissenschaftlern vor, die das Dokument als authentisch einschätzen. Die in der Karakax-Liste verwendete Sprache und Sichtweise auf Minderheiten in Xinjiang stimmte mit weiteren Regierungsdokumenten überein.
Der Historiker Rian Thum (Universität Nottingham), der sich auf die Uiguren-Politik der chinesischen Regierung spezialisiert hat, analysierte die Karakax-Liste und beschrieb sie als „überwältigend detailliertes“ Dokument, das eine „enorme Menge sehr spezifischer Daten aus einer sehr kleinen Gemeinde in Xinjiang“ enthalte, weshalb ihre Fälschung einen außerordentlich hohen Aufwand sowie den Zugang zu öffentlich nicht verfügbaren Daten erfordert hätte. Thum hob hervor, dass kein einziger der in der Karakax-Liste aufgelisteten Gründe, für die die Menschen „in die Lager eingewiesen“ worden seien „irgendetwas mit Terrorismus zu tun“ habe. Stattdessen seien einige der in der Liste genannten Internierungsgründe „extrem in ihrer Banalität“. Seiner Einschätzung nach handelte es sich bei der Karakax-Liste um einen Beleg dafür, dass es sich bei der Masseninternierung von Uiguren um einen „enormen Akt kollektiver Bestrafung“ gehandelt habe, dem letztendlich ein rassistischer Beweggrund zugrunde liege. Nach diesem Vorgehen gelte eine Person als Gefahr, wenn sie derselben Ethnie angehöre wie eine Person, die etwas Verbotenes oder Brutales getan habe. Der chinesische Staat weitet laut Thum den Begriff „Terrorismus“ dabei so stark aus, dass „er im Grunde jede Aktivität eines Muslims beinhaltet“.
Nachdem westliche Medienberichte mithilfe der „Karakax-List“ enthüllten, mit welcher Willkür die chinesische Regierung die muslimischen Uiguren in Xinjiang verfolgte, forderten Menschenrechtler und Politiker eine härtere Gangart Deutschlands und Europas gegenüber China. Die staatliche chinesische Zeitung Global Times stellte dagegen die Authentizität der „Karakax-List“ und die Glaubwürdigkeit des von westlichen Medien herangezogenen Ethnologen Zenz infrage, nannte diesen „anti-chinesisch“ und führte an, europäische und US-Geheimdienste könnten in die Leaks zur Uiguren-Verfolgung in China und in das „Aufbauschen“ des Themas verwickelt sein.
Laut Zenz zeigte die „Karakax-List“, dass die chinesischen Behörden als häufigsten Grund für die Inhaftierung der mehreren Hundert in der Liste aufgeführten Lagerhäftlinge angaben, dass diese zu viele Kinder gehabt hätten, häufig lediglich ein Kind mehr als vom Staat erlaubt. Oft stellten solche Verstöße gegen die Geburtenkontrolle den einzigen Grund für die Internierung in den Lagern dar. Gleichzeitig hatte der chinesische Staat im Januar 2016 seine „Ein-Kind-Politik“ abgeschafft, strebte eine Erhöhung des Bevölkerungswachstums an und ermutigte dazu die chinesische Bevölkerung, in einigen Provinzen auch mit finanzieller Förderung, zwei Kinder zu haben.

### ASPI-Studie: „Xinjiang Data Project“
Am 24. September 2020 veröffentlichte der australische Think Tank ASPI eine Studie zur Dokumentierung der Inhaftierungen von Uiguren in Xinjiang, die auf zweijähriger Auswertung von Satellitenaufnahmen und offiziellen Bauausschreibungsdokumenten in Xinjiang beruhte. Auf der neu eingerichteten Website „Xinjiang Data Project“ veröffentlichte ASPI in Form einer Datenbank die vollständigen Ergebnisse der Studie, einschließlich der entsprechenden geographischen Koordinaten für die einzelnen Hafteinrichtungen. Die ASPI-Studie kam zum Schluss, dass in Xinjiang seit 2017 über 380 vermutliche Internierungslager unterschiedlicher Kategorien für Angehörige muslimischer Minderheiten neu oder aus Erweiterung kleinerer bereits bestehender Haftanstalten errichtet worden waren. Zusätzlich befanden sich laut der Recherchen über ein Dutzend weitere Einrichtungen im Bau und es seien allein zwischen Juli 2019 und Juli 2020 an über 60 Lagern Neubau- oder Erweiterungsarbeiten vorgenommen worden. Laut der Studie war die Zahl der Hafteinrichtungen somit 40 % größer als bis dahin angenommen. Laut Nathan Ruser, dem Autor des ASPI-Reports, handelte es sich bei der Behauptung der chinesischen Regierung, dass die meisten Uiguren und anderen Muslime zu diesem Zeitpunkt bereits aus den Lagern freigelassen worden seien, um eine recht erfolgreich verbreitete Desinformation. Mit dem Umstand, dass vor allem aus Lagern mit niedrigen Sicherheitsstandards Menschen entlassen wurden, so etwa auf Druck von Kasachstan hin auch eine größere Anzahl ethnischer Kasachen, werde in Wirklichkeit die Tatsache verschleiert, dass die Politik der Internierungen in Xinjiang weiter anhalte und offenbar auf Langfristigkeit ausgelegt sei. Laut Ruser schienen die Hochsicherheits-Einrichtungen und Gefängnisse keinem anderen Zweck zu dienen, als die Menschen aus der Gesellschaft zu entfernen. Das chinesische Außenministerium bezeichnete den ASPI-Bericht als „Desinformation und Verleumdung“. China betreibe in Xinjiang keine „sogenannten Internierungslager“.

### Aksu-Liste
Im Dezember 2020 veröffentlichte Human Rights Watch (HRW) einen Bericht über eine geleakte interne Polizeiliste mit Einträgen zu über 2.000 Häftlingen aus der Präfektur Aksu, die HRW im August 2020 in Form einer MS-Excel-Kalkulationstabelle unter dem Titel „List of IJOP Trainees“ vom in Xinjiang gut vernetzten uigurischsprachigen Dienst des von den USA finanzierten Senders Radio Free Asia (RFA) erhalten hatte und die Ende 2018 von einer anonymen Quelle in Xinjiang zugespielt worden sei. HRW wertete die Liste als weiteren Beleg für den Einsatz neuer Technologien bei der Unterdrückung der turkstämmigen muslimischen Bevölkerung durch China. Die Polizei in Xinjiang habe demnach zur Unterdrückung der turkstämmigen Muslime in Xinjiang die Big-Data-Software und Polizei-Datenbank Integrated Joint Operations Platform (IJOP) verwendet, die willkürlich turkstämmige Muslime für eine potenzielle Inhaftierung ausgewählt und die entsprechenden Personen auf der Aksu-Liste markiert habe, worauf sie dann von Beamten überprüft und in Lager für „politische Umerziehung“ in Xinjiang geschickt worden seien.
Der erste HRW-Bericht über die IJOP von Februar 2018 hatte bereits dargestellt, dass diese Polizei-Software persönliche Daten durch verschiedene Systeme in Xinjiang zusammenträgt und für die Polizisten die als potenziell bedrohlich einstuften Personen markiert, worauf die Polizisten die „allgemeine Leistung“ dieser Personen zusammen mit Daten anderer Informationsquellen bewerten und die Betroffenen gegebenenfalls in politische Umerziehungslager und andere Einrichtungen schicken. Die IJOP-Datenbank alarmiere nach Einschätzung von HRW die chinesischen Behörden automatisch im Falle der Registrierung von als „verdächtig“ eingeschätzten Verhaltensweisen, worauf die Betroffenen häufig verhört und infolgedessen wiederum in vielen Fällen interniert würden. Ein HRW-Bericht von Mai 2019 über die Mobiltelefon-App der IJOP hatte dann dargestellt, dass viele rechtmäßigen Verhaltensweisen von der Massenüberwachung des Systems erfasst werden. In dieser früheren Untersuchung hatte HRW die zur IJOP-Datenbank gehörige App mittels Reverse Engineering analysiert. HRW war dabei zum Ergebnis gekommen, dass die chinesischen Behörden Predictive Policing anwenden, indem auf Basis von Algorithmen anhand der durch die IJOP-Datenbank aus verschiedenen Quellen gesammelten Informationen Persönlichkeitsprofile der als „verdächtig“ identifizierten Betroffenen erstellt werden.
Die Aksu-Liste stammte laut HRW offenbar aus einem Teil der Präfektur Aksu, wo 80 % der Einwohner Uiguren sind. HRW ging davon aus, dass es sich bei allen Personen auf der Aksu-Liste um Uiguren handelte, in gleichen Teilen Frauen wie Männer, deren Haftzeitraum zwischen Mitte 2016 und Ende 2018 lag. Eine Tabellenspalte der Aksu-Liste listet auch die jeweiligen Gründe der Internierung der Betroffenen auf. Der Umstand, dass in dieser Spalte manchen Fällen „geboren nach 1980“ angegeben wird, wurde von HRW als Hinweis darauf gedeutet, dass Uiguren im Alter von unter 40 Jahren stärker im Fokus der Kontrolle stehen.
Die Aksu-Liste ähnelt der zuvor geleakten Karakax-Liste und wurde von HRW als Bestätigung früherer Erkenntnisse gewertet. Sie bestätigte laut HRW erneut, dass harmlose Verhaltensweisen als Grund für eine Internierung im Lagersystem ausreichten und viele Menschen allein deswegen eingesperrt wurden, weil sie von der IJOP-Software als „verdächtig“ eingestuft wurden, obwohl sie sich in der „überwiegenden Mehrheit“ legal verhalten hätten. Algorithmen des IJOP-Systems identifizierten demnach legales Verhalten als Grund für eine Inhaftierung wie beispielsweise „Verbindungen zu sensiblen Ländern“ in Form von Anrufen von Verwandten aus dem Ausland, die automatisch herausgefiltert und mit ihrer exakten Dauer erfasst werden. Als weitere Gründe für die Auslösung eines Alarms mit folgender Inhaftierung der Betroffenen ist laut HRW ausreichend, wenn Kindern das Lesen des Korans erlaubt werde, wenn eine Pilgerfahrt nach Mekka ohne staatliche Erlaubnis erfolgt, wenn die Betroffenen mehr als die nach der Familienplanungspolitik erlaubte Anzahl von Kindern haben, wenn für die betreffende Person keine feste Adresse registriert ist oder wenn das Mobiltelefon regelmäßig ausgeschaltet wird. Internierung drohe demnach auch denjenigen, die mit Menschen in Verbindung stehen, die nach diesen Kriterien als „verdächtig“ eingestuft wurden. Laut HRW gewährt die Aksu-Liste wie die Karakax-Liste Einblick in die Vorgehensweise der chinesischen Behörden Xinjiangs bei der Auswahl und Überprüfung von Menschen, die einer Umerziehung unterzogen werden sollen und zeige wie die Karakax-Liste nach welchen Kriterien mit Unterstützung des IJOP-Systems darüber die Auswahl getroffen und entschieden werde, welche Personen verhaftet werden oder in Haft verbleiben. Laut HRW wurde durch die Aksu-Liste erstmals die aktive Rolle der IJOP-Software bei der Inhaftierung von Menschen sichtbar.
Die Nachrichtenagentur AFP hatte teilweise Einsicht in die Aksu-Liste. Laut HRW hatte die Quelle der Aksu-Liste in Xinjiang bereits zwischen Mitte und Ende 2018 audiovisuelles Material aus dem Inneren einer Hafteinrichtung in der Präfektur Aksu an den „Uyghur Service“ von RFA geliefert. Die Analyse dieses Materials durch HRW habe die Annahme der Echtheit der Aksu-Liste erhärtet und lege anhand der eingebetteten geografischen Koordinaten nahe, dass die Aufnahmen aus einem großen Gebäudekomplex stammten, der zuvor von der australischen Denkfabrik ASPI als politisches Umerziehungslager ausgewiesen wurde. Weitere Details dieser Analyse wolle HRW nicht veröffentlichen, um die Quelle in Xinjiang zu schützen.
Das chinesische Außenministerium reagierte auf den HRW-Bericht mit dem Vorwurf der Unruhestiftung. Der HRW-Bericht sei „nicht wert, widerlegt zu werden“.

### Nankai-Report
Beim sogenannten „Nankai-Report“ handelt es sich um einen detaillierten Bericht (mit dem Titel „新疆和田地区维族劳动力转移就业扶贫工作报告 / xinjiang hetian diqu weizu laodongli zuanyi jiuye fupin gongzuo baogao“) chinesischer Armutsforscher des China Institute of Wealth and Economics der Universität Nankai (南开大学中国财富经济研究院 / nankai daxue zhongguo caifu jingji yanjiuyuan) über Zwangsarbeitsmodelle, der das Programm zur Verschickung uigurischer Arbeiter im Bezirk Hotan zum Teil auf Basis einer im Mai 2018 durchgeführten Feldforschung untersucht hat, um Empfehlungen für hohe Regierungsstellen zu erstellen. Medienangaben zufolge soll das Dokument Ende 2019 auf der Homepage der Nankai-Universität versehentlich frei zugänglich veröffentlicht und kurze Zeit später wieder von dort entfernt worden sein. Einige der Ergebnisse aus dem Report waren auch in einer akademischen Zeitschrift veröffentlicht worden. Vor seiner Entfernung von der Homepage der Universität soll der Bericht archiviert, der Archiv-Link dann dem aktivistischen China-Experten Adrian Zenz zugespielt und von diesem den internationalen Medien (BBC, Süddeutsche Zeitung und The Globe and Mail) zur Auswertung zur Verfügung gestellt worden sein. Zenz veröffentlichte auch eine englische Übersetzung des Berichts.
Der detaillierte Report ermöglicht Einblicke in den Transfer uigurischer Arbeitskräfte aus der Präfektur Hotan der vorangegangenen Jahre. Die chinesischen Forscher schrieben im Bericht, die Verlagerung von Uiguren und anderen vorwiegend muslimischen Minderheiten an Arbeitsplätze in der Industrie verringere nicht nur „hohe Dichte an ethnischen Uiguren“ in Xinjiang, sondern stelle auch eine wichtige Methode dar, „um die uigurischen Minderheiten zu beeinflussen und zu assimilieren“ und würde eine „Transformation des Denkens bewirken“.
Der Bericht wurde als Beleg gewertet, dass die von der chinesischen Führung „Ausbildungszentren“ genannten Lager nur einen Teil der Strategie zur Umgestaltung Xinjiangs darstellen. Einige Jahre länger als diese Umerziehungslager soll jedoch bereits das Programm zur Entsendung hunderttausender uigurischer Arbeiter in süd- und ostchinesische Fabriken betrieben worden sein, das die Definition von Zwangsarbeit erfülle und zusammen mit der geplanten Zwangsansiedlung von etwa 220.000 Uiguren in Südchina und dem gleichzeitig geplanten Umzug von 30.000 Han-Chinesen nach Süd-Xinjiang von der chinesischen Führung darauf angelegt sei, die demographische Struktur Xinjiangs nachhaltig zu verändern. Allein im Regierungsbezirk Hotan sollen demnach 250.000 Menschen (rund 20 % der Erwerbstätigen) beiderlei Geschlechts im arbeitsfähigen Alter von der Verschickung betroffen sein. Nach Angaben der Süddeutschen Zeitung fungiert die Zwangsarbeit als behördliches Mittel der chinesischen Führung zur Bereitstellung „billiger Arbeitskräfte für die wirtschaftsstarken Regionen im Süden und Osten Chinas“, zur Gewährleistung von „Ruhe in Xinjiang“ und zur Erfüllung des Versprechens von Xi Jinping, „dass bis Ende 2020 niemand mehr arm sein werde in China“. Der Bericht sprach die Empfehlung von jährlichen Uiguren-Quoten aus, „um den Arbeitskräftemangel zu verringern und die Arbeitskosten zu senken“.
Das chinesische Außenministerium reagierte nach dem Bekanntwerden des Berichts mit einer schriftlichen Stellungnahme und erklärte darin, der Nankai-Bericht „spiegelt nur die persönliche Sicht des Autors wider“ und stimme in weiten Teilen nicht mit den Fakten überein.

### Xinjiang Police Files
Am 24. Mai 2022 berichtete ein internationales Konsortium von 14 Medienhäusern (Aftenposten, Bayerischer Rundfunk, die BBC News, Dagens Nyheter, Der Spiegel, El País, das ICIJ, Le Monde, L’Espresso, Mainichi Newspapers, NHK World-Japan, Politiken, USA Today und YLE) über ein dem Anthropologen und Menschenrechtsaktivisten Adrian Zenz von einer anonymen Quelle zugespieltes, neues, über zehn Gigabyte großes Datenleak unter der Bezeichnung „Xinjiang Police Files“.
Laut Zenz sollen die Dateien durch einen „Hackerangriff direkt auf Polizeicomputer und sogar auf Computer in Internierungslagern“ verfügbar gemacht worden sein und von Servern des Büros für Öffentliche Sicherheit in den Regierungsbezirken Ili (Kreis Konaxahar, chin.: shufu xian 疏附县) und Kaschgar (Kreis Tekes, chin.: tekesi xian 特克斯县) in Xinjiang stammen. Die Xinjiang Police Files stellten das bis zu diesem Zeitpunkt umfassendste publik gemachte Leak zu den staatlichen Umerziehungslagern in Xinjiang dar. Sie sollen Dateneinträge über 20.000 inhaftierte Uiguren enthalten sowie Fotos von 5.000 Uiguren.
Diese Dokumente sind teilweise als „vertraulich“ (jimi 机密) oder „intern“ (neibu 内部) klassifizierte chinesische Regierungsdaten, darunter tausende, ausgewertete Dokumente, Fotos, Transkripte von Reden hoher Parteifunktionäre, behördliche Anweisungen und Schulungsunterlagen, aus der Zeit der 2000er Jahre bis Ende 2018.
Den Medienberichten zufolge zeigen sie das Ausmaß der Verfolgung und Masseninternierung in Xinjiang im Jahr 2018 und widersprachen der offiziellen Lesart Chinas, dass es sich bei den Masseninternierungseinrichtungen um freiwillig aufgesuchte „berufliche Fortbildungseinrichtungen“ handele, die der Armutsbekämpfung dienten und sich gegen extremistisches Gedankengut richteten. Die Daten waren zuvor über mehrere Wochen hinweg durch gemeinsame Recherche des Medienkonsortiums ausgewertet und teilweise auf ihre Authentizität überprüft worden.
Die Datenleaks enthalten zwar kaum substanziell neue Information. Die Daten stellen aber eine inhaltliche Bestätigung vieler bereits zuvor gewonnener Erkenntnisse zur massiven Unterdrückung der Uiguren dar. Sie stellen erneute Belege der Identität von tausenden von Opfern des Masseninternierungssystems dar und gestatten klar zugeordneten Zugriff auf deren Namen, Foto und Personalausweis. Auch Misshandlungen und Folter in den Internierungseinrichtungen werden durch Fotos dokumentiert.
In einzelnen Fällen enthalten die Daten darüber hinaus neue Informationen. So belegen sie die unmittelbare Kontrolle der repressiven Maßnahmen in Xinjiang durch die Zentralregierung, deren Führungsspitze um Xi Jinping diese Politik offen koordiniert und finanziert hat. Unter anderem soll den Dokumenten zufolge Chen Quanguo in seiner damaligen Rolle als Parteichef Xinjiangs 2018 einen Schießbefehl für flüchtende Häftlinge erteilt haben.
Wörtlich heißt es in einem der Dokumente (aus dem Chinesischen übersetzt ins Englische) laut einem Investigativbericht von BBC News, dass die bewaffneten Polizeibeamten im Falle eines Fluchtversuches eines „Schülers“ aus der „Schule“ tödlich von der Schusswaffe Gebrauch zu machen haben:

„If students do not respond to warning shots and continue to try to escape, the armed police shoot to kill“

Die Veröffentlichung der Xinjiang Police Files erfolgte zeitgleich mit dem am 23. Mai begonnenen China-Besuch der UN-Menschenrechtskommissarin Michelle Bachelet, die im Rahmen des Besuchs auch vor Ort in Xinjiang die Situation der Uiguren erkunden sollte. Es wurde vermutet, dass dieser Besuch der unmittelbare Anlass für das Datenleak gewesen sei und die Motivation darin bestanden habe, durch Veröffentlichung der Polizeiakten öffentlichkeitswirksam auf die Lage in Xinjiang hinzuweisen und damit zu verhindern, dass der Besuch der UN-Menschenrechtskommissarin von der chinesischen Führung zu Propagandazwecken genutzt werden kann. Zudem wurde darauf hingewiesen, dass die Veröffentlichung auch dem Zweck dienen könne, Xi Jinping zu schaden, der nicht nur in erster Linie für die Unterdrückungspolitik gegenüber den Uiguren verantwortlich sei, sondern auch als Hardliner in der Politik zu Hongkong oder zur Formosastraße gelte und auf dem für Ende 2022 angesetzten Parteitag seine dritte Amtszeit anzutreten beabsichtige.

## Diskurs über den Genozidcharakter der chinesischen Politik seit 2018
Die Frage, ob das Vorgehen der chinesischen Regierung in Xinjiang als „Völkermord“ aufzufassen ist, also als Zerstörung einer ethnischen oder religiösen Gruppe etwa durch Massentötungen oder durch die Verhinderung von Geburten, hat sich Anfang der 2020er Jahre innerhalb der internationalen Gemeinschaft zu einem bedeutenden und umstrittenen Thema entwickelt.

### Diskurs bis Juni 2020 und Frage des „kulturellen Genozids“
In den Jahren 2018 und 2019 verwendeten westliche Medien mit Berufung auf den Ethnologen Adrian Zenz bereits die Bezeichnung „kultureller Genozid“ für das Vorgehen Chinas in Xinjiang.

#### Positionen aus der Xinjiang-Forschung
- Am 15. Mai 2018, als Adrian Zenz eine Studie über die Umerziehungslager in Xinjiang veröffentlichte,[64][263] beschrieb der Historiker Rian Thum, der bereits seit fast 20 Jahren über Xinjiang forschte, in einem Kommentarartikel der New York Times Xinjiang als einen „Polizeistaat“ vom Format Nordkoreas mit einem „formalisierten Rassismus“, der mit der südafrikanischen Apartheid vergleichbar sei.[263]
- Etwa zwei Wochen später argumentierte David Brophy, Dozent für moderne chinesische Geschichte an der Universität von Sydney, im sozialistischen US-amerikanischen Magazin Jacobin, dass die KPCh möglicherweise noch nicht die Absicht habe, die Uiguren physisch zu entfernen, dass aber ihre Bemühungen, die uigurische Sprache zu marginalisieren und die Geschichte der Region neu zu schreiben, ähnlichen Zielen diene wie eine Politik der ethnischen Säuberung.[264]
- Rachel Harris, die Langzeitforschung über uigurische Kultur betrieben hat, argumentierte im Januar 2019, die Dimensionen des chinesischen Vorgehens gegen die Uiguren und die Inhaftierung vieler uigurischer Kulturführer – Schriftsteller und Dichter, Akademiker und Verleger, Sänger und Komiker – legten nahe, dass die Lager die lokalen Sprachen und Kulturen ausrotten sollten, um die Völker der Region zu säkularen und patriotischen chinesischen Bürgern umzuformen. Aus der letzten Welle von Inhaftierungen war laut Harris erstens die Schlussfolgerung zu ziehen, dass kein Uigur vor den Lagern sicher sei, ungeachtet seiner Berühmtheit oder Popularität und dass das Ausmaß der Repression in der Region so hoch sei, dass dort möglicherweise kein Protest und keine Gegenstimmen geäußert werden können. Zweitens sei es offensichtlich, dass die Politik bewusst auf Kulturführer – Schriftsteller, Akademiker, Künstler – abziele, was den Vorwurf des kulturellen Genozids erhärte.[265] Ende September 2020 schrieb Harris, es gebe zahlreiche Anhaltspunkte dafür, dass das Vorgehen Chinas eine „strategische kulturelle Säuberung“ – im von der UNESCO verwendeten Sinn – darstelle, namentlich den gezielten Angriff auf Einzelpersonen und Gruppen auf Grundlage ihrer kulturellen, ethnischen oder religiösen Zugehörigkeit, in Verbindung mit der absichtlichen und systematischen Zerstörung des kulturellen Erbes. Dieses chinesische Vorgehen in Xinjiang werde von einer wachsenden Anzahl von Stimmen aus den USA und anderen Teilen der Welt als eine High-Tech-Form des systematischen Genozids beschrieben.[6]
- Sean R. Roberts, Direktor des International Development Studies programme der Elliott School of International Affairs an der George Washington University,[266] der 25 Jahre Feldforschung in uigurischen Gemeinden in Xinjiang, Kasachstan und der Türkei durchgeführt hat,[267] sprach in einem Kommentarartikel des britischen The Guardian im Juni 2020 von einer Mitschuld der USA am „kulturellen Genozid“ an den Uiguren in China[266] und widmete dem Thema „kultureller Genozid“ an den Uiguren in China für die Jahre 2017 bis 2020 ein ganzes Kapitel in seiner 2020 erschienenen Monographie The War on the Uyghurs über Chinas interne Kampagne gegen die muslimische Minorität.[268] Darin führt Roberts die chinesische Politik des kulturellen Völkermords der Jahre 2017 bis 2020 in der Rückschau auf den „Volkskrieg gegen den Terror“ ab 2014 als ihre Grundlage zurück. Dieser „Volkskrieg“ habe die angebliche uigurische „terroristische Bedrohung“ als hauptsächlich von der uigurischen Kultur selbst ausgehend erklärt oder zumindest als von gefährlichen Einflüssen ausgehend, die nach Ansicht des chinesischen Staates diese Kultur „infiziert“ haben sollen.[269]
- S. Frederick Starr, Autor der wissenschaftlichen Standardeinführung in zeitgenössische Themen der Region Xinjiang,[1] schrieb im Juli 2019 im Wall Street Journal, die Hoffnung der chinesischen Regierung, durch ihre rücksichtslose „Kampagne des harten Schlags“ die Uiguren als eigenständige Gruppe „ausrotten“ zu können, sei aufgrund der schieren Menge von wahrscheinlich über 10 Millionen turkischen Einwohnern Xinjiangs nicht zu verwirklichen, da zu deren Ausrottung ein „doppelter Holocaust“ erforderlich sei. Daher bestehe die Alternative der chinesischen Führung zum „Genozid“ darin, die Sprache und Kultur der Uiguren zu zerstören, wenngleich auch die Vernichtung der Identität einer Kultur auf größere Schwierigkeiten stoßen werde.[270]
- Darren Byler, Dozent am Department of Anthropology der University of Washington, der intensiv am Thema uigurische Muslime gearbeitet und 2014 bis 2015 ein Jahr in der Region Xinjiang verbracht hatte, erklärte im August 2019 auf die Frage, ob „kultureller Genozid“ eine zutreffende Bezeichnung für das Vorgehen Chinas sei, dass er die Bezeichnung social engineering oder social re-engineering vorziehen würde, da dieser Begriff über die kulturelle Auslöschung, die seines Erachtens nach stattfinde und zweifellos hohe Bedeutung besitze, noch hinausgehe. Diese Bezeichnung sei angemessener, da alle grundlegenden Institutionen der uigurischen Gesellschaft – wie der Islam als Religion, die Familie als Basiseinheit ihrer Gesellschaft und auch die Sprache – durch das Vorgehen Chinas transformiert würden.[271]
- Gardner Bovingdon, außerordentlicher Professor am Central Eurasian Studies Department der Indiana University, dessen Forschungsschwerpunkt auf der Politik und Geschichte im zeitgenössischen Xinjiang lag, bezeichnete die Masseninternierungen in Xinjiang als eine der großen, staatlich betriebenen Menschenrechtskatastrophen unserer Zeit und beschrieb die Lager in Xinjiang als „Orwellsch und kafkaesk“.[272]

### Diskurs ab Juni 2020 und „Genozid“-Frage
In dem sich entwickelnden Diskurs über Genozid-Merkmale und Verbrechen gegen die Menschlichkeit in der chinesischen Politik gegenüber den Uiguren seit 2018 gewann der Begriff „Genozid“ im Sinne eines vollständigen physischen Völkermords in akademischen, medialen oder juristischen Kreisen erst mit der Veröffentlichung von Adrian Zenz' Studie über Zwangssterilisationen und einem darauf aufbauenden Artikel der Nachrichtenagentur AP vom 29. Juni 2020 an Bedeutung. Auf Basis der neuen, Ende Juni 2020 publizierten Studien bezeichnete Adrian Zenz nun – wie auch einige andere Experten und Menschenrechtler – das Vorgehen der chinesischen Regierung mit Berufung auf Artikel II der Konvention über die Verhütung und Bestrafung des Völkermordes als „demographischen Genozid“, oder „demographische Genozid-Kampagne“.
Nach Erscheinen des Berichts wiesen westliche Medienberichte Ende Juni 2020 darauf hin, dass sich die Maßnahmen in Xinjiang im Gegensatz zur früheren Ein-Kind-Politik gezielt gegen Minderheiten richteten. Dem Argument der chinesischen Führung, dass die neuen Maßnahmen gleiches Recht für Minderheiten und Han-Chinesen schaffen würden, wurde entgegnet, dass laut offiziellen Statistiken und Erkenntnissen aus Befragungen von Betroffenen in der Praxis keine Gleichheit herrsche, da Han-Chinesen mit mehr als drei Kindern von Zwangsabtreibungen, Sterilisationen und Haftstrafen, wie sie gegen Minderheiten verhängt werden, ausgenommen würden.
Der Umstand, dass die zuvor weniger strikt umgesetzten Regelungen zur Geburtenplanung nunmehr rigide durchgesetzt wurden, führte dazu, dass einige internationale Xinjiang-Experten auch die „biologische Existenz der Uiguren“ als bedroht einstuften. Zunehmend wurde daher der Begriff „Genozid“ für das chinesische Vorgehen in der Folge ohne das einschränkende Attribut „kulturell“ gebraucht.
Laut dem Historiker Rian Thum (University of Nottingham) eröffnete ein im Juli 2020 auf einer Titelseite der in London ansässigen Wochenzeitung Jewish News erschienener Artikel über Menschenhaar-Funde von uigurischen Muslimen aus China durch seine explizite Erwähnung des Holocaust der Genoziddebatte viel Raum. Der Artikel berichtete anlässlich einer Rede von Alistair Carmichael als stellvertretender Menschenrechtsvorsitzender des einflussreichen britischen Parlamentsausschusses All Party Parliamentary China Group (APPCG) über die Auswirkung des Fundes von 13 Tonnen Menschenhaar, das in Form von Echthaarprodukten durch den US-Zoll beschlagnahmt worden war und vermutlich muslimischen Uiguren in China entnommen worden sei. Die „brutale Unterdrückung“ der muslimischen Minderheit zusammen mit der Implikation, dass die riesige Menge an Menschenhaar Tausenden Gefangenen durch China gewaltsam entfernt worden und verkauft worden sei, habe in jüdischen Kreisen in Großbritannien Schrecken, Erinnerungen an den Holocaust und „Nazi“-Vergleiche ausgelöst. Der Artikel zitierte unter anderem Mia Hasenson-Gross, die Leiterin der Menschenrechtsorganisation CCJO René Cassin, die den Menschenhaarfund als „schreckliches Beispiel für die systematische Entmenschlichung der uigurischen Muslime durch den chinesischen Staat“ bezeichnete. Die Unterdrückung der Uiguren, so Hasenson-Gross, umfasse bereits Masseninternierung, „Umerziehung“, Sklavenarbeit, Zwangssterilisation, Organhandel und andere Missbräuche und die KPCh in Xinjiang sei in einen „Genozid“ verwickelt und versuche, eine ganze Kultur, Sprache und Lebensweise auszulöschen.
Am 15. September 2020 forderten fast zwei Dutzend Aktivistenorganisationen und 16 Völkermordexperten den UN-Menschenrechtsrat (UNHRC) in einem Offenen Brief auf, Chinas Kampagne gegen türkisch-muslimische Minderheiten in Xinjiang zu untersuchen und „Strategien“ zu entwickeln, um die mutmaßlichen Verstöße zu beenden, die ihrer Ansicht nach den Tatbestand des Völkermords erfüllen. Zu den unterzeichnenden Organisationen des Offenen Briefs gehörten unter anderem der Aegis Trust, das Asia-Pacific Centre for the Responsibility to Protect (APR2P), das Cohen Center for Holocaust and Genocide Studies (Keene State College), das European Center for the Responsibility to Protect (ECR2P), Genocide Watch, das Global Centre for the Responsibility to Protect (GCR2P), der Holocaust Memorial Day Trust, das Jacob Blaustein Institute for the Advancement of Human Rights, das Raoul Wallenberg Centre for Human Rights (RWCHR), Remembering Srebrenica, René Cassin, the Jewish voice for human rights, die Society for Threatened Peoples (STPI/GfbV-International) und das Uyghur Human Rights Project (UHRP). Laut Kyle Matthews, Geschäftsführer des an der Concordia University ansässigen Montreal Institute for Genocide and Human Rights Studies (MIGS), das ebenfalls zu den Unterzeichnern gehörte, lag die Bedeutung des Offenen Briefs darin, dass es sich bei den meisten Unterzeichnern um Akademiker und universitäre Einrichtungen gehandelt habe, die sich ausschließlich auf die Verhütung und Bestrafung von Gräueltaten, einschließlich Völkermord, konzentriert hätten. Bis Ende 2020 hatten sich nicht nur einige weitere Xinjiang-Forscher der Position angenähert, dass man beim Vorgehen Chinas gegenüber den Uiguren von Genozid sprechen kann und sollte, sondern auch Stimmen außerhalb dieser Forschungsdisziplin.
Der Genozid-Diskurs zum Vorgehen der VR China in Xinjiang erlangte auch in der internationalen Auseinandersetzung mit China hohe Brisanz, wie sich an der öffentlich verkündeten Kategorisierung durch die US-Regierung im Januar 2019 zeigt: Die offizielle Einordnung des staatlichen chinesischen Vorgehens gegen die Uiguren als „Genozid“ durch die US-Regierung unter US-Präsident Donald Trump (19. Januar 2021) löste eine weltweite Debatte um den Begriff „Genozid“ aus. Nachdem auch die US-Regierung mit parteiübergreifender Zustimmung im US-Kongress (27. Januar 2021) das Vorgehen Chinas gegen die Uiguren offiziell als Genozid eingestuft hatte, folgten als erste die Parlamente Kanadas (22. Februar 2021) und der Niederlande (25. Februar 2021) gegen den Rat ihrer Regierungen dieser Einstufung mit Verabschiedung entsprechender Resolutionen.

#### Jüngere Positionen aus der Xinjiang-Forschung
- Die Xinjiang-Expertin Joanne Joanne Smith Finley wurde mit Erscheinen von Zenz' neuer Studie damit zitiert, dass das Vorgehen des chinesischen Staates eindeutig als Genozid zu bezeichnen sei, bei dem es sich nicht um „einen Genozid mit sofortiger, schockierender Massentötung an Ort und Stelle“ handle, sondern um einen „langsamen, schmerzhaften, schleichenden Genozid“, der als „Maßnahme zur genetischen Reduzierung der uigurischen Bevölkerung“ diene.[173] Von ihr stammt auch eine der ersten ausführlichen Diskussionen des „Genozid“-Vorwurfs, wobei sie selbst zum Schluss kam, dass die Anschuldigung gerechtfertigt sei.[296]
- Laut Darren Byler, zu diesem Zeitpunkt Experte für Uiguren an der University of Colorado Boulder, zielten die Maßnahmen möglicherweise nicht darauf ab, „die uigurische Bevölkerung vollständig auszulöschen“, aber sie werde „deutlich an Vitalität verlieren“ und sei damit „leichter zu assimilieren“.[281]
- Alise Anderson, Zentraleurasien-Wissenschaftlerin und Musikethnologin mit Schwerpunkt uigurische Musik, sowie leitende Mitarbeiterin für die in den USA ansässige, aktivistische Menschenrechtsorganisation Uyghur Human Rights Project,[297] die von 2012 bis 2016 in Ürümqi gelebt[297] und am Kunstinstitut Xinjiang studiert hatte,[298] bezeichnete die chinesische Politik gegenüber den Uiguren in Xinjiang als eine „im Kern genozidale Kampagne“[297] und als „Zeitlupen-Genozid“.[299]
- Ende Juli 2020 kommentierte der Historiker James Millward im Guardian, aufgrund der jüngsten Enthüllungen über Zwangsarbeit, Familientrennung und Unterdrückung uigurischer Geburten solle kein Zweifel daran bestehen, dass die Politik der KPCh gegenüber den von ihr regierten indigenen Zentralasiaten die UN-Definition von Völkermord erfülle.[300]
- Katja Drinhausen vom Mercator Institute for China Studies (MERICS) beschrieb das Vorgehen der chinesischen Führung als „auf eine ganz andere Weise konzipiert und orchestriert“ als Völkermordgeschehen im nationalsozialistischen Deutschland während des Zweiten Weltkrieges oder in Ruanda und in Srebrenica in den 1990er Jahren, so dass sie sich scheue, den Begriff „Genozid“ zu verwenden und appellierte an die UNO, die Genozid-Definition zu überdenken, damit auch eine solch moderne, technische und unsichtbare Auslöschung einer Bevölkerungsgruppe durch die Völkermord-Definition abgedeckt sei.[301]
- Im August 2020 zitierte ein auf BuzzFeed News erschienener Artikel Rian Thum (University of Nottingham) mit der Aussage, das „Internierungs- und Assimilationsprogramm in Xinjiang“ besäße als Merkmale die „allgemeine Logik“ der kolonialen Völkermorde in Nordamerika, den „formalisierten Rassismus“ der Apartheid, die „Internierung im industriellen Maßstab“ der deutschen Konzentrationslager und die „Durchdringung des Alltagslebens durch den Polizeistaat“ Nordkoreas.[126] Im Dezember 2020 erschien in der Washington Post ein Artikel von Laura T. Murphy – Professorin am Helena Kennedy Centre for International Justice (Sheffield Hallam University) für Menschenrechte und zeitgenössische Sklaverei – und Rian Thum, in der die Autoren das Vorgehen Chinas gegen die Uiguren als „Chinas sich entfaltenden Völkermord an den Uiguren“ bezeichneten, der über das XPCC auch Verbindungen zur globalen Modeindustrie aufweise. Uiguren und Angehörige anderer Minoritäten in Xinjiang seien von Programmen der Zwangsarbeit betroffen, die „nicht nur vom Profit getrieben“ seien, sondern bei denen es sich auch um einen „Mechanismus des kulturellen Genozids“ handle.[302]
- Sean R. Roberts spricht im Vorwort seines Buches „The War on the Uyghurs“ (als E-Book am 7. September 2020 erschienen) von einem „uigurischen kulturellen Genozid“ und behandelt diesen auf über 30 Seiten als eigenes Kapitel unter dem Titel „Cultural genocide, 2017–2020“. Ben Emmerson, ehemaliger UN-Sonderberichterstatter über Terrorismusbekämpfung und ehemaliger Richter am ICTY, argumentiert in seinem Geleitwort zum gleichen Buch, die KPCh benutze Terrorismusbekämpfung als Vorwand für „kulturellen Genozid“.[303]
- Der Sinologe Björn Alpermann (Universität Würzburg) sagte im Februar 2021 in einem Gespräch mit Deutschlandfunk Kultur, er halte es für gut belegbar, im Zusammenhang mit dem Vorgehen gegen die Uiguren von „kulturellem Genozid“ zu sprechen, da die chinesische Politik die Absicht verfolge, „die Wesensmerkmale der Uigurischen ethnischen Identität auszulöschen“, indem sie die Uiguren beispielsweise vom Islam zum Säkularismus „treibe“ und ihre Kultur mit der Han-chinesischen Kultur „überschreibe“. Alpermann betonte, er halte es jedoch für unpassend, im Falle der Uiguren die Bezeichnung „Genozid“ oder „Völkermord“ zu verwenden, da dieser Begriff völkerrechtlich die Vernichtung einer Menschengruppe bezeichne, die ethnisch oder religiös definiert sei und eine solche Vernichtungsabsicht physischer Art nach seiner Ansicht „im Moment in Xinjiang noch nicht belegt“ oder „schwierig hinreichend zu belegen“ sei. Als Grund führte Alpermann an, dass die seiner Ansicht nach „grauenvollen“ Zwangssterilisationen an Uiguren im Zusammenhang damit betrachtet werden müssten, dass für die meisten Han-Chinesen über einen Zeitraum von dreieinhalb Jahrzehnten hinweg im Kontext der Ein-Kind-Politik noch striktere und „mit genau derselben Grausamkeit und Konsequenz“ implementierte Regeln gegolten hätten. Zudem drohe durch eine zu leichtfertige Gleichsetzung der Verhältnisse in Xinjiang mit dem Völkermord an den Herero und Nama, den Juden und den Sinti und Roma ein entwertender Effekt für den Begriff „Genozid“.[304] In seinem im September 2021 erschienenen Buch „Xinjiang: China und die Uiguren“ behandelt Alpermann das Vorgehen Chinas gegen die Uiguren in Xinjiang seit Berufung Chen Quanguos als Parteisekretär Xinjiang im August 2016 auf über 30 Seiten unter dem Kapiteltitel „Repression und kultureller Genozid“ und argumentiert, die unterschiedlichen Elemente dieses Vorgehens (Umerziehungslager, Zwangsarbeit-Vorwürfe, Zwangssterilisation und allgemeine Politik der von oben erzwungenen kulturellen Transformation der Minderheitenkultur) ließen sich in einem Begriff „mit dem Konzept des kulturellen Genozids treffend beschreiben“.[305] Im Februar 2022 betonte Alpermann in der Wochenzeitung Jungle World, der Begriff „Völkermord“ in der Umgangssprache sei nicht bedeutungsgleich mit dem Begriff „Genozid“ in der juristischen Fachsprache. Auch ohne Vorliegen eines Massenmords, könne der juristische Tatbestand eines Genozids im Sinn des Völkerstrafrechts zutreffen, wenn eine ethnische Gruppe Maßnahmen zur Geburtenbeschränkung unterworfen werde, was im Falle der Uiguren zu klären sei. Der Begriff „kultureller Genozid“ sei nach seiner Einschätzung ein „passender Oberbegriff für die Gesamtheit aller Maßnahmen, die die chinesischen Behörden ergreifen, um die ethnische Identität der Uiguren und anderer Turkvölker zu überschreiben und sie an die Han-chinesische Mehrheitsgesellschaft zu assimilieren.“[306]
- Die China-Expertin Joanne Smith Finley (Newcastle University) gab im Rahmen des Diskurses über die nach offiziellen chinesischen Statistiken seit 2017 stark gesunkene Geburtenrate Xinjiangs im März 2021 zu Bedenken, dass die chinesischen Behörden offenbar „seit einiger Zeit“ über das bis dahin im Verhältnis zur Han-Bevölkerung vergleichsweise hohe Bevölkerungswachstum der ethnischen Minderheit besorgt gewesen seien. Auch sei die chinesische Führung besorgt über die fortbestehende Zurückhaltung junger berufstätiger Han-Paare, ein zweites Kind zu bekommen.[273] Auch andere Wissenschaftler hatten zuvor bereits darauf hingewiesen, dass viele chinesische Frauen trotz der seit Beendigung der Ein-Kind-Politik 2015 forcierten staatlichen Anreize und Anstrengungen aus verschiedenen Gründen nicht mehr als ein Kind bekommen wollten.[177][307] Laut Smith Finley habe die chinesische Führung zwar ein steigendes Interesse daran, dass ein zunehmender Anteil von Paaren ein zweites Kind bekommen, um auf diese Weise dem Rückgang der erwerbstätigen Bevölkerung Chinas entgegenzuwirken und dem asymmetrischen Geschlechterverhältnis in der Demographie entgegenzuwirken. Dabei sei es aber zugleich das Ziel der KPCh, den Bevölkerungsanteil der Han-Bevölkerung gegenüber dem der Minderheiten durch eine entsprechend höhere Geburtenzahl von Han-Kindern als von Kindern der ethnischen Minderheiten abzustützen. Smith Finley deutet die allgemeine Politik Chinas als Absicht, die Fundamente der uigurischen Ethnie zu zerstören, was aber nicht durch dramatische, plötzliche Massenmorde umgesetzt werde, sondern „langsam, fortschreitend und kriechend“. Dennoch werte sie diese chinesische Politik als „Akt des Völkermords und als Prozess“, der „zusammen mit den anderen Maßnahmen der kulturellen Auslöschung“ sicherstellen werde, dass daraus „zahlenmäßig eine stark verarmte uigurische Bevölkerung“ hervorgehe und „nur eine hohle Hülle oder Schale der uigurischen Identität“ bestehen bleibe.[273]
- Adrian Zenz schätzte in einem Gespräch mit der NZZ im März 2021 die juristische Beweislage zum Nachweis einer möglichen Absicht Chinas, „einen bedeutenden Teil der uigurischen Bevölkerung zu vernichten“ als „sehr dünn“ ein, weshalb eine Einordnung als Genozid nach der UN-Genozidkonvention von 1949 „schwierig“ sei. Er beschrieb die Vorgänge in Xinjiang als „Ethnozid“ oder „Tötung der ethnischen Identität“, für die „aus symbolischer Sicht“ die Verwendung des Begriffs „Genozid“ angemessen sei. Zenz bezeichnete die UN-Konvention von 1949 als nicht mehr zeitgemäss, da sie für Vorgänge wie in Xinjiang keine gut passende Kategorie enthalte, sondern die rechtlichen Definitionen angepasst und eine entsprechende Kategorie geschaffen werden müssten.[308] In einem von Experten begutachteten Artikel, der im Juni 2021 als Preprint-Version[A 4] und im August 2021 in einer wissenschaftlichen Fachzeitschrift erschien,[309] argumentierte Zenz dann, dass der chinesische Staat in Xinjiang drakonische Maßnahmen zur Bevölkerungskontrolle durchgeführt habe, die explizit die „langfristige“ Intention verfolgten, das Bevölkerungswachstum ethnischer Minderheiten zu verringern. Mit der Darstellung dieser Absicht versuchte Zenz das Argument zu erhärten, dass die VR China gemäß internationaler Konvention Völkermord begehe.[310]
- Im Mai 2021 veröffentlichte der australische Thinktank ASPI einen von Nathan Ruser und James Leibold geschriebenen und von Timothy Grose, Adrian Zenz, Stanley Toops und Peter Mattis im Peer-Review begutachteten Bericht,[186] der auf Auswertung früherer Arbeiten basierte und zum Schluss kam, es gebe „überzeugende Beweise dafür, dass Chinas Politik in Xinjiang einen Völkermord darstellen könnte“.[187][188][186]
- Ebenfalls im Mai 2021 sagte David Brophy in einem Interview mit Neues Deutschland, es herrsche kein Konsens unter Xinjiangforschern über die Frage, ob Regierungen die Situation in Xinjiang als Völkermord anerkennen sollen, wie dies im Jahr 2020 von uigurischen Aktivistengruppen zu Forderung geworden sei. Er wies darauf hin, dass Mike Pompeo als US-Außenminister die Einordnung als Genozid für vonseiten der US-Regierung durchgesetzt hatte, obwohl die Juristen des US-Außenministeriums zu diesem Zeitpunkt befunden hatten, dass die Beweislage dafür nicht ausreiche. Zudem verwies er auf den kurz zuvor zur Lage in Xinjiang veröffentlichten Human Rights Watch-Bericht, der ebenfalls zum Befund gekommen war, dass die Beweislage für die Einordnung als Völkermord nicht ausreichte. Brophy selbst schloss sich der Einschätzung an, dass zu diesem Zeitpunkt die Beweislage für die Feststellung eines Genozids nicht ausreiche.[311]
- Der Anthropologe und Xinjiang-Experte Rune Steenberg schrieb im Juli 2021 in einem Kommentarartikel der französischsprachigen Tageszeitung Le Temps, die Weise, in der der Begriff „Genozid“ zu dieser Zeit von Vielen für ein gewaltsames Vorgehen in Xinjiang verwendet werde, erscheine ihm fehlgeleitet. Er betonte, der Umstand, dass dabei eine Definition von Völkermord verwendet werde, die keine Massentötungen voraussetze und die „Zerstörungsabsicht“ in einem lockereren Sinne als dem einer eindeutig festgestellten Zerstörungsabsicht auslege, deute auf eine „Dämonisierung der chinesischen Regierung als böse Macht“ hin, die zunehmend an die Stelle von faktenbasierter Kritik trete. Seit 2019 sei neben der chinesischen Gegenpropaganda auch ein Mangel an Akkuratesse in einigen westlichen Berichten festzustellen. Dabei wurden seiner Ansicht nach abgesicherte Fakten nicht scharf von Spekulationen und Extrapolationen abgegrenzt, unüberprüfte Behauptungen und Fehler verbreitet, sowie Belege und Deutungen selektiv nach Übereinstimmung mit herrschenden Lesarten verwendet. Dadurch werde die Vertrauenswürdigkeit der westlichen Erkenntnisgewinnung untergraben und diese anfällig für politische Manipulation bis hin zu simplifizierenden Konstruktionen mit propagandaähnlichen Zügen. Betroffen davon seien Zeitungsartikel aus dem Jahr 2020 mit einflussreichen Berichten über Zwangsarbeit und Sterilisationen, auf deren Mängel auch die „akademischen Gemeinschaft“ nicht ausreichend hingewiesen habe.[85] Betroffen sei auch ein viel zitierter Bericht aus dem Jahr 2020 über auch Steenbergs Einschätzung nach besorgniserregende Stagnation der uigurischen Geburtenraten in Xinjiang gewesen, in dem eine irreführende Aussage auch ein Jahr nach ihrer Veröffentlichung noch nicht korrigiert worden sei,[312][176][313] sondern mehrmals wiederholt wurde wie etwa in dem Bericht des Newlines Institute vom März 2021, der die betreffende Aussage jedoch später kommentarlos entfernt habe.[85]

#### Positionierungen internationaler Leitmedien
- Das Editorial Board der Washington Post, das als eine Art Redaktionsrat die Sichtweise der Zeitung bestimmt, die zu den internationalen Leitmedien gezählt wird, positionierte sich Anfang Juli 2020 eindeutig zur Frage der Genozideinordnung, indem es die chinesische Politik nach dem Ende Juni 2020 veröffentlichten neuen Studien nicht mehr nur als „kulturellen Genozid“ einordnete, der auf die Auslöschung von Sprache, Traditionen und Lebensweise der Uiguren abziele, sondern darüber hinaus auch als eine Form des „demografischen Genozids“, der aus der Auferlegung von Zwangssterilisationen und anderen Maßnahmen zur Reduzierung der uigurischen Bevölkerung resultiere.[314] Wenige Tage nach Veröffentlichung des Berichts „The Uyghur Genocide“ durch das Newlines Institute for Strategy and Policy sprach das Editorial Board der Washington Post über die Situation in Xinjiang bereits von einer von China gegen die Uiguren und andere Muslime betriebenen Völkermordkampagne und bezeichnete diese als „Uyghur genocide“.[315]

#### Staatliche und überstaatliche Untersuchungen und Positionierungen
- Im Oktober 2020 kam ein parlamentarischer Unterausschuss des kanadischen Unterhauses auf Grundlage von Beweisführungen aus den Jahren 2018 und 2020 zu dem Schluss, die Behandlung der Uiguren durch die chinesische Regierung stelle einen „Völkermord“ im Sinne von Artikel II der UN-Genozidkonvention von 1948 dar. Der aus allen drei kanadischen politischen Parteien gebildete Unterausschuss verurteilte die Verfolgung der Uiguren und anderen turkischen Muslime Xinjiangs durch die KPCh. Er beschrieb die Einrichtungen zur Masseninhaftierung der Uiguren und anderen turkischen Muslime, die trotz internationaler Kritik andauere, als „Konzentrationslager“ und forderte die kanadische Regierung auf, diese Verwendung von Konzentrationslagern zur Inhaftierung von Uiguren und anderen turkischen Muslimen zu verurteilen.[316] Einige staatliche Medienorgane wie der US-amerikanische Sender Radio Free Asia (RFA) und die türkische Nachrichtenagentur Anadolu Ajansı (AA) berichteten zeitnah über die Genozid-Einstufung des kanadischen Unterhausausschusses.[317][318] Während es die US-Regierung begrüßte, dass die kanadischen Abgeordneten die Verfolgung der größtenteils muslimischen Minderheiten durch China als „Genozid“ verurteilten, beschuldigte die chinesische Regierung die kanadischen Parlamentarier, Lügen und böswillige Gerüchte zu verbreiten und führte als Gegenbeleg eine Bevölkerungsstatistik an, nach der die uigurische Bevölkerung von 2010 bis 2018 um 25 % und somit stärker als die allgemeine Bevölkerung angewachsen sei.[319]
- Ebenfalls im Oktober legte das GCR2P dem Foreign Select Committee des britischen Unterhauses Beweismaterial zur Lage in Xinjiang vor. Das GCR2P kam dabei zu dem Schluss, dass auf Grundlage von Satellitenaufnahmen, Zeugenaussagen, sowie offiziellen und anderen Dokumenten eine zunehmende Anzahl von Belegen dafür existierten, dass die chinesischen Behörden Genozid und Verbrechen gegen die Menschlichkeit gegen die uigurische Bevölkerung und andere muslimische Minderheiten begingen. Das GCR2P listete die an Uiguren und anderen Muslimen in Xinjiang von chinesischen Behörden verübten Handlungen auf, die nach Analyse durch das GCR2P Verbrechen gegen die Menschlichkeit und Genozid darstellen könnten. Zu den in Xinjiang scheinbar begangenen Verbrechen gegen die Menschlichkeit (nach internationalem Gewohnheitsrecht und Römischem Statut des IStGH) zählten demnach „Freiheitsentzug oder sonstige schwer wiegende Beraubung der körperlichen Freiheit unter Verstoss gegen die Grundregeln des Völkerrechts“ (Art. 7e), „Folter“ (Art. 7f), „erzwungene Schwangerschaft“ und „Zwangssterilisation“ (Art. 7g), „Verfolgung“ (Art. 7h), sowie „zwangsweises Verschwindenlassen von Personen“ (Art. 7i). Zu den von der chinesischen Regierung in Xinjiang scheinbar verübten Genozid-Handlungen (nach Art. II der UN-Genozidkonvention) zählten laut GCR2P die „Verursachung von schwerem körperlichem oder seelischem Schaden an Mitgliedern der Gruppe“ (Art. IIb), die „vorsätzliche Auferlegung von Lebensbedingungen für die Gruppe, die geeignet sind, ihre körperliche Zerstörung ganz oder teilweise herbeizuführen“ (Art. IIc), die „Verhängung von Maßnahmen, die auf die Geburtenverhinderung innerhalb der Gruppe gerichtet sind“ (Art. IId), sowie „die gewaltsame Überführung von Kindern der Gruppe in eine andere Gruppe“ (Art. IIe).[320]

- Am 14. Januar 2021 (Ortszeit) veröffentlichte die parteiübergreifende Kommission Congressional-Executive Commission on China (CECC) des US-Kongresses ihren Jahresbericht für 2020,[321][322] in dem sie China schwerste Menschenrechtsverletzungen gegen Uiguren, Kasachen und andere turkstämmige und vorwiegend muslimische Minderheiten in Xinjiang vorwarf.[323][324] Dem CECC-Bericht zufolge deuteten im Jahr 2020 neu aufgetauchte Hinweise darauf hin, dass „Verbrechen gegen die Menschlichkeit – und möglicherweise Völkermord – in Xinjiang stattfinden“.[324][325][323][322][324] Laut dem Bericht belegten neue Beweise eine systematische und umfassende politische Linie von Zwangssterilisation und Unterdrückung von Geburten gegen Uiguren und andere turkstämmige und überwiegend muslimische Minderheiten.[326][322] Die chinesische Führung bestritt die Vorwürfe und die chinesische Botschaft in Washington erklärte, die CECC sei davon „besessen“, „alle möglichen Lügen zu erfinden, um China zu verunglimpfen“ und bei dem „so genannten 'Völkermord'“ handle es sich um ein Gerücht, „das absichtlich von einigen Anti-China-Kräften in die Welt gesetzt wurde“ und um „eine Farce, um China zu diskreditieren“.[323][324]

#### Untersuchungen mit Schwerpunkt auf eine rechtliche Einordnung
- Im März 2021 publizierte die 2019 von der Fairfax University of America gegründete Denkfabrik Newlines Institute for Strategy and Policy (vormals bekannt als: Center for Global Policy)[330] in Kooperation mit dem RWCHR einen Report,[331][10][332] in dem über 30[8] international auf die Gebiete internationales Recht, Völkermord, ethnische Politik Chinas und Xinjiang spezialisierte Fachleute zu dem Ergebnis kamen, dass die chinesische Führung „die staatliche Verantwortung für den anhaltenden Genozid gegen die Uiguren trägt und gegen die Genozidkonvention verstößt“.[10][333][170][334][11] Der Report analysiert die relevantesten Entwicklungen in Xinjiang ab Mai 2013, als die Regierung Xinjiangs das nach dem Kenntnisstand früheste Dokument veröffentlichte, das als Grundlage für die seitdem erfolgte Masseninternierungskampagne angesehen werden kann.[10][335] Für die Auswertung herangezogen wurden neben öffentlichen Stellungnahmen Chinas unter anderem auch geleakte Dokumente des chinesischen Staates, Zeugenaussagen und Satellitenaufnahmen.[10][331] Zu den Autoren des Berichts gehörten auch wissenschaftliche Xinjiang-Experten wie Darren Byler, Michael Clarke, Joanne Smith Finley, Rachel Harris, Sean Roberts, Rian Thum oder Stanley Toops sowie der Aktivist Adrian Zenz.[336][337][338] Laut Angabe der Denkfabrik handelte es sich bei dem Report um die erste unabhängige fachkundige Anwendung der Genozid-Konvention von 1948 auf die laufende Behandlung der Uiguren in China.[331][334] Verschiedene Medien bezeichneten ihn als die erste von einer Nichtregierungsorganisation vorgenommene rechtliche Überprüfung der Beweise für die Behandlung der Uiguren in Xinjiang durch die chinesische Führung.[11][330][338] Die britische Times nannte den Bericht eine wegweisende und unabhängige Kritik.[11] Der Report zitierte als Beweismaterial wiederholte Berichte über gezielte Internierung, systematische Folter, sexuellen Missbrauch, kulturelle Gehirnwäsche, Zwangssterilisation, Familientrennung, Zwangsarbeit, die Fortnahme uigurischer Kinder aus ihren Familien in staatliche Internate und in Lagern „allgegenwärtig“ gewordene Selbstmorde.[11] Viele prominente uigurische Führer seien zudem selektiv zur Todesstrafe verurteilt worden, während andere ältere Uiguren im Laufe langer Haftaufenthalte gestorben seien.[339] Die Analyse des Berichts ergab, dass ein Völkermord an den Uiguren stattfinde, der in Bezug auf jeden in Artikel II untersagten act gegen die UN-Genozidkonvention verstoßen habe, die Behandlung der Uiguren also sämtliche Kriterien des Völkermords nach Artikel II der Genozidkonvention erfülle, welches sind: a) „Tötung von Mitgliedern der Gruppe“, b) „Verursachung von schwerem körperlichem oder seelischem Schaden an Mitgliedern der Gruppe“, c) „vorsätzliche Auferlegung von Lebensbedingungen für die Gruppe, die geeignet sind, ihre körperliche Zerstörung ganz oder teilweise herbeizuführen“, d) „Verhängung von Maßnahmen, die auf die Geburtenverhinderung innerhalb der Gruppe gerichtet sind“ und e) „gewaltsame Überführung von Kindern der Gruppe in eine andere Gruppe“.[340] Der Bericht führte chinesische Stellungnahmen von hoher Stelle zur Belegung des Vorsatzes und eines allgemeinen Planes an, so etwa den 2014 von Xi Jinping begonnenen „Kampf gegen den Terror“ in Xinjiang. Zur umfassenden staatlichen Politik, dem Verhaltensmuster und dem wiederholt aufgetretenen destruktiven Vorgehen zählte der Bericht unter anderem: Massen-Internierungen, die seit 2017 in Xinjiang formal im Rahmen der „De-Extremisierungs“-Verordnungen legalisiert worden waren. Des Weiteren eine Massengeburtsvorbeugungs-Strategie, die sowohl systematische Zwangssterilisationen uigurischer Frauen im gebärfähigen Alter als auch die Inhaftierung uigurischer Männer im zeugungsfähigen Alter beinhaltete. Zudem die Verschleppung uigurischer Kinder in staatlich betriebene Einrichtungen seit 2017. Ebenso die Auslöschung der Identität, Gemeinschaft und des häuslichen Lebens der Uiguren. Und schließlich den gezielten Angriff auf Intellektuelle und andere führende Persönlichkeiten der uigurischen Gemeinschaft mit der Absicht, die Uiguren als Gruppe zu zerstören. Der Bericht kam zu dem Urteil, dass China als Unterzeichner der Genozidkonvention und als hochzentralisierter Staat mit voller Kontrolle über sein Territorium und seine Bevölkerung – Xinjiang inbegriffen – staatliche Verantwortung für den Völkermord an den Uiguren im Sinne von Artikel II der Genozidkonvention trage.[170]
- In einem im April 2021 publizierten und mit Unterstützung der Universität Stanford erstellten Bericht erklärte die Menschenrechtsorganisation Human Rights Watch, sie habe bis zu diesem Zeitpunkt nicht die für einen Einstufung als Genozid an turkstämmigen Muslimen Xinjiangs nach internationalem Recht notwendige Absicht Chinas zum Genozid dokumentiert. Ihr Bericht enthalte aber auch keine einer solchen Feststellung entgegenstehenden Ergebnisse, so dass die im Bericht dokumentierten Handlungen Chinas für den Fall, dass sich Beweise für die Absicht zum Genozid ergeben sollten, eine Feststellung des Genozids nach der UN-Genozidkonvention von 1948 unterstützen würden.[12]
- Ein am 12. Mai 2021 abgeschlossenes Gutachten der Wissenschaftlichen Dienste des Deutschen Bundestages (WD) kam zu dem Fazit, dass sich „unter Zugrundelegung der Rechtsauffassung deutscher Gerichte“ die Auffassung „rechtlich gut vertreten“ lasse, „dass an den Uiguren in Xinjiang ein Genozid nach Artikel 2 (b), (c) und (e) der Völkermordkonvention begangen wird“. Für den Fall, dass man den von internationalen Gerichten vertretenen „engeren physisch-biologischen Zerstörungsbegriff“ zugrunde legen würde, sei dagegen die „Annahme eines Genozids mit Blick auf die Situation in Xinjiang wohl abzulehnen“.[341]

### Wissenschaftliche Quellen
- Sean R. Roberts: The biopolitics of China’s “war on terror” and the exclusion of the Uyghurs. In: Critical Asian Studies. Band 50, Nr. 2, 2018, S. 232–258, doi:10.1080/14672715.2018.1454111 (englisch).
- Joanne Smith Finley: Securitization, insecurity and conflict in contemporary Xinjiang: has PRC counter-terrorism evolved into state terror? In: Central Asian Survey. Band 38, 1 (Securitization, insecurity and conflict in contemporary Xinjiang), 11. März 2019, S. 1–26, doi:10.1080/02634937.2019.1586348 (englisch).
- Pablo A. Rodríguez-Merino: Old ‘counter-revolution’, new ‘terrorism’: historicizing the framing of violence in Xinjiang by the Chinese state. In: Central Asian Survey. Band 38, 1 (Securitization, insecurity and conflict in contemporary Xinjiang), 20. Juli 2018, S. 27–45, doi:10.1080/02634937.2018.1496066 (englisch).
- Michael Clarke (Hrsg.): Terrorism and Counter-Terrorism in China: Domestic and Foreign Policy Dimensions. Oxford Academic, Oxford & New York 2019, ISBN 978-0-19-092261-0, doi:10.1093/oso/9780190922610.001.0001 (englisch, Onlineausgabe veröffentlicht am 1. November 2018).
- Joanne Smith Finley: The Wang Lixiong prophecy: ‘Palestinization’ in Xinjiang and the consequences of Chinese state securitization of religion. In: Central Asian Survey. Band 38, 1 (Securitization, insecurity and conflict in contemporary Xinjiang), 13. November 2018, S. 81–101, doi:10.1080/02634937.2018.1534802 (englisch).
- Adrian Zenz: ‘Thoroughly reforming them towards a healthy heart attitude’: China’s political re-education campaign in Xinjiang. In: Central Asian Survey. Band 38, 1 (Securitization, insecurity and conflict in contemporary Xinjiang), 5. September 2018, S. 102–128, doi:10.1080/02634937.2018.1507997 (englisch).

Erst die Berechnungen dieser Studie, die in einer Vorabversion im Mai 2018 veröffentlicht wurden und von bis zu einer Million inhaftierten Angehörigen ethnischer Minderheiten in den Umerziehungslagern Xinjiangs ausgingen, führten international erstmals zu einer deutlich gesteigerten Aufmerksamkeit für das Thema der Masseninternierungen von Uiguren. Für die Version von Mai 2018 veröffentlichte die Denkfabrik Jamestown Foundation zudem eine gestraffte Fassung (Adrian Zenz: New Evidence for China’s Political Re-Education Campaign in Xinjiang, jamestown.org, 18. Mai 2018. Veröffentlicht als: China Brief, Volume 18, Nr. 10).
- Dibyesh Anand: Colonization with Chinese characteristics: politics of (in)security in Xinjiang and Tibet. In: Central Asian Survey. Band 38, 1 (Securitization, insecurity and conflict in contemporary Xinjiang), 13. November 2018, S. 129–147, doi:10.1080/02634937.2018.1534801 (englisch).
- Adrian Zenz: Break Their Roots: Evidence for China’s Parent-Child Separation Campaign in Xinjiang. In: jpolrisk.com. Band 7, Nr. 7, Juli 2019 (englisch, jpolrisk.com). (Online veröffentlicht als: Break Their Roots: Evidence for China’s Parent-Child Separation Campaign in Xinjiang. In: jpolrisk.com. 4. Juli 2019.)
- Adrian Zenz: “Wash Brains, Cleanse Hearts”: Evidence from Chinese Government Documents about the Nature and Extent of Xinjiang’s Extrajudicial Internment Campaign. In: jpolrisk.com. Band 7, Nr. 11, November 2019 (online). (Online veröffentlicht als: “Wash Brains, Cleanse Hearts”: Evidence from Chinese Government Documents about the Nature and Extent of Xinjiang’s Extrajudicial Internment Campaign. In: jpolrisk.com. 24. November 2019.)
- Adrian Zenz: Beyond the Camps: Beijing’s Long-Term Scheme of Coercive Labor, Poverty Alleviation and Social Control in Xinjiang. In: jpolrisk.com. Band 7, Nr. 12, Dezember 2019 (online). (Online veröffentlicht als: Beyond the Camps: Beijing’s Long-Term Scheme of Coercive Labor, Poverty Alleviation and Social Control in Xinjiang. In: jpolrisk.com. 10. Dezember 2019.) Vgl. auch: Adrian Zenz: Beyond the Camps: Beijing's Grand Scheme of Forced Labor, Poverty Alleviation and Social Control in Xinjiang. In: SocArXiv Papers. 12. Juli 2019 (online).

Erste Studie zur Zwangsarbeit von Uiguren in China, die einer Reihe weiterer Studien zum Thema den Anstoß gab.
- Sean R. Roberts: The War on the Uyghurs: China's Internal Campaign against a Muslim Minority (= Princeton Studies in Muslim Politics. Nr. 78). Princeton University Press, Princeton/New Jersey 2020, ISBN 978-0-691-20221-1, Kapitel 5 (The self-fulfilling prophecy and the ‘People’s War on Terror,’ 2013–2016), S. 161–198, doi:10.1515/9780691202211 (englisch, 328 S.).
- Sean R. Roberts: The War on the Uyghurs: China's Internal Campaign against a Muslim Minority (= Princeton Studies in Muslim Politics. Nr. 78). Princeton University Press, Princeton/New Jersey 2020, ISBN 978-0-691-20221-1, Kapitel 6 (Cultural genocide, 2017–2020), S. 199–235, doi:10.1515/9780691202211 (englisch, 328 S.).
- James Leibold: Surveillance in China’s Xinjiang Region: Ethnic Sorting, Coercion, and Inducement. In: Journal of Contemporary China. Band 29, 121 (Constrained connectivity: Xinjiang and beyond under the Belt and Road Initiative (Guest Editor: Yangbin Chen)), 31. Mai 2019, S. 46–60, doi:10.1080/10670564.2019.1621529 (englisch).
- Sheena Chestnut Greitens, Myunghee Lee, Emir Yazici: Counterterrorism and Preventive Repression: China's Changing Strategy in Xinjiang. In: International Security. Band 44, 3 (Winter 2019/20), 1. Januar 2020, S. 9–47, doi:10.1162/isec_a_00368 (englisch, mit.edu [PDF]).
- Adrian Zenz: The Karakax List: Dissecting the Anatomy of Beijing’s Internment Drive in Xinjiang. In: Journal of Political Risk. Band 8, Nr. 2, Februar 2020 (englisch, jpolrisk.com). Online veröffentlicht als: The Karakax List: Dissecting the Anatomy of Beijing’s Internment Drive in Xinjiang, jpolrisk.com, 17. Februar 2020.
- Adrian Zenz, James Leibold: Securitizing Xinjiang: Police Recruitment, Informal Policing and Ethnic Minority Co-optation. In: The China Quarterly. Band 242, Juni 2020, S. 324–348, doi:10.1017/S0305741019000778 (englisch).
- Rian Thum: The Spatial Cleansing of Xinjiang: Mazar Desecration in Context. Hrsg.: Ivan Franceschini, Nicholas Loubere (= Made in China Journal. Band 5, 2 (May–August 2020: Spectral Revolutions: Occult Economies in Asia)). ANU Press, 2020, ISSN 2652-6352, China Columns, S. 48–61, doi:10.22459/MIC.05.02.2020.04 (englisch). (Sammelwerk auch als PDF; 21,4 MB. Kapitel China Columns auch als PDF; 1,57 MB), Lizenz: Creative Commons Attribution CC BY-NC-ND 4.0. Auch online erschienen: Rian Thum: The Spatial Cleansing of Xinjiang: Mazar Desecration in Context. In: madeinchinajournal.com. 24. August 2020 (englisch).
- Joanne Smith Finley: Why Scholars and Activists Increasingly Fear a Uyghur Genocide in Xinjiang. In: Journal of Genocide Research. 19. November 2020, doi:10.1080/14623528.2020.1848109 (englisch).
- Björn Alpermann: Xinjiang: China und die Uiguren. Würzburg University Press, Würzburg 2021, ISBN 978-3-95826-162-4, doi:10.25972/WUP-978-3-95826-163-1 (S. i–vii, 1-262).
- Stefanie Kam, Michael Clarke: Securitization, surveillance and ‘de-extremization’ in Xinjiang. In: International Affairs. Band 97, Nr. 3, Mai 2021, S. 625–642, doi:10.1093/ia/iiab038 (englisch).
- Adrian Zenz: ‘End the dominance of the Uyghur ethnic group’: an analysis of Beijing’s population optimization strategy in southern Xinjiang. In: Central Asian Survey. 24. August 2021, doi:10.1080/02634937.2021.1946483 (englisch).

Hierbei handelt es sich um die erste wissenschaftliche Analyse mit vorherigem Peer-Review, die die langfristigen demographischen Auswirkungen des mehrjährigen Vorgehens der VR China gegen die Uiguren und anderen turksprachigen Minderheiten in Xinjiang behandelt.
- Darren Byler: In The Camps: China’s High-Tech Penal Colony. Columbia Global Reports, New York, NY 2021, ISBN 978-1-73591-362-9 (159 S.). Im Handel seit dem 12. Oktober 2021.

Für das Buch wertete Byler Interviews mit Einwohnern Xinjiangs aus, darunter auch ehemalige Insassen der „Lager“ und ehemals zur Arbeit in Fabriken Verpflichtete. Zudem griff er für die Recherchen auf ein umfangreiches, von der investigativen Nachrichtenseite The Intercept gesammeltes Leak von Dokumenten der chinesischen Polizei zurück. Das Werk nennt als ein Kernresultat: „Im Gegensatz zu früheren Systemen von Internierungslagern setzen die Umerziehungslager in Xinjiang schädliche Technologien ein, welche die totalisierenden Machtverhältnisse der Lager nach aussen tragen, in Fabriken und Wohnviertel.“
- Darren Byler: Terror Capitalism: Uyghur Dispossession and Masculinity in a Chinese City. Duke University Press, Durham & London 2021, ISBN 978-1-4780-1502-4 (296 S.). Als elektronisches Medium, ISBN 978-1-4780-2226-8. seit 2021 im Handel. Als Printmedium, ISBN 978-1-4780-1502-4. ab 2022 (Copyright) im Handel.
- Rukiye Turdush, Magnus Fiskesjö: Dossier: Uyghur Women in China’s Genocide. In: Genocide Studies and Prevention: An International Journal. Band 15, Nr. 1, 2021, S. 22–43, doi:10.5038/1911-9933.15.1.1834 (englisch).
- Darren Byler: Chinese Infrastructures of Population Management on the New Silk Road. In: Abraham M. Denmark, Lucas Myers (Hrsg.): Essays on the Rise of China and Its Implications. The Wilson Center: Asia Program, Washington, DC 2021, S. 7–34 (englisch, chinafellowship.wilsoncenter.org [PDF]).
- Darren Byler, Ivan Franceschini, Nicholas Loubere (Hrsg.): Xinjiang Year Zero. ANU Press, Canberra 2022, ISBN 978-1-76046-494-3, doi:10.22459/XYZ.2021 (S. i-xiii, 1-324, Lizenz: CC BY-NC-ND 4.0).
- David Tobin: Genocidal processes: social death in Xinjiang. In: Ethnic and Racial Studies. Band 45, Nr. 16, 2022, S. 93–121, doi:10.1080/01419870.2021.2001556.
- Michael Clarke (Hrsg.): The Xinjiang Emergency: Exploring the Causes and Consequences of China's Mass Detention of Uyghurs. Manchester University Press, Manchester 2022, ISBN 978-1-5261-5309-8 (XIV + 364 S.).
- Adrian Zenz: The Xinjiang Police Files: Re-Education Camp Security and Political Paranoia in the Xinjiang Uyghur Autonomous Region. In: The Journal of the European Association for Chinese Studies. 3 (Visual Materials), 2022, S. 1–56, doi:10.25365/jeacs.2022.3.zenz (online – Lizenz: Creative Commons Attribution 4.0 International License).
- Bradley Jardine: Great Wall of Steel: China’s Global Campaign to Suppress the Uyghurs. Wilson Center, Washington, DC 2022, ISBN 978-1-73594-017-5 (englisch, 196 S., online [PDF]).
- Björn Alpermann: Chinas Umgang mit den Uiguren. In Xinjang strebt die Zentralregierung weiter die Assimilation der minorisierten Ethnien an – und betreibt einen kulturellen Genozid. Björn Alpermann analysiert den Umgang mit den Uiguren in Vergangenheit und Gegenwart. In: bpb.de. 5. Oktober 2023.

### Veröffentlichte Expertenmeinungen
- James A. Millward: Opinion: Op-Ed Contributor: China's Fruitless Repression of the Uighurs. In: nytimes.com. 28. September 2014.
- James A. Millward: China’s Two Problems with the Uyghurs. In: lareviewofbooks.org. 29. September 2014.
- James Leibold, Adrian Zenz: Beijing’s Eyes and Ears Grow Sharper in Xinjiang. The 24-7 Patrols of China’s “Convenience Police”. In: foreignaffairs.com. 23. Dezember 2016.
- Rian Thum: Opinion: What Really Happens in China’s ‘Re-education’ Camps. In: nytimes.com. 15. Mai 2018.
- David Brophy: China’s Uyghur Repression. In the name of combating Islamic extremism, the Chinese Communist Party has embarked on a massive campaign of harassment and detention of Uyghurs in the Xinjiang province. In: jacobinmag.com. 31. Mai 2018.
- Rian Thum: China’s Mass Internment Camps Have No Clear End in Sight. Around 1 million Uighurs have disappeared without trial. Worse may come. In: foreignpolicy.com. 22. August 2018.
- Darren Byler: China’s Government Has Ordered a Million Citizens to Occupy Uighur Homes. Here’s What They Think They’re Doing. In: chinafile.com. 20. Oktober 2018, abgerufen am 7. November 2020. Deutsche Fassung verfügbar als: Darren Byler: Jugend und Bildung. In: Welt-sichten. Magazin für globale Entwicklung und ökumenische Zusammenarbeit. Heft 2/2019 (Jugend und Bildung). Verein zur Förderung der entwicklungspolitischen Publizistik e. V., 2019, ISSN 1865-7966, Welt-Blicke, Sp. China – Big Brother im eigenen Haus (welt-sichten.org). Vgl. auch: Darren Byler: China’s Nightmare Homestay: In Xinjiang, unwanted Chinese guests monitor Uighur homes 24/7. In: foreignpolicy.com. 26. Oktober 2018, abgerufen am 23. Mai 2020. (erschienen in: Jugend und Bildung, Ausgabe 2 / 2019).
- Kelly Hammond, Rian Thum, Jeffrey Wasserstrom: China’s Bad Old Days Are Back. Why Xi Jinping Is Ramping Up Repression. In: foreignaffairs.com. 30. Oktober 2018.
- Joanne Smith Finley: ‘Now We Don’t Talk Anymore’: Inside the ‘Cleansing’ of Xinjiang. In: chinafile.com. 28. Dezember 2018.
- Rachel Harris: Opinion: Cultural Genocide in Xinjiang: How China Targets Uyghur Artists, Academics, and Writers. In: theglobepost.com. 17. Januar 2019.
- James Millward: ‘Reeducating’ Xinjiang’s Muslims. A vast new gulag of “de-extremification training centers” has been created for Turkic Muslim inhabitants of Xinjiang. In: nybooks.com. 7. Februar 2019. Auch erschienen als: James A. Millward: ‘Reeducating’ Xinjiang’s Muslims. In: chinafile.com. 7. Februar 2019.
- James Leibold: The Spectre of Insecurity: The CCP’s Mass Internment Strategy in Xinjiang. In: prcleader.org (China Leadership Monitor). 1. März 2019. China Leadership Monitor, Nr. 59 (Spring 2019). Zugriff auf PDF-Version über Internetseite : https://3c8314d6-0996-4a21-9f8a-a63a59b09269.filesusr.com/ugd/10535f_208169ee3fe64371a5e8513c1f5e0a64.pdf.
- Rachel Harris: Opinion: Bulldozing mosques: the latest tactic in China’s war against Uighur culture. The levelling of ancient sites in Xinjiang, alongside mass detention, is part of an attempt to destroy an entire society. In: theguardian.com. 7. April 2019.
- S. Frederick Starr: China’s Brutality Can’t Destroy Uighur Culture. The Turkic people has an ancient language and traditions. Even Mao didn’t expect to erase it. In: wsj.com. 26. Juli 2019. Auszug auch publiziert als: S. Frederick Starr: China's Brutality Can't Destroy Uighur Culture. The Turkic people has an ancient language and traditions. Even Mao didn't expect to erase it. In: silkroadstudies.org / Central Asia-Caucasus Institute (CACI): Silk Road Studies Program. 26. Juli 2019.
- Timothy Grose: ‘Once Their Mental State Is Healthy, They Will Be Able to Live Happily in Society’. How China’s Government Conflates Uighur Identity with Mental Illness. In: chinafile.com. 2. August 2019.
- Darren Byler: Uyghur love in a time of interethnic marriage. Since 2018, there has been a notable rise in articles promoting marriage between Han men and Uyghur women. At a time when many people across China think of Uyghur men as potential terrorists and Uyghur women as potential fashion models, a new interethnic sexual politics is being institutionalized across Xinjiang. In: supchina.com. 7. August 2019.
- Darren Byler, in: Lucas Niewenhuis: China’s ‘social re-engineering’ of Uyghurs, explained by Darren Byler. Mass internment in concentration camps, forced labor, parent-child separation: These are just a few of the realities of life for Uyghur Muslims in China’s Xinjiang region. Scholar Darren Byler explains. In: signal.supchina.com. 15. August 2019.
- Darren Byler, in: Jennifer Choo: The Human Rights Crisis in Xinjiang Uyghur Autonomous Region. In: aparc.fsi.stanford.edu (Walter H. Shorenstein Asia-Pacific Research Center, Stanford). 20. November 2019.
- Gardner Bovingdon, in: Jennifer Choo: The Human Rights Crisis in Xinjiang Uyghur Autonomous Region. In: aparc.fsi.stanford.edu (Walter H. Shorenstein Asia-Pacific Research Center, Stanford). 20. November 2019.
- James Millward, in: Jennifer Choo: The Human Rights Crisis in Xinjiang Uyghur Autonomous Region. In: aparc.fsi.stanford.edu (Walter H. Shorenstein Asia-Pacific Research Center, Stanford). 20. November 2019.
- James A. Millward: Opinion: Between the Lines of the Xinjiang Papers. The Chinese Communist Party is devouring its own and cutting itself off from reality. In: nytimes.com. 20. November 2019.
- Joanne Smith Finley: Uyghur Islam and Religious „De-Extremification“: On China's Discourse of „Thought Liberation“ in Xinjiang. In: oxfordislamicstudies.com (Oxford Islamic Studies Online: Focus On). 2019.
- Rune Steenberg: Zur Lage der Uiguren in China: Knecht und Ordnung. Internierung, Umerziehung, Überwachung, Ausbeutung: China hat binnen kürzester Zeit ein System auf die Beine gestellt, um die Uiguren an die Kandare zu nehmen. Ein System, das Schule macht, warnt Rune Steenberg, der lange in Xinjiang geforscht hat. In: magazin.zenith.me. 28. Februar 2020, abgerufen am 19. Juni 2021.
- Sean R. Roberts: Opinion: China's hidden partner in suppressing the Muslim Uighurs – the US. It’s been revealed that Trump encouraged the mass internment of Uighurs. But the US complicity goes back to 9/11. In: theguardian.com. 24. Juni 2020.
- Timothy A. Grose: Hosting the hostage: Looking beneath China’s policy to infiltrate Uyghur homes. While programs such as “Visit the People, Benefit the People, and Bring Together the Hearts of the People” 访惠聚 and “United as One Family” 结对认亲 have conscripted over 1 million Han civilians and sent them to live with Uyghurs in arranged homestays, the Chinese Communist Party’s contrived attempt to require Han people to share intimate moments and spaces with Uyghurs is fraught with paternalism, deception, and ethnocentrism; as such, it will be unlikely to alleviate Uyghur distrust of the Party and Han people. In: supchina.com. 24. Juli 2020.
- James Millward: The Uighurs' suffering deserves targeted solutions, not anti-Chinese posturing. While Trump faces off against Xi, others must act to prevent genocide in Xinjiang and a new cold war. In: theguardian.com. 27. Juli 2020.
- Rachel Harris: Op-Ed: Uyghur Heritage and the Charge of Cultural Genocide in Xinjiang. In: cgpolicy.org. 24. September 2020.
- Adrian Zenz: Argument: Xinjiang’s New Slavery. Coerced Uighur labor touches almost every part of the supply chain. In: foreignpolicy.com. 11. Dezember 2019.
- Adrian Zenz: Argument: China’s Own Documents Show Potentially Genocidal Sterilization Plans in Xinjiang. Ethnic minorities are being targeted by family planning departments as reproduction restrictions loosen on Han Chinese. In: foreignpolicy.com. 1. Juli 2020.
- Elise Anderson, in: Interview von Georg Fahrion mit Elise Anderson: Wissenschaftlerin über Uiguren in China: „Viele von uns unterstützen unfreiwillig Zwangsarbeit, indem wir Masken tragen“. Der chinesische Staat unterdrückt die muslimische Minderheit der Uiguren – und zwingt sie offenbar, in Fabriken medizinische Schutzkleidung herzustellen. Die Forscherin Elise Anderson erklärt die Hintergründe. In: spiegel.de. 22. Juli 2020.
- Ondřej Klimeš, Joanne Smith Finley: Racialization and Racism: China’s Neo-Totalitarian Turn and Genocide in Xinjiang. The implementation of policies to forcibly Sinicize Uyghurs will eradicate their means of ethnic identification. Extra-judicial killings carried out in response to popular protest, conscious neglect of detainees in internment camps, and policies that prevent births and separate husbands and wives seem intended to bring about the physical disappearance of Uyghurs as an autonomous ethnic group with a distinct identity and worldview. In: societyandspace.org. 7. Dezember 2020.
- Elise Anderson: Compelled Silence and Compelled Sound in the Uyghur Genocide. Since 2017, China has waged a repressive campaign against Uyghurs in an effort to destroy their ways of life. This essay considers compelled silence and compelled sound as a byproduct of this genocidal campaign. The impact on Uyghur soundscapes reveals the depth of Chinese state interference into Uyghur life and underscores the gross scale of the mass atrocity itself. In: Georgetown Journal of International Affairs (GIJA) (Georgetown University, Walsh School of Foreign Service (SFS)). 15. Dezember 2020.
- Magnus Fiskesjö: Bulldozing Culture: China’s Systematic Destruction of Uyghur Heritage Reveals Genocidal Intent. In: culturalpropertynews.org. 23. Juni 2021.
- Sean R. Roberts: The Roots of Cultural Genocide in Xinjiang. China’s Imperial Past Hangs Over the Uyghurs. In: foreignaffairs.com. 10. Februar 2021.
- Darren Byler: ‘Only when you, your children, and your grandchildren become Chinese’: Life after Xinjiang detainment. “They said there was a document sent from above, from the administrative center, and that they were acting based on that document. They said no one can change the document since it was sent from the Central Committee. They said that the current system would not change until all Muslim nationalities would be extinct.” In: signal.supchina.com. 6. Januar 2021.
- David Brophy, in: Interview von Alexander Isele mit David Brophy: Xinjiang ist auch im Westen. Der Historiker David Brophy kritisiert den Umgang Chinas mit den Uiguren, aber auch die westliche Reaktion darauf. In: neues-deutschland.de. 14. Mai 2021.
- Adrian Zenz, Erin Rosenberg: Argument: Beijing Plans a Slow Genocide in Xinjiang. Chinese officials’ own words speak to plans to reduce Uyghur births. In: foreignpolicy.com. 8. Juni 2021.
- David Tobin, Laura Murphy, Rian Thum, Rachel Harris, Jo Smith Finley: State Violence in Xinjiang: A Comprehensive Assessment. (PDF) A submission of evidence to the Uyghur Tribunal June 4-7, 2021. In: shu.ac.uk. S. 1-67.

Obwohl die VR China vor Beginn der ersten Anhörung des „Uyghur Tribunal“ symbolhaft Sanktionen gegen verschiedene Wissenschaftler und Politiker verhängte, legten die führenden britischen Xinjiang-Experten dem Gremium diesen gemeinsam verfassten Bericht vor.
- David Tobin: Commentary: Peering into China’s Decision-Making: What are the ‘Xinjiang Papers’? A stash of Chinese government documents is providing a unique insight into the country’s repression of its Muslim minority, and President Xi Jinping’s direct responsibilities. In: rusi.org. 16. Dezember 2021 (englisch).
- Darren Byler: In Xinjiang, a new normal under a new chief — and also more of the same. Ma Xingrui, the new party secretary of Xinjiang, is tasked with repairing the damage left by his predecessor, Chen Quanguo, who initiated the largest internment of a religious minority since World War II. But he will also need to execute Beijing’s new policy of thwarting what it calls the “two plots.” In: supchina.com. 2. März 2022.
- Adrian Zenz: Public Security Minister’s Speech Describes Xi Jinping’s Direction of Mass Detentions in Xinjiang. Scholar Adrian Zenz’s Newly Released ‘Xinjiang Police Files’ Affirm Scale of Campaign and Beijing’s Role in Shaping It. In: chinafile.com. 24. Mai 2022.
- James A. Millward: International academic signatories of the open letter regarding UH High Commissioner for Human Rights Michelle Bachelet’s statement and visit to the Xinjiang Uyghur Region. In: jimmillward.medium.com. 7. Juni 2022, abgerufen am 16. Juni 2022.

Dieser Offene Brief an die UN-Hochkommissarin für Menschenrechte, Michelle Bachelet, wurde unterzeichnet von Björn Alpermann, Ildiko Beller-Hann, Gardner Bovingdon, Darren Byler, Kevin Carrico, Sandrine Catris, William Clark, Michael Clarke, Tom Cliff, Michael Dillon, June Teufel Dreyer, Arienne Dwyer, Vanessa Frangville, Timothy Grose, Chris Hann, Professor Emeritus, Rachel A. Harris, Aziz Isa Elkun, Magnus Fiskesjö, Justin Jacobs, Thierry Kellner, Ondrej Klimes, Martin Lavička, James Leibold, Jonathan Lipman, Victor H. Mair, James McMurray, Mukaddas Mijit, James Millward, Laura T. Murphy, Chiara Olivieri, Alexandre Papas, Dilnur Reyhan, Sean R. Roberts, Eric Schluessel, Guldana Salimjan, Joanne Smith Finley, Rian Thum, David Tobin, Sabine Trebinjac und Adrian Zenz.
- Björn Alpermann: Chinas Umgang mit den Uiguren. In Xinjang strebt die Zentralregierung weiter die Assimilation der minorisierten Ethnien an – und betreibt einen kulturellen Genozid. Björn Alpermann analysiert den Umgang mit den Uiguren in Vergangenheit und Gegenwart. In: bpb.de. 5. Oktober 2023 (Lizenz: CC BY-NC-ND 4.0 Deed).

### Journalistische Investigativberichte
- Reuters: Philip Wen und Olzhas Auyezov (Bericht), Thomas Peter (Fotos), Christian Inton (Illustrationen), Simon Scarr (Grafiken), Peter Hirschberg und Simon Scarr (Bearbeitung), Thomas White (Fotobearbeitung): Reuters investigates: Tracking China’s Muslim Gulag: Turning the desert into detention camps. China is accused of incarcerating hundreds of thousands of Muslims in detention camps that are rising from the desert sands in Xinjiang. A forensic analysis of satellite images of 39 of these facilities shows they are expanding at a rapid rate. 29. November 2018 (englisch).
- Bellingcat: Nick Waters: Are Historic Mosques In Xinjiang Being Destroyed? In: bellingcat.com. 5. April 2019 (englisch).
- The Guardian und Bellingcat: Lily Kuo: Revealed: new evidence of China's mission to raze the mosques of Xinjiang. In: theguardian.com. 6. Mai 2019 (englisch).
- The New York Times: Austin Ramzy, Chris Buckley: The Xinjiang Papers: ‘Absolutely No Mercy’: Leaked Files Expose How China Organized Mass Detentions of Muslims. More than 400 pages of internal Chinese documents provide an unprecedented inside look at the crackdown on ethnic minorities in the Xinjiang region. In: nytimes.com. 16. November 2019 (englisch).
- International Consortium of Investigative Journalists:
  - Bethany Allen-Ebrahimian: China Cables: Exposed: China’s Operating Manuals for Mass Internment and Arrest by Algorithm. A new leak of highly classified Chinese government documents reveals the operations manual for running the mass detention camps in Xinjiang and exposed the mechanics of the region’s system of mass surveillance. In: icij.org. 24. November 2019.
  - Scilla Alecci: Investigations / China Cables: Mass Surveillance: How China Targets Uighurs ‘One by One’ for Using a Mobile App. Highly classified Chinese government documents reveal Chinese authorities have been targeting users of the Zapya app, as part of their crackdown against the Muslim Uighur population. In: icij.org. 24. November 2019.

Die Auswertung und Veröffentlichung der China Cables durch das Journalistenkonsortium ICIJ, dem als Kooperationspartner auch 17 internationale Medien (ABC, Aftenposten, AP, BBC, CBC/Radio-Canada, El País, The Guardian, Haaretz, The Irish Times, Kyōdō Tsūshinsha, Le Monde, NBC, NDR, Newstapa (Südkorea), The New York Times, Süddeutsche Zeitung, SVT) angehörten, gilt als Beleg der systematischen Festnahme und „Umerziehung“ von Uiguren und anderen turkstämmigen Minderheiten Xinjiangs.
- Deutsche Welle: William Yang, Sandra Petersmann (Mitarbeit: Mitarbeit: Naomi Conrad, Julia Bayer, Cherie Chan, Esther Felden, Mathias Stamm und Nina Werkhäuser): DW-Investigativrecherche: Exklusiv: Neue Beweise für Chinas willkürliche Unterdrückung der Uiguren. Eine geheime Gefangenenliste aus Xinjiang gibt erschütternde Einblicke in die staatliche Unterdrückung von Uiguren. Chinas Regierung spricht vom Kampf gegen den Terror. Das geleakte Dokument beweist etwas anderes. In: dw.com. 17. Februar 2020.
- Associated Press: China cuts Uighur births with IUDs, abortion, sterilization. In: apnews.com. 29. Juni 2020.

Der Artikel basiert auf einer Studie über Zwangssterilisationen von Adrian Zenz und zog zusammen mit dieser nach sich, dass der Begriff „Genozid“ im Sinne eines vollständigen physischen Völkermords an den Uiguren durch die chinesische Politik im wissenschaftlichen, medialen und juristischen Diskurs Bedeutung erlangte.
- BuzzFeed News:
  - Part 1: Megha Rajagopalan, Alison Killing, Christo Buschek: Built To Last. A BuzzFeed News investigation based on thousands of satellite images reveals a vast, growing infrastructure for long-term detention and incarceration. In: buzzfeednews.com. 27. August 2020, abgerufen am 28. März 2021.
  - Part 2: Alison Killing, Megha Rajagopalan: What They Saw: Ex-Prisoners Detail The Horrors Of China’s Detention Camps. In: buzzfeednews.com. 27. August 2020.
  - Part 3: Megha Rajagopalan, Alison Killing: Inside A Xinjiang Detention Camp. In a lush countryside idyll known for its horse farms and fields of yellow flowers, China built a system of total control. In: buzzfeednews.com. 3. Dezember 2020.
  - Part 4: Alison Killing, Megha Rajagopalan: The Factories In The Camps. Observers have long warned of rising forced labor in Xinjiang. Satellite images show factories built just steps away from cell blocks. In: buzzfeednews.com. 28. Dezember 2020. (Letztes Update: 4. Januar 2021)

Diese vierteilige Reportage auf der Plattform Buzzfeed News dokumentiert auf Basis der lokalisierten Internierungseinrichtungen das Ausmaß systematischer Menschenrechtsverletzungen in Xinjiang. Die datenjournalistischen Recherchen wurden durch Verleihung des Pulitzer-Preises an die Autoren prämiert, der als weltweit renommiertester Journalismuspreis gilt.
- ChinaFile: Jessica Batke, Mareike Ohlberg: State of Surveillance. Government Documents Reveal New Evidence on China’s Efforts to Monitor Its People. In: chinafile.com. 30. Oktober 2020.

Neben diesem Feature-Artikel gehören zu der umfassenden Investigation des Überwachungsapparats in der VR China auch eine Reihe von Sidebar-Artikeln (wie „Budgeting for Surveillance“, „Cameras and Software“, „The Surveillance Bureaucracy“) und zusätzliche Materialien.
- BBC News: John Sudworth: 'If the others go I'll go': Inside China's scheme to transfer Uighurs into work. In: bbc.com. 2. März 2021.
- ABC Investigations: Sean Rubinsztein-Dunlop, Echo Hui: Australians flagged in Shanghai security files which shed light on China's surveillance state and monitoring of Uyghurs. In: abc.net.au. 31. März 2021. Update vom 1. April 2021.
- The Intercept: Yael Grauer: Revealed: Massive Chinese Police Database. Millions of leaked police files detail suffocating surveillance of China's Uyghur minority. In: theintercept.com. 29. Januar 2021.

Das der investigativen Nachrichtenseite The Intercept zugespielte Datenleak war laut Darren Byler (University of Colorado Boulder) in seinem Umfang und in seiner Detailliertheit beispiellos und umfasst zehntausende Polizeidateien aus Ürümqi aus der Zeit von 2017 bis 2019, die eine minuziöse Betrachtung der Polizeiarbeit in der Stadt ermöglichte.
- Geoffrey Cain: The Perfect Police State. An Undercover Odyssey into China's Terrifying Surveillance Dystopia of the Future. PublicAffairs, New York 2021, ISBN 978-1-5417-5703-5, S. 1–304.
- The Washington Post: Eva Dou: WP Exclusive: Documents link Huawei to China’s surveillance programs. In: washingtonpost.com. 14. Dezember 2021 (englisch).

In dem Investigationsbericht behauptet die Washington Post, sie habe durch Untersuchung von Marketingpräsentationsunterlagen herausgefunden, dass das chinesische Unternehmen Huawei die chinesischen Behörden in mehreren Projekten bei der Entwicklung einer Überwachungstechnologie zur Ausspähung und Überwachung der uigurische Minderheit in Xinjiang unterstützt habe.
- Gemeinsame Recherchen internationaler Medien zu den „Xinjiang Police Files“:
  - Bayerischer Rundfunk: Philipp Grüll, Fabian Mader, Hakan Tanriverdi: Fotos enthüllen Grauen in chinesischen Internierungslagern. Erstmals zeigen Bilder, wie brutal China die Minderheit der Uiguren in der Region Xinjiang unterdrückt. Die Aufnahmen sind Teil eines umfassenden Leaks, das der BR mit dem Spiegel, BBC News und zahlreichen weiteren Medienpartnern ausgewertet hat. In: br.de. 24. Mai 2022.
  - BBC: John Sudworth, Visual Journalism Team: Xinjiang Police Files: Inside a Chinese internment camp. The highly coercive and potentially lethal systems of control used against minority groups in China’s internment camps have been revealed in a giant cache of secret documents shared with the BBC. In: bbc.co.uk. 24. Mai 2022.
  - Der Spiegel: Alexander Epp, Christoph Giesen, Roman Höfner, Lina Moreno, Frederik Obermaier, Bastian Obermayer, Dawood Ohdah, Matthias Stahl, Achim Tack, Bernhard Zand: Folterstuhl, Schießbefehl, Sturmgewehre: Datenleak gibt einzigartigen Einblick in Chinas brutalen Unterdrückungsapparat. Der chinesische Staat soll in Umerziehungslagern rund eine Million Uiguren interniert haben: Die Xinjiang Police Files geben diesem System nun Namen und Gesichter. Sie zeigen nie gesehene Bilder aus dem Inneren. In: spiegel.de. 24. Mai 2022.
  - El País: Óscar Gutiérrez, Patricia R. Blanco: Xinjiang Police Files: Secret police files put a face to China’s repression in Xinjiang: Child prisoners and ‘shoot to kill’ orders. A leak of confidential documents has revealed the scale of the prison system against the Uyghur Muslim minority. In: english.elpais.com. 24. Mai 2022.
  - ICIJ: Scilla Alecci: Xinjiang Police Files: The faces of China’s detention camps in Xinjiang. A new leak of Chinese government records reveals thousands of never-before seen mug shots of Uyghurs and other photos from inside the notorious internment camps, as well as new details of the national mass detention program. In: icij.org. 24. Mai 2022.
  - Le Monde: Nathalie Guibert: 'Xinjiang Police Files': Exclusive documents reveal China's machine of repression against the Uyghurs. Investigation: The 'Xinjiang Police Files' are thousands of Chinese police documents handed over to researcher Adrian Zenz and exclusively published by a group of international media including 'Le Monde.' They reveal the obsession with security in Uyghur internment camps, which Beijing claims are training centers. In: lemonde.fr. 24. Mai 2022.
  - USA Today: Deirdre Shesgreen: Xinjiang Police Files: A hacker, a researcher and thousands of photos: Inside China's secret Uyghur detention system. Beijing's incarceration of ethnic minorities is creating a slow-motion genocide, experts say. An exclusive new report offers a look inside. In: eu.usatoday.com. 24. Mai 2022.
- CNN: Rebecca Wright, Ivan Watson, Visuals Team (CNN): CNN Exclusive: ‘The darkness of not knowing disappears’. How a China data leak is giving Uyghurs answers about missing family members. In: edition.cnn.com. Februar 2023.

Recherche zu 22 Personen mithilfe des von der Victims of Communism Memorial Foundation zur Verfügung gestellten „Xinjiang Person Search Tool“

### Monographien journalistischer Publizisten
- Alexandra Cavelius, Sayragul Sauytbay: China-Protokolle: Vernichtungsstrategien der KPCh im größten Überwachungsstaat der Welt. Europa Verlag, München 2021, ISBN 978-3-95890-430-9 (408 S.).

Das Buch enthält nach Angabe der Autorin Cavelius Protokolle von Interviews, die sie mit verschiedenen Zeugen geführt habe, denen die Flucht ins Ausland gelungen ist. Die Koautorin Sauytbay, die selbst nach Schweden geflohen war, soll Cavelius zufolge die erste Zeugin gewesen sein, „die den ungeheuren Mut hatte, in der Öffentlichkeit über dieses wirklich strengst geheim gehaltene Lagersystem zu sprechen“.
- Philipp Mattheis: Ein Volk verschwindet: Wie wir China beim Völkermord an den Uiguren zuschauen. Christoph Links Verlag, Berlin 2022, ISBN 978-3-96289-137-4 (208 S.).

Der Autor spricht in dem Buch von einem „smarten Genozid“ im 21. Jahrhundert und stützt sich für seine Dokumentation der Lage in Xinjiang auf Gespräche mit Experten, Journalistenkollegen und Zeugen.
- Mathias Bölinger: Der Hightech-Gulag: Chinas Verbrechen gegen die Uiguren. C.H.Beck, München 2023, ISBN 978-3-406-79724-8 (256 S.).

Der erste Teil des Buches bietet eine historische Rückschau auf die Geschichte Xinjiangs, der zweite Teil geht verstärkt auf persönliche Schicksale in Verbindung mit der aktuellen Situation in Xinjiang ein, wofür der Autor mit Betroffenen im Exil gesprochen und Leaks aus dem chinesischen Behördenapparat aus den vergangenen Jahren herangezogen hat.

### Berichte von Menschenrechts- und anderen Nichtregierungsorganisationen
- Human Rights Watch: China: Disclose Details of Terrorism Convictions. Overbroad Counterterrorism Legal Framework Opens Door to Abuses. In: hrw.org. 16. März 2017.
- Human Rights Watch: China: Police DNA Database Threatens Privacy. 40 Million Profiled Includes Dissidents, Migrants, Muslim Uyghurs. In: hrw.org. 15. Mai 2017.
- Human Rights Watch: China: Minority Region Collects DNA from Millions. Private Information Gathered by Police, Under Guise of Public Health Program. In: hrw.org. 13. Dezember 2017.
- Amnesty International: Amnesty International Report 2017/18: The state of the world's human rights. (PDF) In: amnesty.org. 2018. Index number: POL 10/6700/2018, ISBN 978-0-86210-499-3, S. 36 f., 125-130. Zugriff über Internetseite: Amnesty International Report 2017/18: The state of the world's human rights. In: amnesty.org. 22. Februar 2018.
- Human Rights Watch: China: Big Data Fuels Crackdown in Minority Region. Predictive Policing Program Flags Individuals for Investigations, Detentions. In: hrw.org. 26. Februar 2018.

Erster HRW-Bericht über die Polizei-Software IJOP.
- Human Rights Watch: China: Visiting Officials Occupy Homes in Muslim Region. ‘Becoming Family’ Campaign Intensifies Repression in Xinjiang. In: hrw.org. 13. Mai 2018.
- The Uyghur Human Rights Project: Extracting Cultural Resources: the Exploitation and Criminalization of Uyghur Cultural Heritage. (PDF) In: docs.uhrp.org. Juni 2018, S. 1–60 (englisch). Zugriff über Internetseite: „UHRP REPORT: Extracting Cultural Resources: the Exploitation and Criminalization of Uyghur Cultural Heritage“, 12. Juni 2018.
- Human Rights Watch: “Eradicating Ideological Viruses” – China’s Campaign of Repression Against Xinjiang’s Muslims. (PDF; 1,5 MB) hrw.org, 2018, S. 1–117 (englisch, ISBN 978-1-62313-656-7)., Zugriff über Internetseite: „“Eradicating Ideological Viruses” – China’s Campaign of Repression Against Xinjiang’s Muslims“, 9. September 2018. Zugriff auch über die Internetseite: China: Massive Crackdown in Muslim Region. Mass Arbitrary Detention, Religious Repression, Surveillance in Xinjiang. In: hrw.org. 18. September 2018.
- Human Rights Watch: China: Children Caught in Xinjiang Crackdown. Reunite Families; End Mass Arbitrary Detention. In: hrw.org. 16. Oktober 2018.
- Amnesty International: Felix Lee: Xinjiang: Im Land der unsichtbaren Lager. In der Uigurischen Autonomen Region Xinjiang sind Muslime systematischen Demütigungen, Strafen und Folter ausgesetzt. Viele haben sich im Zuge der Diskriminierung radikalisiert. In: amnesty.de. 10. Mai 2019.
- Human Rights Watch: Nazish Dholakia, Maya Wang: Interview: China’s ‘Big Brother’ App. Unprecedented View into Mass Surveillance of Xinjiang’s Muslims. In: hrw.org. 1. Mai 2019.
- Human Rights Watch: China’s Algorithms of Repression – Reverse Engineering a Xinjiang Police Mass Surveillance App. (PDF; 1,3 MB) Human Rights Watch, 1. Mai 2019, S. 1–71 (englisch, ISBN 978-1-62313-730-4)., Zugriff über Internetseite: „China’s Algorithms of Repression – Reverse Engineering a Xinjiang Police Mass Surveillance App“, 2. Mai 2019.
- Human Rights Watch: China: Xinjiang Children Separated from Families. Return Minors Housed in State-Run Institutions to Relatives. In: hrw.org. 15. September 2019.
- The Uyghur Human Rights Project: Bahram K. Sintash: Demolishing Faith: The Destruction and Desecration of Uyghur Mosques and Shrines. (PDF) In: docs.uhrp.org. Oktober 2019 (englisch).
- The Uyghur Human Rights Project: “Ideological Transformation”: Records of Mass Detention from Qaraqash, Hotan. (PDF) In: docs.uhrp.org. Februar 2020, S. 1–22, Appendix (englisch).
- Amnesty International: Nowhere feels safe. Uyghurs tell of China-led intimidation campaign abroad. In: amnesty.org. 21. Februar 2020.
- Human Rights Watch: Maya Wang: More Evidence of China’s Horrific Abuses in Xinjiang. But Little Action Holding Beijing Accountable. In: hrw.org. 20. Februar 2020.
- The Uyghur Human Rights Project: William Drexel: Kashgar Coerced: Forced Reconstruction, Exploitation, and Surveillance in the Cradle of Uyghur Culture. (PDF) In: uhrp.org. Juni 2020 (englisch).
- Bar Human Rights Committee of England & Wales: Briefing Paper: Responsibility of States under International Law to Uyghurs and other Turkic Muslims in Xinjiang, China. (PDF) In: barhumanrights.org.uk. Juli 2020, S. 1–52 (englisch).
- The Uyghur Human Rights Project: “The Happiest Muslims in the World”: Disinformation, Propaganda, and the Uyghur Crisis. (PDF) In: uhrp.org. Juli 2020, S. 1-57 (englisch). Zugriff über Internetseite: “The Happiest Muslims in the World”: Disinformation, Propaganda, and the Uyghur Crisis. In: uhrp.org. 28. Juli 2020 (englisch).
- The Uyghur Human Rights Project: The Persecution of the Intellectuals in the Uyghur Region: Disappeared Forever? (PDF) In: docs.uhrp.org. Oktober 2020 (englisch). Zugriff über Internetseite: The Persecution of the Intellectuals in the Uyghur Region: Disappeared Forever? In: uhrp.org. 22. Oktober 2020 (englisch).
- Human Rights Watch: China: Big Data Program Targets Xinjiang’s Muslims. Leaked List of Over 2,000 Detainees Demonstrates Automated Repression. In: hrw.org. 9. Dezember 2020.
- Global Centre for the Responsibility to Protect: Evidence submitted to the United Kingdom’s Foreign Affairs Select Committee on the situation in Xinjiang, China. In: globalr2p.org. 12. Januar 2021. (Speech) Auch verfügbar als: Written evidence submitted to the United Kingdom’s Foreign Affairs Select Committee on the situation in Xinjiang, China. (PDF) In: globalr2p.org. (Evidence submitted October 2020).
- Human Rights Watch: China: Big Data-Programm zielt auf Muslime in Xinjiang ab. Liste mit über 2.000 Häftlingen belegt automatisierte Unterdrückung. In: hrw.org. 14. Dezember 2020.
- Human Rights Watch: China: Baseless Imprisonments Surge in Xinjiang. Harsh, Unjust Sentences for Uyghurs, Other Muslims. In: hrw.org. 24. Februar 2021.
- Amnesty International: Hearts and Lives Broken: The nightmare of Uyghur families separated by repression. (PDF) amnesty.org, 2021, S. 1–14 (englisch). AI-Index-Nummer: ASA 17/3798/2021; Abrufbar auf: The nightmare of Uyghur families separated by repression. Hearts and Lives Broken: The nightmare of Uyghur families separated by repression. In: amnesty.org. Oder auf: China: Hearts and Lives Broken – The nightmare of Uyghur families separated by repression. In: amnesty.org. 19. März 2021.
- The Uyghur Human Rights Project & About Justice for All: Peter Irwin: Islam Dispossessed: China’s Persecution of Uyghur Imams and Religious Figures. (PDF) In: uhrp.org. 2021 (PDF, 72 Seiten). Zugriff über Internetseite: Islam Dispossessed: China’s Persecution of Uyghur Imams and Religious igures. In: uhrp.org. 13. Juni 2021.
- Amnesty International: “Like We Were Enemies in a War”: China’s Mass Internment, Torture, and Persecution of Muslims in Xinjiang. (PDF) amnesty.org, Juni 2021, S. 1–157 (englisch). AI-Index-Nummer: ASA 17/4137/2021; Zugriff über Internetseite: China: “Like We Were Enemies in a War”: China’s Mass Internment, Torture, and Persecution of Muslims in Xinjiang. In: amnesty.org. 10. Juni 2021.
- The Uyghur Human Rights Project & Oxus Society for Central Asian Affairs: Bradley Jardine, Edward Lemon, Natalie Hall: No Space Left to Run: China’s Transnational Repression of Uyghurs. (PDF) In: uhrp.org. 2021, S. 1–57 (englisch). Zugriff über Internetseite: No Space Left to Run: China’s Transnational Repression of Uyghurs. In: uhrp.org. 24. Juni 2021.
- The Uyghur Human Rights Project & Oxus Society for Central Asian Affairs: Bradley Jardine, Robert Evans: “Nets Cast from the Earth to the Sky”. (PDF) China’s Hunt for Pakistan’s Uyghurs. In: uhrp.org. 2021, S. 1–76 (englisch). Zugriff über Internetseite: “Nets Cast from the Earth to the Sky”: China’s Hunt for Pakistan’s Uyghurs. In: uhrp.org. 21. August 2021 (englisch).
- Simon-Skjodt Center for the Prevention of Genocide des United States Holocaust Memorial Museum: “To Make Us Slowly Disappear”. (PDF) The Chinese Government’s Assault on the Uyghurs. In: ushmm.org. United States Holocaust Memorial Museum/Simon-Skjodt Center for the Prevention of Genocide, November 2021, S. 1–56 (englisch, Bearing Witness Report).
- The Uyghur Human Rights Project & Oxus Society for Central Asian Affairs: Natalie Hall, Bradley Jardine: “Your Family Will Suffer”. (PDF) How China is Hacking, Surveilling, and Intimidating Uyghurs in Liberal Democracies. In: uhrp.org. The Uyghur Human Rights Project, Oxus Society for Central Asian Affairs, 2021, S. 1–61 (englisch). Zugriff über Internetseite: “Your Family Will Suffer”: How China is Hacking, Surveilling, and Intimidating Uyghurs in Liberal Democracies. In: uhrp.org. 10. November 2021 (englisch).
- The Uyghur Human Rights Project: Abdullah Qazanchi (unter Mitarbeit von: Abduweli Ayup): Briefing: The Disappearance of Uyghur Intellectual and Cultural Elites. (PDF) A New Form of Eliticide. In: uhrp.org. The Uyghur Human Rights Project, 2021, S. 1–18 (englisch). Zugriff über Internetseite: Abdullah Qazanchi (unter Mitarbeit von: Abduweli Ayup): The Disappearance of Uyghur Intellectual and Cultural Elites: A New Form of Eliticide. In: uhrp.org. 8. Dezember 2021 (englisch).
- The Uyghur Human Rights Project: Henryk Szadziewski, Anonymus: Meet the “New” Uyghurs. (PDF) CGTN’s Role in Mediawashing Genocide. In: uhrp.org. The Uyghur Human Rights Project, 2021, S. 1–21 (englisch). Zugriff über Internetseite: Meet the “New” Uyghurs: CGTN’s Role in Mediawashing Genocide. In: uhrp.org. 21. Dezember 2021 (englisch).
- The Uyghur Human Rights Project: Elise Anderson: Coerced Kinship: The Pomegranate Flower Plan and the Forced Assimilation of Uyghur Children. (PDF) In: uhrp.org. The Uyghur Human Rights Project, 2022, S. 1–12 (englisch). Zugriff über Internetseite: Coerced Kinship: The Pomegranate Flower Plan and the Forced Assimilation of Uyghur Children. A report by the Uyghur Human Rights Project by Elise Anderson. Read our press statement on the report here, and download the full report in English and 日本語. Cover art by YetteSu. In: uhrp.org. (englisch).
- Amnesty International: Mira Schwartz: Uigur*innen im Exil: Black Box Xinjiang. In Istanbul leben zahlreiche Uigur*innen im Exil. Doch ist es schwierig für sie, Informationen über ihre Verwandten und Bekannten im Nordwesten Chinas zu bekommen. In: amnesty.de. 10. April 2025.

### Untersuchungen mit juristischem Schwerpunkt
- Ciara Finnegan: The Uyghur Minority in China: A Case Study of Cultural Genocide, Minority Rights and the Insufficiency of the International Legal Framework in Preventing State-Imposed Extinction. In: Laws. Band 9, 1 (Special Issue „The Protection of Minorities under International Law“), 11. Januar 2020, ISSN 2075-471X, S. 1–20, doi:10.3390/laws9010001 (englisch, mdpi.com [PDF]).
- Asia Pacific Centre for the Responsibility to Protect: Genocide and crimes against humanity in Xinjiang? (PDF) Applying the legal tests. In: r2pasiapacific.org. Asia Pacific Centre for the Responsibility to Protect, School of Political Science and International Studies, The University of Queensland, November 2020, S. 1–19 (englisch).
- Essex Court Chambers, London: Alison Macdonald, Jackie McArthur, Naomi Hart, Lorraine Aboagye: International Criminal Responsibility For Crimes Against Humanity And Genocide Against The Uyghur Population In The Xinjiang Uyghur Autonomous Region. (PDF) In: Newlines Institute for Strategy and Policy. 26. Januar 2021, S. 1–105. Zugriff über Internetseite: Legal opinion concludes that treatment of Uyghurs amounts to crimes against humanity and genocide. In: glanlaw.org. 8. Februar 2021.

Diese legal opinion (ein Rechtsgutachten eines angesehenen Kronanwalts, das keine Rechtskraft besitzt, aber als Grundlage für rechtliche Schritte verwendet werden kann) wurde vom Global Legal Action Network (GLAN), vom World Uighur Congress (WUC) und vom Uighur Human Rights Project (UHRP) in Auftrag gegeben, ohne von ihnen finanziert worden zu sein. Es gilt als erste förmliche rechtliche Einschätzung in Großbritannien zu dem Vorgehen Chinas in Xinjiang. Das Rechtsgutachten, das die Bezeichnung „Genozid“ für die Vorgänge in Xinjiang für gerechtfertigt und Staatschef Xi Jinping für verantwortlich ansieht, stützt seine Beurteilung auf öffentlich zugängliche Dokumente, Satellitenbilder und Zeugenaussagen.
- Newlines Institute for Strategy and Policy: The Uyghur Genocide: An Examination of China’s Breaches of the 1948 Genocide Convention. (PDF) In: Newlines Institute for Strategy and Policy. März 2021, S. 1–55. Zugriff über Internetseite: The Uyghur Genocide: An Examination of China’s Breaches of the 1948 Genocide Convention. In: newlinesinstitute.org. 8. März 2021.

Die britische Times bezeichnete diesen Bericht als erste von einer Nichtregierungsorganisation vorgenommene rechtliche Überprüfung der Beweise für die Behandlung der Uiguren in Xinjiang durch die chinesische Führung und als wegweisende und unabhängige Kritik.
- Human Rights Watch & Mills Legal Clinic, Stanford Law School, Stanford University: “Break Their Lineage, Break Their Roots”: Chinese Government Crimes against Humanity Targeting Uyghurs and Other Turkic Muslims. 2021, ISBN 978-1-62313-899-8, S. 1–53 (englisch, hrw.org [PDF]). Zugriff über und auch veröffentlicht als Internetseite: “Break Their Lineage, Break Their Roots”. China’s Crimes against Humanity Targeting Uyghurs and Other Turkic Muslims. In: hrw.org. 19. April 2021.
- Wissenschaftliche Dienste des Deutschen Bundestages: WD 2 – 027/21: Die Uiguren in Xinjiang im Lichte der Völkermordkonvention. (PDF) Zum Tatbestand des Völkermordes, zu den rechtlichen Implikationen für deutsche Unternehmen und den Reaktionsmöglichkeiten der Staatengemeinschaft. In: bundestag.de. 12. Mai 2021, S. 1-128. Deutscher Bundestag, Wissenschaftliche Dienste, Ausarbeitung, WD 2 – 3000 – 027/21.
- Uyghur Tribunal: Uyghur Tribunal: Judgment: Summary Form. (PDF) In: uyghurtribunal.com. S. 1-63. Download über: Home – Uyghur Tribunal. In: uyghurtribunal.com. Dort mit der Angabe, dass ein Fehler in Paragraph 39 des „summary judgment“ korrigiert wurde.

Mit der Verkündung des „judgment“ des selbsternannten, neunköpfigen „Volkstribunals“ durch dessen Leiter Geoffrey Nice am 9. Dezember 2021 sprach erstmals ein Gremium mit völkerrechtlicher Expertise von Genozid gegen die Uiguren, nachdem zuvor mehrere nationale Parlamente zum gleichen Entscheid gekommen waren. Die „Uyghur Tribunal“ genannte Privatinitiative war unter Beteiligung des Weltkongresses der Uiguren etabliert worden.

### Publikationen von Denkfabriken
- Jamestown Foundation: Adrian Zenz, James Leibold: Xinjiang’s Rapidly Evolving Security State. jamestown.org, 14. März 2017. Veröffentlicht als: China Brief, Volume 17, Nr. 4.
- Jamestown Foundation: Adrian Zenz, James Leibold: Chen Quanguo: The Strongman Behind Beijing’s Securitization Strategy in Tibet and Xinjiang. jamestown.org, 21. September 2017. Veröffentlicht als: China Brief, Volume 17, Nr. 12.
- Jamestown Foundation: Adrian Zenz: New Evidence for China’s Political Re-Education Campaign in Xinjiang. jamestown.org, 18. Mai 2018. Veröffentlicht als: China Brief, Volume 18, Nr. 10.

Die Redaktion gibt im Artikel an, dass es sich dabei um eine gestraffte Fassung einer Studie handelt, die in ihrer Langfassung 2018 vom Fachjournal Central Asian Survey zur Veröffentlichung angenommen wurde und für die im September 2018 dann eine korrigierte Aktualisierung in der Fachzeitschrift erfolgte (Adrian Zenz: ‘Thoroughly reforming them towards a healthy heart attitude’: China’s political re-education campaign in Xinjiang. In: Central Asian Survey. Band 38, 1 (Securitization, insecurity and conflict in contemporary Xinjiang), 2019, S. 102–128, doi:10.1080/02634937.2018.1507997 (online). Online veröffentlicht am 5. September 2018). Diese Studie diente als wichtige Grundlage für Experten des UN-Ausschusses für die Beseitigung der Rassendiskriminierung, der die Situation der ethnischen Minoritäten in Xinjiang im August 2018 in Genf behandelte und die Verbreitung der Angabe förderte, dass sich die Anzahl der in Internierungslagern Xinjiangs festgehaltenen Angehörigen der ethnischen Minderheit der Uiguren auf über eine Million belaufe. Erst die in der Studie und ihrer Vorabversion von Mai 2018 vorgetragenen Kalkulationen zur Zahl der in Umerziehungslager internierten Angehörigen ethnischer Minderheiten verschafften dem Thema eine deutlich breitere Aufmerksamkeit.
- Jamestown Foundation: Adrian Zenz: Xinjiang’s Re-Education and Securitization Campaign: Evidence from Domestic Security Budgets. In: jamestown.org. 5. November 2018. Veröffentlicht als: China Brief, Volume 18, Nr. 17.
- Mercator Institute for China Studies: Nis Grünberg, Katja Drinhausen: The Party leads on everything. China’s changing governance in Xi Jinping’s new era. In: merics.org. 24. September 2019. Report, China Monitor.
- CSIS Human Rights Initiative (Human Rights Initiative des Center for Strategic and International Studies): Amy K. Lehr, Mariefaye Bechrakis: Connecting the Dots in Xinjiang: Forced Labor, Forced Assimilation, and Western Supply Chains. (PDF) In: csis-website-prod.s3.amazonaws.com. Oktober 2019, S. 1–38.
- Jamestown Foundation: Adrian Zenz: Sterilizations, IUDs, and Mandatory Birth Control: The CCP’s Campaign to Suppress Uyghur Birthrates in Xinjiang. (PDF; 1,8 MB) The Jamestown Foundation, Juni 2020, S. 1–28 (ISBN 978-1-7352752-9-1). Aktualisierte Version: Adrian Zenz: Sterilizations, IUDs, and Mandatory Birth Control: The CCP’s Campaign to Suppress Uyghur Birthrates in Xinjiang: Updated July 21, 2020. (PDF) The Jamestown Foundation, 21. Juli 2020, S. 1–28, abgerufen am 3. Juli 2020 (englisch, ISBN 978-1-7352752-9-1).

Erste systematische Studie zur Geburtenkontrolle während Chen Quanguos Amtszeit. Im Webarchiv findet sich noch eine Fassung vom 29. Juni 2020, die im Titel erzwungenen Schwangerschaftsabbruch nennt und auch als Beleg für andere Publikationen herangezogen wurde wie beispielsweise für einen Artikel der Deutschen Welle.
- Jamestown Foundation: Adrian Zenz: Sterilizations, IUDs, and Coercive Birth Prevention: The CCP’s Campaign to Suppress Uyghur Birth Rates in Xinjiang. jamestown.org, 15. Juli 2020. Veröffentlicht als: China Brief, Band 20, Nr. 12. Ursprünglich veröffentlicht am 29. Juni 2020. Update vom 2. Oktober 2021.

Die Redaktion gibt im Artikel an, dass es sich dabei um eine gestraffte Fassung eines Berichts handelt, der in seiner Langfassung am 28. Juni 2020 von der Jamestown Foundation veröffentlicht wurde (Adrian Zenz: Sterilizations, IUDs, and Mandatory Birth Control: The CCP’s Campaign to Suppress Uyghur Birthrates in Xinjiang. (PDF) In: The Jamestown Foundation. Juni 2020, S. 1–28, abgerufen am 7. Dezember 2021 (ISBN 978-1-7352752-9-1). Online veröffentlicht am 28. Juni 2020. Aktualisierte Version: Adrian Zenz: Sterilizations, IUDs, and Mandatory Birth Control: The CCP’s Campaign to Suppress Uyghur Birthrates in Xinjiang. (PDF) Updated July 21, 2020. In: The Jamestown Foundation,. 21. Juli 2020, S. 1–28, abgerufen am 7. Dezember 2021 (ISBN 978-1-7352752-9-1).). Am 2. Oktober 2021 erfolgte ein Update der Kurzfassung des Artikels, in dem darauf hingewiesen wird, dass die Aussage „in 2018, 80 percent of all net added IUD placements in China were performed in Xinjiang“ durch die Aussage „in 2018, Xinjiang performed 963 net added IUD placements per 100,000 of the population, compared to a national average figure of 21.5“ ersetzt worden sei.
- Center for Strategic and International Studies: Amy K. Lehr: Addressing Forced Labor in the Xinjiang Uyghur Autonomous Region: Toward a Shared Agenda. In: csis.org. 30. Juli 2020. Gesamter Report veröffentlicht als PDF-Datei: Amy K. Lehr: Addressing Forced Labor in the Xinjiang Uyghur Autonomous Region: Toward a Shared Agenda. (PDF) In: csis.org. Juli 2020. (CSIS BRIEFS)
- Australian Strategic Policy Institute: Nathan Ruser: Research Report: Documenting Xinjiang’s detention system. In: Australian Strategic Policy Institute. 24. September 2020. Auch verfügbar als PDF: Nathan Ruser: Documenting Xinjiang’s detention system. (PDF) In: Australian Strategic Policy Institute: ASPI International Cyber Policy Centre. September 2020. ISSN 2209-9689, S. 1–16. Darauf basierend auch: Nathan Ruser: The Xinjiang Data Project: Exploring Xinjiang's detention system. The world's most comprehensive database: 380+ facilities. In: Australian Strategic Policy Institute. September 2020.
- Australian Strategic Policy Institute: Vicky Xiuzhong Xu, Danielle Cave, James Leibold, Kelsey Munro, Nathan Ruser: Uyghurs for sale: ‘Re-education’, forced labour and surveillance beyond Xinjiang. In: Australian Strategic Policy Institute. 1. März 2020. Auch verfügbar als PDF: Vicky Xiuzhong Xu, unter Mitarbeit von: Danielle Cave, James Leibold, Kelsey Munro, Nathan Ruser: Uyghurs for sale. (PDF) ‘Re-education’, forced labour and surveillance beyond Xinjiang. In: Australian Strategic Policy Institute: ASPI International Cyber Policy Centre. 1. März 2020.: Policy Brief, Report No. 26/2020, ISSN 2209-9689, S. 1–53 (letzte Veränderungen im Text: 19. April 2021).
- Australian Strategic Policy Institute: Nathan Ruser, James Leibold, Kelsey Munro, Tilla Hoja: Cultural erasure. Tracing the destruction of Uyghur and Islamic spaces in Xinjiang. In: Australian Strategic Policy Institute. 24. September 2020. Auch verfügbar als PDF: Nathan Ruser, unter Mitarbeit von: James Leibold, Kelsey Munro, Tilla Hoja: Cultural erasure. (PDF; 7,61 MB) Tracing the destruction of Uyghur and Islamic spaces in Xinjiang. In: Australian Strategic Policy Institute: ASPI International Cyber Policy Centre. September 2020.: Policy Brief, Report No. 38/2020, ISSN 2209-9689, S. 1–45.
- The Brookings Institution: James Millward, Dahlia Peterson: China's System of Oppression in Xinjiang: How It Developed and How to Curb It. (PDF) In: The Brookings Institution, Global China: Assessing China's Growing Role in the World. September 2020, S. 1–24.
- Center for Global Policy: Adrian Zenz: Coercive Labor in Xinjiang: Labor Transfer and the Mobilization of Ethnic Minorities to Pick Cotton. In: cgpolicy.org. 14. Dezember 2020. Gesamter Report veröffentlicht als PDF-Datei: Adrian Zenz: Coercive Labor in Xinjiang: Labor Transfer and the Mobilization of Ethnic Minorities to Pick Cotton. (PDF) In: cgpolicy.org. Dezember 2020. (Intelligence Brief)
- Jamestown Foundation: Adrian Zenz: Coercive Labor and Forced Displacement in Xinjiang’s Cross-Regional Labor Transfer Program. (PDF) A Process-Oriented Evaluation. jamestown.org, März 2021.
- Australian Strategic Policy Institute: Nathan Ruser, James Leibold: Family de-planning: The coercive campaign to drive down indigenous birth-rates in Xinjiang. In: The Australian Strategic Policy Institute, International Cyber Policy Centre (Hrsg.): Policy Brief. Nr. 44, Mai 2021, ISSN 2209-9689, S. 1–32 (englisch, amazonaws.com [PDF]). Policy Brief, Report Nr. 44/2021, Zugriff über Internetseite: Nathan Ruser, James Leibold: Family De-planning: The Coercive Campaign to Drive Down Indigenous Birth-rates in Xinjiang. In: aspi.org.au. 12. Mai 2021.
- Jamestown Foundation: Adrian Zenz: Evidence of the Chinese Central Government’s Knowledge of and Involvement in Xinjiang’s Re-Education Internment Campaign. jamestown.org, 14. September 2021.
- Australian Strategic Policy Institute: Vicky Xiuzhong Xu, James Leibold, Daria Impiombato: The architecture of repression. (PDF) Unpacking Xinjiang’s governance. In: aspi.org.au. Oktober 2021, S. 1–79 (englisch). Policy Brief, Report No. 51/2021, ISSN 2209-9689. Zugriff über Internetseite: Vicky Xiuzhong Xu, James Leibold, Daria Impiombato: The architecture of repression. In: aspi.org.au. 19. Oktober 2021, abgerufen am 21. Dezember 2021 (englisch).
- Australian Strategic Policy Institute: Fergus Ryan, Ariel Bogle, Nathan Ruser, Albert Zhang, Daria Impiombato: Borrowing mouths to speak on Xinjiang. (PDF) In: aspi.org.au. Dezember 2021, S. 1–41 (englisch). Policy Brief, Report No. 55/2021, ISSN 2209-9689. Zugriff über Internetseite: Fergus Ryan, Ariel Bogle, Nathan Ruser, Albert Zhang, Daria Impiombato: Borrowing mouths to speak on Xinjiang. In: aspi.org.au. 10. Dezember 2021, abgerufen am 31. Dezember 2021 (englisch).
- International Cyber Policy Centre des Australian Strategic Policy Institute: Fergus Ryan, Daria Impiombato, Hsi-Ting Pai: Frontier influencers: the new face of China’s propaganda. In: aspi.org.au (ICPC des ASPI). 20. Oktober 2022. Auch verfügbar als PDF: Fergus Ryan, Daria Impiombato, Hsi-Ting Pai: Frontier influencers: The new face of China’s propaganda. (PDF; 3,7 MB) In: Australian Strategic Policy Institute: ASPI International Cyber Policy Centre. Oktober 2022.: Policy Brief, Report No. 65/2022, ISSN 2209-9689, S. 1–53.

### Staatliche und überstaatliche Resolutionen, Stellungnahmen und Berichte
- UN-Ausschuss für die Beseitigung der Rassendiskriminierung: Vorlage:Internetquelle Zugriff über Internetseite: Vorlage:Internetquelle

Dieser auf der 96. Sitzung des UN-Ausschusses für die Beseitigung der Rassendiskriminierung (6.–30. August 2018) verabschiedete CERD-Bericht wurde später regelmäßig zitiert, so etwa von britischen Abgeordneten und von der britischen Regierung.
- 23 UN-Mitgliedstaaten: Vorlage:Internetquelle
- 27 UN-Mitgliedstaaten: Vorlage:Internetquelle
- US-Außenministerium: Vorlage:Internetquelle
- 39 UN-Mitgliedstaaten: Vorlage:Internetquelle
- Subcommittee On International Human Rights des Parliament Of Canada – House Of Commons: Vorlage:Internetquelle SDIR (Subcommittee on International Human Rights of the Standing Committee on Foreign Affairs and International Development) Committee News Release.
- Congressional-Executive Commission on China: Vorlage:Internetquelle

Der Jahresbericht für 2020 der parteiübergreifenden Kommission CECC des US-Kongresses wurde am 14. Januar 2021 veröffentlicht.
- Bundesrepublik Deutschland, Auswärtiges Amt: Vorlage:Internetquelle
- Europäisches Parlament: Vorlage:Internetquelle Zugriff über Internetseite: https://www.europarl.europa.eu/doceo/document/TA-9-2020-0375_DE.html.
- US-Außenministerium: Vorlage:Internetquelle Offiziell archivierte Internetseite: Vorlage:Internetquelle

Diese offizielle Einordnung des staatlichen chinesischen Vorgehens gegen die Uiguren als „Genozid“ durch die US-Regierung unter US-Präsident Donald Trump löste eine weltweite Debatte um den Begriff „Genozid“ aus.
- US-Außenministerium: Vorlage:Internetquelle

Erstmalige offizielle Einordnung des chinesischen Vorgehens gegen die Uiguren als „Genozid“ vonseiten der US-Regierung unter Joe Biden.
- Senat des Parlaments der Tschechischen Republik: Vorlage:Internetquelle Zugriff über Internetseite:: https://www.senat.cz/xqw/xervlet/pssenat/dokumenty?cid=pssenat_dokumenty.pVisitor.f_folders&id=3739&event-name=move. Vgl. auch: Vorlage:Internetquelle
- 44 UN-Mitgliedstaaten: Vorlage:Internetquelle
- US-Außenministerium: Vorlage:Internetquelle

Der den Zeitraum von Juli 2020 bis Mai 2021 abdeckende Jahresbericht zum Genozid (2021 Elie Wiesel Act report) an den Kongress wiederholt die im Januar 2021 von Antony Blinken vorgenommene Einordnung, nach der die VR China „Genozid und Verbrechen gegen die Menschlichkeit“ an Uiguren und anderen ethnischen und religiösen Gruppen verübe.
- Nationalversammlung Frankreichs: Vorlage:Internetquelle Zugriff über Internetseite: Vorlage:Internetquelle

Die Resolution wurde am 20. Januar 2022 auf Basis dieser Vorlage nahezu einstimmig durch die Nationalversammlung Frankreichs beschlossen und qualifizierte den Umgang der chinesischen Behörden mit der Volksgruppe der Uiguren als „Verbrechen gegen die Menschlichkeit und Genozid“.
- Sonderberichterstatter des UN-Menschenrechtsrats für moderne Formen der Sklaverei, Tomoya Obokata: Vorlage:Internetquelle
- Büro des Hohen Kommissars für Menschenrechte: Vorlage:Internetquelle

Die Veröffentlichung des 46-seitigen UN-Berichts mit einer Bewertung chinesischer Menschenrechtsverletzungen in Xinjiang durch den OHCHR war seit Jahren erwartet und als sehr dringlich eingeschätzt worden.
- Vorlage:Internetquelle

Diese 131 Seiten (122 durchgehend paginiert) umfassende Gegendarstellung der chinesischen Regierung hatte das OHCHR in der Nacht vom 31. August zum 1. September 2022 als Anhang zum eigenen Bericht zur Menschenrechtslage in Xinjiang mitveröffentlicht, um der chinesischen Regierung die Gelegenheit zu bieten, „faktische Kommentare“ zum OHCHR-Bericht abzugeben. Die offizielle chinesische Gegendarstellung enthielt Namen und Bilder von Personen, die vom OHCHR aus Datenschutz- und Sicherheitsgründen geschwärzt werden mussten, was Medienberichten zufolge zusammen mit der sehr späten Zustellung der offiziellen chinesischen Gegendarstellung dazu beitrug, dass der eigentliche UN-Bericht nur wenige Minuten vor Ablauf des Tages und somit der Amtszeit der UN-Hochkommissarin für Menschenrechte veröffentlicht werden konnte.

### Aktivistische Quellen
- Vorlage:Internetquelle

Diese aktivistische Website versucht alle bekannten uigurischen Intellektuellen und Künstler aufzulisten, die von der chinesischen Internierungswelle seit 2017 betroffen waren. Als ersten Eintrag in der Datenbank der Internierten führte sie 2018 die ethnisch-uigurische Wissenschaftlerin Rahilä Dawut auf, die 2017 aufgrund ihrer bekannten wissenschaftlichen Arbeit über vorislamische Schreine Opfer der Internierungswelle wurde. Allein innerhalb eines Jahres wuchs die Datenbank um über 10.000 weitere Einträge an (Stand: April 2022). Der 2022 publizierte UN-OHCHR-Bericht zur Lage der Uiguren in Xinjiang verweist ausdrücklich auf die Xinjiang Data Base als Quelle für öffentliche Berichte von Opfern.
- Vorlage:Internetquelle

Dieses Recherche-Tool wurde nach monatelanger Entwicklung durch Adrian Zenz und sein Team am 09./10. Februar 2023 vom Victims of Communism Memorial Foundation (VOC) vorgelegt und soll es Uiguren im Exil ermöglichen, Informationen über Familienmitglieder in Xinjiang zu erhalten, indem sie die chinesische Identifikationsnummer oder den Namen des gesuchten Angehörigen in chinesischer Schrift als Suchbegriff in das Online-Tool eingeben. Das Recherche-Tool soll Zugriff auf über 700.000 persönliche Aufzeichnungen von Uiguren und Kasachen erlauben, die dem „Xinjiang Police Files“ genannten und Daten zu 830.000 Personen umfassenden Datenleck entstammen. Es handelt sich bei dem Recherche-Tool nach eigenen Angaben um ein Projekt der VOC, das im Februar 2023 in Betrieb genommen wurde und sich seitdem zunächst noch in der Testphase befand. CNN hat das Online-Recherche-Tool verwendet, um das Schicksal von 22 Personen investigativ aufzuspüren.

## Videomaterialien

### Rundfunkberichte, Reportagen und Dokumentarfilme
- Leçon de propagande chinoise en zone interdite, von Eric Darbré und Axel Royer, Ego productions, 2014; Version in englischer Sprache: Chinese Propaganda Lesson in Forbidden Territory, Video (DVD) – 52 min.
- Vorlage:Internetquelle
- Vorlage:Internetquelle
- Vorlage:Internetquelle
- Vorlage:Internetquelle
- Vorlage:Internetquelle
- Vorlage:Internetquelle
- Vorlage:Internetquelle
- Vorlage:Internetquelle Dokumentarfilm von Romain Franklin & François Reinhardt, Regie: François Reinhardt, Frankreich 2021, Französischer Originaltitel: „Chine : le drame ouïghour“.

In dem Dokumentarfilm kommt unter anderem der Historiker James Millward zu Wort, ebenso wie der Anthropologe und Zentralasien-Experte Sean Roberts, der Anthropologe und China-Experte Adrian Zenz, der Politologe Xia Ming (USA), der Politologe Shen Dingli (Universität Fudan, Shanghai), der Journalist Christopher Buckley (The New York Times), der Journalist Shohret Hoshur (Radio Free Asia), der freie Journalist Olsi Jazexhi, der unabhängige Analyst Wu Qiang (Peking), die China-Beauftragte von Human Rights Watch Sophie Richardson, James Leibold (Australisches Institut für Strategische Studien, ASPI) und der Berater der chinesischen Regierung Hu Angang (Tsinghua-Universität, Peking).
- Vorlage:Internetquelle
- Vorlage:Internetquelle
- Vorlage:Internetquelle
- Vorlage:Internetquelle
- Vorlage:Internetquelle
- Vorlage:Internetquelle
- Vorlage:Internetquelle Auch verfügbar als: Vorlage:YouTube

### Anhörungen
„Uyghur Tribunal“
- Uyghur Tribunal – Live Hearing 4th June 2021, YouTube-Video – 9:58:40 Std., Live übertragen am 4. Juni 2021, hochgeladen vom YouTube-Kanal Uyghur Tribunal.

Mit Stellungnahmen der Sachverständigen („expert witnesses“) Muetter Iliqud (Uyghur Transitional Justice Database) und Sean Roberts. Unter den sonstigen Geladenen befindet sich auch Asiye Abdulahed.
- Uyghur Tribunal – Live Hearing 5th June 2021, YouTube-Video – 9:38:00 Std., Live übertragen am 5. Juni 2021, hochgeladen vom YouTube-Kanal Uyghur Tribunal.

Mit Stellungnahmen der Sachverständigen David Tobin (University of Manchester), Rachel Harris (SOAS, University of London), Rian Thum (University of Manchester), Laura Murphy (Helena Kennedy Centre for International Justice an der Sheffield Hallam University), Joanne Smith Finley (Newcastle University) und David Tran (Tran Quoc-Hung).
- Uyghur Tribunal – Live Hearing 6th June 2021, YouTube-Video – 9:39:20 Std., Live übertragen am 6. Juni 2021, hochgeladen vom YouTube-Kanal Uyghur Tribunal.

Mit Stellungnahmen der Sachverständigen Nathan Ruser (Australian Strategic Policy Institute) und Darren Byler (University of Colorado).
- Uyghur Tribunal – Live Hearing 7th June 2021, YouTube-Video – 9:42:20 Std., Live übertragen am 7. Juni 2021, hochgeladen vom YouTube-Kanal Uyghur Tribunal.

Mit Stellungnahmen der Sachverständigen Ethan Gutmann, Rukiye Turdush und Adrian Zenz.
- Uyghur Tribunal – Live Hearing 10th September 2021, YouTube-Video – 9:43:33 Std., Live übertragen am 10. September 2021, hochgeladen vom YouTube-Kanal Uyghur Tribunal.

Mit Stellungnahme der Sachverständigen Jessica Batke.
- Uyghur Tribunal – Live Hearing 11th September 2021, YouTube-Video – 9:45:50 Std., Live übertragen am 11. September 2021, hochgeladen vom YouTube-Kanal Uyghur Tribunal.

Mit Stellungnahmen der Sachverständigen Christian Tyler, Yonah Diamond, John Packer, Bahram Sintash, Julie Millsap und Darren Byler.
- Uyghur Tribunal – Live Hearing 12th September 2021, YouTube-Video – 9:32:25 Std., Live übertragen am 12. September 2021, hochgeladen vom YouTube-Kanal Uyghur Tribunal.

Mit Stellungnahmen der Sachverständigen Muetter Iliqud (Uyghur Transitional Justice Database), Conor Healy (IPVM), Nathan Ruser (Australian Strategic Policy Institute), Maya Mitalipova, Rukiye Turdush, James Millward und Geoffrey Cain.
- Uyghur Tribunal – Live Hearing 13th September 2021, YouTube-Video – 9:54:35 Std., Live übertragen am 13. September 2021, hochgeladen vom YouTube-Kanal Uyghur Tribunal.

Mit Stellungnahmen der Sachverständigen Laura Harth (Safeguard Defenders), Charles Parton, Rodney Dixon, Rian Thum, Peter Irwin (UHRP) und Adrian Zenz.
- Uyghur Tribunal – Virtual Third Hearing, YouTube-Video – 3:03:45 Std., Live übertragen am 27. November 2021, hochgeladen vom YouTube-Kanal Uyghur Tribunal.

Mit Stellungnahmen der Sachverständigen Ton Zwaan, Adrian Zenz, David Tobin und James Millward.
- Uyghur Tribunal – Delivery Of Uyghur Tribunal Judgment (ENGLISH), YouTube-Video – 3:38:00 Std., Live übertragen am 9. Dezember 2021, hochgeladen vom YouTube-Kanal Uyghur Tribunal.

Öffentliche Anhörungen und Sitzungen des Ausschusses für Menschenrechte und humanitäre Hilfe des Deutschen Bundestages
- Vorlage:Internetquelle Anhörung (öffentlich), 8. Mai 2019.

Mit Stellungnahmen der Sachverständigen Ulrich Delius (Gesellschaft für bedrohte Völker), Dolkun Isa (Weltkongress der Uiguren), Wenzel Michalski (Human Rights Watch Deutschland), Frank N. Pieke (Mercator Institute for China Studies), Kelsang Gyaltsen (ehemaliger Sondergesandter des Dalai Lama in Europa), David Li (China Organ Harvest Research Center) und Helwig Schmidt-Glintzer (China Centrum Tübingen, CCT).
- Vorlage:Internetquelle 66. Sitzung (öffentlich), 18. November 2020.

Mit Stellungnahmen der Sachverständigen Wenzel Michalski (Human Rights Watch Deutschland), Mechthild Leutner, Kai Müller (International Campaign for Tibet), Lea Zhou, Eva Pils (School of Law des King’s College London), Sayragul Sauytbay und Adrian Zenz (European School of Culture and Theology).
- Vorlage:Internetquelle 82. Sitzung (öffentlich), 17. Mai 2021.

Mit Stellungnahmen der Sachverständigen Florian Jeßberger, Hartmut-Emanuel Kayser, Norman Paech, Wenzel Michalski (Human Rights Watch Deutschland), Eva Pils (School of Law des King’s College London), Christoph Safferling (Universität Nürnberg-Erlangen) und Adrian Zenz (European School of Culture and Theology).
UN-Veranstaltungen
- Vorlage:Internetquelle

Hochrangige, von 18 UN-Mitgliedstaaten (Albanien, Australien, Dänemark, Deutschland, Estland, Finnland, Großbritannien, Island, Kanada, Lettland, Litauen, die Niederlande, Neuseeland, Norwegen, Österreich, Schweden, die Slowakei und die USA) geförderte und von den zivilgesellschaftlichen Institutionen Amnesty International (AI), Global Centre for the Responsibility to Protect (GCR2P), Global Justice Center (GJC), Human Rights Watch (HRW), Fédération internationale des ligues des droits de l’Homme (FIDH), International Service for Human Rights (ISHR) und dem World Uyghur Congress (WUC) mitgeförderte UN-Veranstaltung. Diese Online-Veranstaltung hat das Ziel, offizielle UN-Vertreter, Vertreter der Zivilgesellschaft, Akademiker, Journalisten sowie Vertreter betroffener Gemeinschaften zusammenzubringen, um Informationen auszutauschen und das Bewusstsein für die Menschenrechtssituation in Xinjiang zu schärfen und zu diskutieren, wie das UN-System, die Mitgliedstaaten und die Zivilgesellschaft die Menschenrechte von Angehörigen ethnisch turkstämmiger Gemeinschaften in Xinjiang unterstützen können. Moderation durch Demetri Sevastopolu (Financial Times), mit einleitenden Bemerkungen von Dolkun Isa (World Uyghur Congress), mit Anmerkungen von Jewher Ilham (Autorin und uigurische Menschenrechtsanwältin), Barbara Woodward (Ständige Vertreterin Großbritanniens bei den UN), Linda Thomas-Greenfield, (Ständige Vertreterin der USA bei den UN) und Christoph Heusgen, (Ständiger Vertreter Deutschlands bei den UN). Ein erstes Podium mit Kenneth Roth (Geschäftsführer HRW) und Agnès Callamard (Generalsekretärin AI) untersucht die Lage in Xinjiang und die Frage, wie die UN darauf reagieren soll. Ein zweites Podium, zusätzlich mit Eva Pils (King’s College London), Fernand de Varennes (UN-Sonderberichterstatter betreffend Minderheiten) und Dolkun Isa (WUC-Präsident), untersucht verstärkt die Beweislage zu Menschenrechtsverstößen in Xinjiang.
- Vorlage:Internetquelle Vgl. auch das Konzeptpapier des Veranstalters: Vorlage:Internetquelle

Hochrangige UN-Veranstaltung, die auf den Aufruf des im August 2022 veröffentlichten OHCHR-Berichts zur Lage der Uiguren in Xinjiang reagiert, dass die Situation „dringende Aufmerksamkeit der Regierung [China], der zwischenstaatlichen Organisationen der Vereinten Nationen und des Menschenrechtssystems sowie der internationalen Gemeinschaft im weiteren Sinne“ erfordere. Die Veranstaltung versammelt offizielle UN-Vertreter, Vertreter der Zivilgesellschaft, Journalisten und Vertreter der uigurischen Gemeinschaft, um die Ergebnisse des OHCHR-Berichts zu diskutieren und zu prüfen, wie die Empfehlungen des OHCHR-Berichts bestmöglich umzusetzen sind. Vorsitz durch Orville Schell (Arthur Ross Director des Center on US-China Relations, Asia Society, New York), mit einleitenden Bemerkungen von Dolkun Isa (World Uyghur Congress), mit Stellungnahmen der Podiumsexperten Fernand de Varennes (UN-Sonderberichterstatter betreffend Minderheiten), Jewher Ilham (Autorin und uigurische Menschenrechtsanwältin), Ziba Murat (uigurische Menschenrechtsanwältin) und Tirana Hassan (Geschäftsleiterin von Human Rights Watch), sowie mit auf jeweils 2 Minuten Länge beschränkten Anmerkungen und Fragen einiger der über 20 teilnehmenden UN-Mitgliedsstaaten (Türkei, USA, Republik Marshallinseln, Albanien, Kanada, Großbritannien, Italien, Luxemburg, Belgien und Neuseeland).